# Liste der Stolpersteine in Halle (Saale)

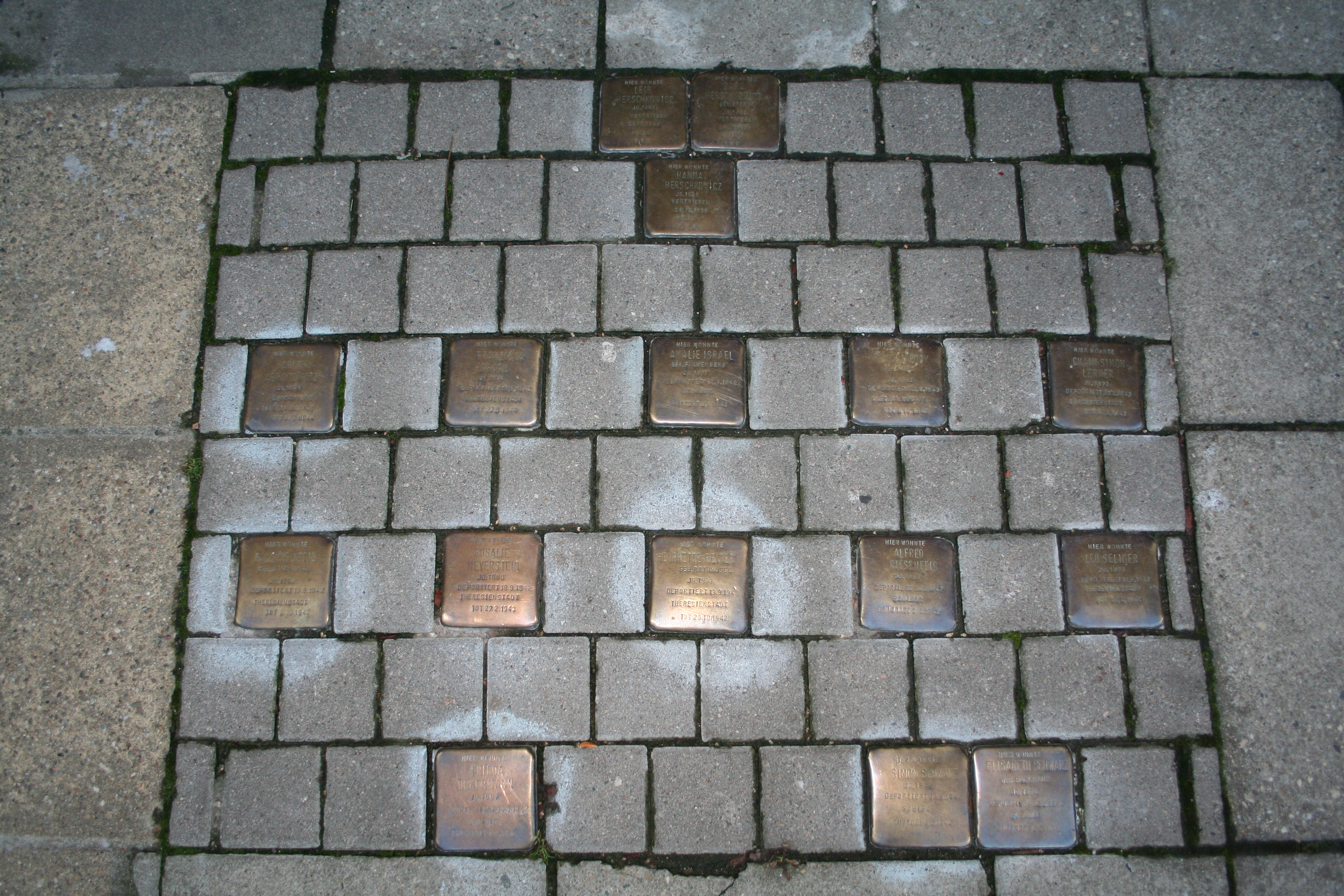
Großer Berlin 8: 16 Stolpersteine für ermordete Juden aus Halle (Saale)

Die Liste der Stolpersteine in Halle (Saale) enthält alle Stolpersteine, die im Rahmen des gleichnamigen Kunst-Projekts von Gunter Demnig in Halle (Saale) verlegt wurden. Mit ihnen soll Opfern des Nationalsozialismus gedacht werden, die in Halle lebten und wirkten. Bis März 2025 wurden insgesamt 306 Steine an 137 Adressen verlegt; weitere Steine sind in Planung.

## Hintergrund

### Verlegungen
Die Stadt Halle beteiligt sich seit 2003 an dem Stolperstein-Projekt des Künstlers Gunter Demnig. Die Gesamtleitung liegt bei dem Verein „Zeit-Geschichte(n) e. V.“ Die Verlegung der Steine wird ausschließlich über Spenden finanziert. Die ersten Verlegungen fanden am 6. und 7. Mai 2004 statt, seitdem folgten mindestens ein Mal pro Jahr weitere Steine:
- 6./7. Mai 2004: Zwölf Steine an sechs Adressen
- 25./26. Oktober 2004: 16 Steine an acht Adressen sowie Neuverlegung von acht gestohlenen Steinen an drei Adressen
- 9. Juni 2005: 33 Steine an fünf Adressen
- 4. April 2006: Zwölf Steine an zehn Adressen
- 12. Dezember 2006: 15 Steine an acht Adressen
- 29. Mai 2007: 13 Steine an sechs Adressen
- 14. Dezember 2007: Sieben Steine an fünf Adressen
- 17. Mai 2008: Elf Steine sieben Adressen
- 24. August 2009: Elf Steine an fünf Adressen
- 29. Oktober 2010: 21 Steine an acht Adressen
- 15. Oktober 2011: 13 Steine an zehn Adressen
- 9. Juni 2012: Ein Stein an einer Adresse
- 3. November 2012: 18 Steine an neun Adressen
- 26. September 2013: Neun Steine an sechs Adressen
- 25. Oktober 2013: Ein Stein an einer Adresse
- 11. Oktober 2014: 19 Steine an sieben Adressen
- 10. November 2015: 13 Steine an acht Adressen
- 17. November 2016: 15 Steine an zwei Adressen
- 22. März 2018: Vier Steine an zwei Adressen
- 28. November 2019: Drei Steine an zwei Adressen
- 28. Juni 2021: Vier Steine an zwei Adressen
- 6. September 2021: Zehn Steine an zwei Adressen, darunter eine Ergänzung (drei Steine)
- 18. September 2021: Zwei Steine an einer Adresse
- 15. September 2022: Sechs Steine an einer Adresse
- 25. September 2022: Ein Stein an einer Adresse
- 21. Oktober 2022: Vier Steine an zwei Adressen, darunter eine Ergänzung (ein Stein)
- 20. Juni 2023: Neun Steine an fünf Adressen
- 6. November 2023: Ein Stein an einer Adresse
- 15. Mai 2024: Ein Stein an einer Adresse
- 16. Mai 2024: Drei Steine an drei Adressen
- 12. November 2024: Neun Steine an zwei Adressen
- 11. März 2025: Sechs Steine an vier Adressen[2]
- 31. März 2025: Drei Steine an einer Adresse ergänzt

Zu den mit Stolpersteinen geehrten Personen gehören Juden bzw. Personen jüdischer Abstammung, Sinti, Zeugen Jehovas, Reformadventisten, Opfer der Aktionen 14f13 und T4, sowie wegen ihrer politischen Überzeugung oder ihrer sexuellen Orientierung verfolgte Personen, die in Halle ihre Wohn- oder Wirkungsstätte hatten. Verfolgte Personen, die die Zeit des Nationalsozialismus überlebten, wurden nur in Ausnahmefällen berücksichtigt. Die Stolpersteine wurden größtenteils vor dem letzten aus freien Stücken gewählten Wohnhaus der betreffenden Personen verlegt.
Wiederholt wurden Stolpersteine gestohlen, zuletzt im Oktober 2024.

### Begleitende Projekte
Zwischen 2012 und 2013 entstanden auf Initiative der in Salzburg ansässigen Radiofabrik 107,5 die ersten Hörstolpersteine. Hieran beteiligten sich fünf weitere unabhängige Radiostationen in Erfurt, Hamburg, Nürnberg, Linz und Halle. Radio Corax produzierte dabei zehn Beiträge zu Stolpersteinen in Halle und Umgebung sowie zwei längere Sonderbeiträge. Alle Sendungen erschienen als Radiobeiträge und sind auch im Internet abrufbar.
Seit 2013 existiert das Projekt „Stolpersteine – Filme gegen das Vergessen“, eine Filmreihe des Masterstudiengangs MultiMedia & Autorschaft an der Martin-Luther-Universität Halle-Wittenberg. Bis 2018 entstanden dabei 17 Beiträge unterschiedlicher Länge über die Stolpersteine in Halle und die damit geehrten Personen. Alle Beiträge sind über einen YouTube-Kanal abrufbar.
Jährlich finden zum Gedenken an die Novemberpogrome 1938 an ausgewählten Stolpersteinen Mahnwachen und Putzaktionen statt.

## Liste der Stolpersteine

### Verlegte Stolpersteine
| Adresse                                                                            | Verlege- datum                     | Person | Inschrift | Bild                                                | Bild des Hauses              |
| ---------------------------------------------------------------------------------- | ---------------------------------- | --- | --- | --------------------------------------------------- | ---------------------------- |
| Adolf-von-Harnack-Straße 9 (ehemals Blumenthalstraße) ·                            | 24. Aug. 2009                      | Elise Salomon (1862–1942) Elise Salomon und ihre beiden Schwestern Franziska und Margarethe stammten aus Halle. Ihre beiden Brüder Oskar und Paul besuchten als erste Juden das hallische Stadtgymnasium. Oskar Salomon wurde später Facharzt, Paul Salomon Direktor der Dresdner Bank in Hamburg. Elise Salomon blieb unverheiratet und bezog mit ihren Schwestern eine gemeinsame Wohnung in der damaligen Blumenthalstraße 9. Nach dem Erlass der Nürnberger Gesetze war es ihnen nicht mehr gestattet, mit „Ariern“ unter einem Dach zu wohnen. Sie zogen daraufhin zwangsweise in ein „Judenhaus“ in der Hindenburgstraße 13 (heute Magdeburger Straße). Am 1. Dezember 1941 mussten sie in ein vermeintliches Altersheim in der Boelckestraße 24 (heute Dessauer Straße) umziehen. Am 19. September 1942 sollten sie ins KZ Theresienstadt deportiert werden. Dem versuchten sie durch gemeinsamen Suizid zuvorzukommen. Elise Salomon starb am 17. September. | Hier wohnte ELISE SALOMON Jg. 1862 vor Deportation Flucht in den Tod 16.9.1942                                                                                                  | Elise Salomon                                       | Adolf-von-Harnack-Straße 9   |
| Adolf-von-Harnack-Straße 9 (ehemals Blumenthalstraße) ·                            | 24. Aug. 2009                      | Franziska Salomon (1861–1944) Franziska Salomon war unverheiratet und lebte mit ihren Schwestern zunächst in der gemeinsamen Wohnung in der Blumenthalstraße 9, später zwangsweise im „Judenhaus“ in der Hindenburgstraße 13 (heute Magdeburger Straße). Der angeordneten Deportation ins Ghetto Theresienstadt am 19. September 1942 versuchten die Schwestern durch gemeinsamen Suizid zuvorzukommen. Franziska Salomon überlebte aber ihren Suizidversuch und starb am 31. März 1944 in Theresienstadt. | Hier wohnte FRANZISKA SALOMON Jg. 1861 deportiert 27.2.1937 Theresienstadt tot 31.3.1944                                                                                        | Franziska Salomon                                   | Adolf-von-Harnack-Straße 9   |
| Adolf-von-Harnack-Straße 9 (ehemals Blumenthalstraße) ·                            | 24. Aug. 2009                      | Margarethe Salomon (1870–1942) Auch Margarethe Salomon, die jüngste der drei Schwestern blieb unverheiratet. Sie lebte mit ihren Schwestern zunächst in der gemeinsamen Wohnung und später zwangsweise im „Judenhaus“ in der Hindenburgstraße 13 (heute Magdeburger Straße). Der Deportation ins Ghetto Theresienstadt entzog sie sich am 16. September 1942 durch Suizid. | Hier wohnte MARGARETHE SALOMON Jg. 1870 vor Deportation Flucht in den Tod 17.9.1942                                                                                             | Margarethe Salomon                                  | Adolf-von-Harnack-Straße 9   |
| Adolf-von-Harnack-Straße 13 (ehemals Blumenthalstraße) ·                           | 10. Nov. 2015                      | Martin Sachs (1883–1942) Martin Sachs war gebürtiger Hallenser und arbeitete in seiner Heimatstadt als Einzelkaufmann in einer Hemdenfabrik. Im Ersten Weltkrieg diente er als Soldat. Er war verheiratet mit Paula Sachs geb. Martin. 1922 kam der gemeinsame Sohn Rudolf zur Welt. Im November 1938 wurden Martin und Rudolf Sachs im KZ Buchenwald interniert, später aber wieder entlassen. Rudolf Sachs konnte mit einem Kindertransport nach England auswandern und übersiedelte später in die Vereinigten Staaten. Seinen Eltern gelang die Flucht aus Deutschland hingegen nicht. Martin Sachs wurde am 1. Juni 1942 deportiert und zwei Tage später im Vernichtungslager Sobibor ermordet. | Hier wohnte MARTIN SACHS Jg. 1883 deportiert 1.6.1942 Sobibor ermordet 3.6.1942                                                                                                 | Martin Sachs                                        | Adolf-von-Harnack-Straße 13  |
| Adolf-von-Harnack-Straße 13 (ehemals Blumenthalstraße) ·                           | 10. Nov. 2015                      | Paula Sachs geb. Marcus (1894–1942) Paula Sachs stammte aus Allenstein. Gemeinsam mit ihrem Ehemann Martin wurde sie am 1. Juni 1942 deportiert und zwei Tage später im Vernichtungslager Sobibor ermordet. | Hier wohnte PAULA SACHS geb. Marcus Jg. 1894 deportiert 1.6.1942 Sobibor ermordet 3.6.1942                                                                                      | Paula Sachs geb. Marcus                             | Adolf-von-Harnack-Straße 13  |
| Adolf-von-Harnack-Straße 18 (ehemals Blumenthalstraße) ·                           | 25./26. Okt. 2004                  | Paul Bauchwitz (1876–1942) Paul Bauchwitz stammte aus Sangerhausen und leitete in Halle einen Textilwaren-Großhandel am Hansering 9/10. Er wurde nach der Machtergreifung der Nationalsozialisten enteignet und zur Zwangsarbeit verpflichtet. Am 1. Juni 1942 wurden er und seine Frau deportiert und am 3. Juni im Vernichtungslager Sobibor ermordet. Ihre beiden Kinder Peter und Rita emigrierten in die Vereinigten Staaten. Pauls Bruder Kurt (siehe Große Ulrichstraße 2) wurde ebenfalls ermordet, seine Ehefrau beging Suizid. | Hier wohnte PAUL BAUCHWITZ Jg. 1876 deportiert 1942 Sobibor ermordet 3.6.1942                                                                                                   | Paul Bauchwitz                                      | Adolph-von-Harnack-Straße 18 |
| Adolf-von-Harnack-Straße 18 (ehemals Blumenthalstraße) ·                           | 25./26. Okt. 2004                  | Regina Bauchwitz geb. Meyer (1888–1942) Regina Bauchwitz geb. Meyer stammte aus Labes und arbeitete im Geschäft ihres Mannes. Am 1. Juni 1942 wurde sie gemeinsam mit ihm deportiert und am 3. Juni im Vernichtungslager Sobibor ermordet. | Hier wohnte REGINA BAUCHWITZ geb. Meyer Jg. 1888 deportiert 1942 Sobibor ermordet 3.6.1942                                                                                      | Regina Bauchwitz geb. Meyer                         | Adolph-von-Harnack-Straße 18 |
| Adolf-von-Harnack-Straße 18 (ehemals Blumenthalstraße) ·                           | 25./26. Okt. 2004                  | Willy Katz (1891–1938) Willy Katz war ein aus Halle stammender Kaufmann. Nach der Reichspogromnacht wurde er am 10. November 1938 verhaftet und ins KZ Sachsenhausen verbracht. Nach vier Wochen konnte er nach Halle zurückkehren, erlag jedoch am 25. Dezember seinen Misshandlungen. Seine Kinder Ruth und Manfred überlebten ihre Gefangenschaft im Ghetto Theresienstadt und emigrierten später nach Israel. | Hier wohnte WILLI KATZ Jg. 1891 verhaftet 1938 Sachsenhausen tot nach Haft 25.12.1938                                                                                           | Willy Katz                                          | Adolph-von-Harnack-Straße 18 |
| Adolf-von-Harnack-Straße 18 (ehemals Blumenthalstraße) ·                           | 31. März 2025                      | Gertrud Katz geb. Ellefsen (1892–1982) | Hier wohnte GERTRUD KATZ geb. Ellefsen Jg. 1892 ausgegrenzt/drangsaliert | Gertrud Katz                                        | Adolph-von-Harnack-Straße 18 |
| Adolf-von-Harnack-Straße 18 (ehemals Blumenthalstraße) ·                           | 31. März 2025                      | Ruth Katz (1922–1989) | Hier wohnte RUTH KATZ verh. Rottenberg Jg. 1922 Zwangsarbeit Alten- und Siechenheim deportiert 1945 Theresienstadt befreit                                                      | Ruth Katz                                           | Adolph-von-Harnack-Straße 18 |
| Adolf-von-Harnack-Straße 18 (ehemals Blumenthalstraße) ·                           | 31. März 2025                      | Manfred Katz (1928–2018) | Hier wohnte MANFRED KATZ Jg. 1928 Zwangsarbeit Jüdischer Friedhof deportiert 1945 Theresienstadt befreit                                                                        | Manfred Katz                                        | Adolph-von-Harnack-Straße 18 |
| Albert-Schweitzer-Straße 54 (ehemals Zeppelinstraße) ·                             | 3. Nov. 2012                       | Albert Müller (1878–1942) Albert Müller stammte aus Halle und arbeitete hier als Rechtsanwalt und Notar. Im Ersten Weltkrieg hatte er ein Bein verloren. Im November 1911 heiratete er Else geb. Baer. Aus der Ehe gingen ein Sohn und eine Tochter hervor. Das Ehepaar besaß eine Wohnung in der Zeppelinstraße 54 (heute Albert-Schweitzer-Straße). Albert Müller wurde 1939 zur Zwangsarbeit verpflichtet. Am 1. Juni 1942 wurden er und seine Frau deportiert und zwei Tage später im Vernichtungslager Sobibor ermordet. Ihr Sohn Hans-Joachim Müller wanderte 1934 nach Panama aus. Ihre Tochter Irmgard Müller überlebte die Gefangenschaft in Auschwitz, Ravensbrück und Malchow. 1947 wanderte sie in die Vereinigten Staaten aus. | Hier wohnte ALBERT MÜLLER Jg. 1878 deportiert 1.6.1942 Sobibor ermordet 3.6.1942                                                                                                | Albert Müller                                       | Albert-Schweitzer-Straße 54  |
| Albert-Schweitzer-Straße 54 (ehemals Zeppelinstraße) ·                             | 3. Nov. 2012                       | Emil Müller (1880–1938) Der unverheiratete Emil Müller wurde nach dem Tod der Eltern von seinem Bruder Albert und dessen Ehefrau aufgenommen. Emil Müller besaß eine Lederwarenfabrik in der Hindenburgstraße 34. Er wurde nach der Reichspogromnacht 1938 verhaftet und ins KZ Sachsenhausen gebracht. Am 20. Dezember 1938 kam er dort zu Tode. Als offizielle Todesursache wurde Schlaganfall angegeben. | Hier wohnte EMIL MÜLLER Jg. 1880 ‘Schutzhaft’ 1938 Sachsenhausen tot 20.12.1938                                                                                                 | Emil Müller                                         | Albert-Schweitzer-Straße 54  |
| Albert-Schweitzer-Straße 54 (ehemals Zeppelinstraße) ·                             | 3. Nov. 2012                       | Else Müller geb. Baer (1887–1942) Albert Müllers Ehefrau Else geb. Baer stammte aus Hamm (Sieg). Am 1. Juni 1942 wurde sie mit ihrem Mann deportiert und zwei Tage später im Vernichtungslager Sobibor ermordet. | Hier wohnte ELSA MÜLLER geb. Baer Jg. 1887 deportiert 1.6.1942 Sobibor ermordet 3.6.1942                                                                                        | Else Müller geb. Baer                               | Albert-Schweitzer-Straße 54  |
| Albert-Schweitzer-Straße 54 (ehemals Zeppelinstraße) ·                             | 3. Nov. 2012                       | Lucie Helft geb. Heinemann gesch. Stern (1897–1942) Lucie Helft stammte aus Hannover und in zweiter Ehe mit Cuno Helft (siehe Universitätsring 19–20) verheiratet war. Die Ehe war kurz vor der Deportation geschlossen worden. Am 1. Juni 1942 wurde Lucie Helft gemeinsam mit ihren Nachbarn deportiert und zwei Tage später im Vernichtungslager Sobibor ermordet. | Hier wohnte LUCIE HELFT geb. Heinemann Jg. 1897 deportiert 1.6.1942 Sobibor ermordet 3.6.1942                                                                                   | Lucie Helft                                         | Albert-Schweitzer-Straße 54  |
| Alter Markt 12 ·                                                                   | 14. Dez. 2007                      | Wolfgang Brühl (1927–1941) Wolfgang Brühl litt an anfallartigen Zuständen und hatte starke Lernschwierigkeiten. Gegen den mütterlichen Willen wurde er zunächst in ein Erziehungsheim nach Nordhausen und später in die Neinstedter Anstalten gebracht. Am 24. April 1941 wurde er in die Landesheilanstalt Altscherbitz und am 16. Juni weiter in die Tötungsanstalt Bernburg verlegt, wo er im Rahmen der Aktion T4 noch am selben Tag ermordet wurde. Als offizielle Todesursache wurde Diphtherie angegeben. | Hier wohnte WOLFGANG BRÜHL Jg. 1927 aus Landesheilanstalt Altscherbitz am 16.6.1941 nach ‘Heilanstalt’ Bernburg ermordet 16.6.1941                                              | Wolfgang Brühl                                      | Alter Markt 12               |
| Am Güterbahnhof 1 ·                                                                | 28. Nov. 2019                      | Berta (Balbina) Arnholz geb. Lewin (1883–1942) Berta Arnholz geb. Lewin stammte aus Labischin. Sie und ihr Mann Hugo mussten die gemeinsame Wohnung Am Güterbahnhof aufgeben. Berta Arnholz wohnte zuletzt im „Judenhaus“ in der Hindenburgstraße 34 (heute Magdeburger Straße 7). Sie wurde am 1. Juni 1942 deportiert und zwei Tage später im Vernichtungslager Sobibor ermordet. | Hier wohnte BERTHA ARNHOLZ geb. Lewin Jg. 1883 deportiert 1.6.1942 Sobibor ermordet 3.6.1942                                                                                    | Stolperstein für Bertha Arnholz in Halle (Saale)    | Am Güterbahnhof 1            |
| Am Güterbahnhof 1 ·                                                                | 28. Nov. 2019                      | Hugo Arnholz (1881–1942) Hugo Arnholz wurde in Arnswalde geboren und arbeitete als Schneidermeister in der Kleiderkammer der jüdischen Gemeinde Halle. Er und seine Frau Berta mussten die gemeinsame Wohnung Am Güterbahnhof aufgeben. Hugo Arnholz wohnte zuletzt im „Judenhaus“ Am Steintor 18. Am 5. Februar 1942 wurde er ins KZ Buchenwald eingeliefert. Im Rahmen der Aktion 14f13 wurde er am 12. März 1942 in die Tötungsanstalt Bernburg überführt und noch am selben Tag ermordet. In den offiziellen Dokumenten wurde sein Tod auf den 21. März in Buchenwald datiert. | Hier wohnte HUGO ARNHOLZ Jg. 1881 verhaftet 15.1.1942 Buchenwald verlegt 12.3.1942 Bernburg ermordet 12.3.1942                                                                  | Stolperstein für Hugo Arnholz in Halle (Saale)      | Am Güterbahnhof 1            |
| Am Kirchtor 26 ·                                                                   | 11. März 2025                      | Ernst Thiele (1908–1985) Heinrich Ernst Thiele wurde am 23. Juni 1908 in Halle-Trotha geboren und lebte zunächst in der Saalwerderstraße 11. Er absolvierte eine Ausbildung zum Maler, übte danach aber zahlreiche Berufe aus. Sein Wohnsitz änderte sich mehrfach und so wohnte er unter anderem in der Artilleriestraße (heute Damaschkestraße) und in der Roßbachstraße. Peters wurde 1937 inhaftiert und saß in Halle und Kassel im Gefängnis. Bereits im Juni 1941 wurde er erneut festgenommen, mutmaßlich in Kaiserslautern. Er wurde wiederholt als Kleinkrimineller auffällig (Betrug, Diebstahl), daher als „gefährlicher Gewohnheitsverbrecher“ eingestuft und nach dem Gewohnheitsverbrechergesetz bestraft. Im Dezember 1942 brachte man ihn in das KZ Mauthausen, nachdem sich Otto-Georg Thierack und Heinrich Himmler auf die „Vernichtung durch Arbeit“ für tausende Gefängnisinsassen geeinigt hatten. Als „Sicherungsverwahrter Deutsches Reich“ (grüner Winkel mit Spitze nach oben) kam Thiele am 13. Januar 1943 in das KZ Gusen und am 10. April 1943 in das KZ Auschwitz III Monowitz. Er wurde dem Baukommando zugeteilt, das für Reinigungsarbeiten zuständig war, und wurde zudem im „Kartoffelschälkommando“ eingesetzt. Geschützt wurde er dabei von Stefan Heymann und dem halleschen Arzt Erich Kohlhagen. Am 19. Januar 1945 wurde Thiele nach Gleiwitz deportiert, doch gelang ihm die Flucht und er wurde am 15. Mai 1945 in Bautzen aufgegriffen. Thiele wurde interniert und in die Sowjetunion gebracht, wo er wohl in einem Arbeitsbataillon eingesetzt wurde. Am 23. Dezember 1949 wurde er verhaftet und am 20. April 1950 in Kaschira zu 25 Jahren Arbeitsbesserungslager verurteilt. Er selbst war später der Meinung, ein SS-Hauptsturmführer aus Auschwitz habe ihn denunziert, um ihn als Zeugen auszuschalten. Denkbar ist aber auch eine Verwechslung mit anderen SS-Angehörigen, da mindestens drei in Auschwitz denselben Familiennamen trugen. In seiner Urteilsbegründung wurde er „Aufseher in den KZ Buchenwald, Mauthausen und Auschwitz“ genannt und ihm die Teilnahme an 3000 Toden unterstellt. Am 17. Dezember 1955 wurde Thiele zur weiteren Strafverbüßung an die DDR überstellt. Er verbüßte seine Haftstrafe in den Zuchthäusern Bautzen und Brandenburg, obwohl er stets seine Unschuld beteuerte und darauf hinwies, dass er Häftling war, was aber wiederum dazu führte, dass er im Gegensatz zu tatsächlichen Tätern nicht begnadigt wurde. Er wurde erst am 19. Dezember 1974, also nach 33 Jahren Gefangenschaft, entlassen und zog zu seiner Schwester, die sich um seine Freilassung bemüht hatte. Thiele verstarb im Juni 1985 in Folge einer chronischen Herzerkrankung. Erst seit dem Jahr 2020 gelten alle Insassen von KZs als Opfer des Nationalsozialismus. | Hier wohnte ERNST THIELE Jg. 1908 als asozial stigmatisiert verhaftet 1941 1942 KZ Mauthausen 1943 Auschwitz verhaftet 1945 SBZ sowjet. Gulag bis 1955 DDR-Haft bis 1974        | Ernst Thiele                                        | Am Kirchtor 26               |
| Am Steintor 18 ·                                                                   | 3. Nov. 2012                       | Ida Elkan geb. Wittenberg (1868–1943) Ida Elkan stammte aus Magdeburg und war Eigentümerin des Hauses Am Steintor 18. Nachdem dieses zum „Judenhaus“ erklärt worden war und der Zwangsaufnahme vertriebener Juden diente, zog Ida Elkan zu ihrem Sohn Werner Elkan. Am 26. Februar 1942 musste sie in das jüdische „Altersheim“ in der Boelckestraße 24 (heute Dessauer Straße) ziehen. Am 27. Februar 1943 wurde sie nach Theresienstadt deportiert, wo sie am 25. April 1943 starb. Ihr Sohn überlebte die Gefangenschaft in Theresienstadt. | Hier wohnte IDA ELKAN geb. Wittenberg Jg. 1868 deportiert 1943 Theresienstadt tot 25.4.1943                                                                                     | Ida Elkan geb. Wittenberg                           | Am Steintor 18               |
| August-Bebel-Straße 34 (ehemals Friedrichstraße) ·                                 | 25./26. Okt. 2004                  | Curt Lewin (1881–1942) Der aus Zeitz stammende Curt Lewin war Mitinhaber des Kaufhauses „Julius Lewin“ am Marktplatz 3–7. 1935 musste er das Geschäft aufgeben. Er und seine Frau wurden am 1. Juni 1942 deportiert und zwei Tage später im Vernichtungslager Sobibor ermordet. Ihrer Tochter Ilse gelang die Flucht nach England. | Hier wohnte CURT LEWIN Jg. 1881 deportiert 1942 Sobibor ermordet 3.6.1942 | Curt Lewin                                          | August-Bebel-Straße 34       |
| August-Bebel-Straße 34 (ehemals Friedrichstraße) ·                                 | 25./26. Okt. 2004                  | Johanna Lewin geb. Stargard (1888–1942) Curt Lewins Ehefrau Johanna geb. Stargard stammte aus Schwerin an der Warthe. Sie und ihr Mann wurden am 1. Juni 1942 deportiert und zwei Tage später im Vernichtungslager Sobibor ermordet. | Hier wohnte JOHANNA LEWIN geb. Stargard Jg. 1888 deportiert 1942 Sobibor ermordet 3.6.1942                                                                                      | Johanna Lewin geb. Stargard                         | August-Bebel-Straße 34       |
| August-Bebel-Straße 48a (ehemals Friedrichstraße) ·                                | 25./26. Okt. 2004                  | Siegmund Lewin (1862–1940) Siegmund Lewin war Mitinhaber des Kaufhauses „Julius Lewin“ am Marktplatz 3–7. 1935 musste er sowohl das Geschäft als auch seine Villa in der Friedrichstraße (heute August-Bebel-Straße) aufgeben. 1940 entging er der Deportation durch die Flucht nach Leipzig, wo er schließlich Suizid beging. Seinem Sohn und dessen Familie gelang die Flucht in die Vereinigten Staaten. | Hier wohnte WILHELM SIEGMUND LEWIN Jg. 1862 Selbstmord 1940 vor der Deportation                                                                                                 | Siegmund Lewin                                      | August-Bebel-Straße 48a      |
| August-Bebel-Straße 59 (ehemals Friedrichstraße) ·                                 | 24. Aug. 2009                      | Leonie Levi (1889–1942) Die unverheiratete Leonie Levi teilte sich in Halle mit ihrer Mutter Rosalie mehrere Wohnungen, zuletzt die Friedrichstraße 59 (heute August-Bebel-Straße). Nach dem Erlass der Nürnberger Gesetze mussten sie die Wohnung verlassen. Leonie Levi zog ins „Judenhaus“ in der Hindenburgstraße 34 (heute Magdeburger Straße 7). Am 1. Juni 1942 wurden sie und ihre Mutter deportiert und zwei Tage später im Vernichtungslager Sobibor ermordet. | Hier wohnte LEONIE LEVI Jg. 1889 deportiert 1.6.1942 Sobibor ermordet 3.6.1942                                                                                                  | Leonie Levi                                         | August-Bebel-Straße 59       |
| August-Bebel-Straße 59 (ehemals Friedrichstraße) ·                                 | 24. Aug. 2009                      | Rosalie Levi geb. Lesser (1866–1942) Rosalie geb. Lesser stammte aus Ziebingen und war mit dem Weinhändler Emil Levi (1854–1910) verheiratet. In Königs Wusterhausen brachte sie vier Kinder zur Welt. Als die Familie nach Halle übersiedelte, teilten sich Rosalie Levi und ihre Tochter Leonie mehrere Wohnungen, zuletzt die Friedrichstraße 59 (heute August-Bebel-Straße). Rosalie Levi zog später zwangsweise zunächst in das „Judenhaus“ Am Steintor 18 und am 23. Mai 1941 in das jüdische „Alterheim“ in der Boelckestraße 24 (heute Dessauer Straße). Am 1. Juni 1942 wurden sie und ihre Tochter deportiert und zwei Tage später im Vernichtungslager Sobibor ermordet. Rosalie Levis Sohn Hermann Levi floh 1936 nach Estland. Ihr zweiter Sohn Hans Levi floh 1938 nach Australien. Ihre zweite Tochter Elisabeth Zipser geb. Levi überlebte die Gefangenschaft in Theresienstadt. | Hier wohnte ROSALIE LEVI geb. Lesser Jg. 1866 deportiert 1.6.1942 Sobibor ermordet 3.6.1942                                                                                     | Rosalie Levi geb. Lesser                            | August-Bebel-Straße 59       |
| Beesener Straße 241 ·                                                              | 26. Sep. 2013                      | Paula Wolff geb. Lewin (1873–1943) Paula Wolff geb. Lewin stammte aus Könnern und arbeitete als Schneiderin. Mit ihrem Mann Sally hatte sie eine Wohnung in der Beesener Straße, welche die Eheleute aufgeben mussten, um zunächst in ein „Judenhaus“ Am Steintor 18 und später in ein vermeintliches „Altersheim“ auf der Boelckestraße 24 (heute Dessauer Straße) umzuziehen. Am 20. September 1942 wurden beide ins Ghetto Theresienstadt deportiert. Dort starb Paula Wolff am 28. März 1943. | Hier wohnte PAULA WOLFF geb. Lewin Jg. 1873 deportiert 1942 Theresienstadt tot 28.3.1943                                                                                        | Paula Wolff geb. Lewin                              | Beesener Straße 241          |
| Beesener Straße 241 ·                                                              | 26. Sep. 2013                      | Sally Wolff (1872–1942) Sally Wolff stammte aus Mlewo bei Danzig und arbeitete in Halle als Textilwarenhändler. Am 20. September 1942 wurde er mit seiner Frau ins Ghetto Theresienstadt deportiert. Dort starb Sally Wolff bereits einen knappen Monat später am 19. Oktober. | Hier wohnte SALLY WOLFF Jg. 1872 deportiert 1942 Theresienstadt tot 19.19.1942                                                                                                  | Sally Wolff                                         | Beesener Straße 241          |
| Benkendorfer Straße 78 ·                                                           | 4. Apr. 2006                       | Henriette Sauer geb. Flatow (1885–1943) Die Jüdin Henriette geb. Flatow stammte aus Könnern und war mit dem Nicht-Juden Otto Sauer verheiratet. Dass sie einem ihrer Söhne gestatteten, sich in der elterlichen Wohnung mit seiner Freundin und späteren Ehefrau zu treffen, wurde, vermutlich nach einer Denunziation, zum Anlass genommen, die Eheleute wegen „Gewährung der Gelegenheit zur Unzucht“ zu verurteilen. Otto Sauer musste eine Gefängnisstrafe antreten. Henriette Sauer hingegen wurde ins KZ Auschwitz-Birkenau deportiert, wo sie am 27. März 1943 ermordet wurde. Als offizielle Todesursache wurde mündlich Anämie angegeben, auf der Sterbeurkunde wurde hingegen Lungenentzündung vermerkt. | Hier wohnte HENRIETTE SAUER geb. Flatow Jg. 1885 verhaftet 1942 deportiert ermordet 27.3.1943 Auschwitz                                                                         | Henriette Sauer geb. Flatow                         | Benkendorfer Straße 78       |
| Bernhardystraße 6 ·                                                                | 17. Mai 2008                       | Stanislawa Steinhauf geb. Ruff (1895–1940) Die aus Krotoschin bei Posen stammende Stanislawa Steinhauf war verheiratet und hatte zwei Kinder. 1926 erkrankte sie an Schizophrenie. Ab 1930 war sie dauerhaft in der Landesheilanstalt Nietleben untergebracht. Später erfolgte eine Verlegung in die Landesheilanstalt Altscherbitz. Am 21. Oktober 1940 wurde sie im Rahmen der Aktion T4 in die Tötungsanstalt Brandenburg verbracht und noch am selben Tag ermordet. | Hier wohnte STANISLAWA STEINHAUF Jg. 1895 aus ‘Landesheilanstalt’ Altscherbitz am 21.10.1940 nach ‘Pflegeanstalt’ Brandenburg ermordet 21.10.1940                               | Stanislawa Steinhauf geb. Ruff                      | Bernhardystraße 6            |
| Bernhardystraße 56 ·                                                               | 24. Aug. 2009                      | Ilselotte Nussbaum (1927–ca. 1943) Ilselotte Nussbaum kam 1927 in Halle als Tochter von Leopold und Olga Nussbaum zur Welt. Nach der Ermordung ihres Vaters zog sie mit ihrer Mutter zu deren Eltern nach München. Ilselotte Nussbaum wurde 1942 zur Zwangsarbeit in einer Flachsröste verpflichtet. Am 13. März 1943 wurden sie und ihre Mutter nach Auschwitz deportiert und vermutlich wenig später ermordet. | Hier wohnte ILSELOTTE NUSSBAUM Jg. 1927 deportiert ermordet 1943 in Auschwitz                                                                                                   | Ilselotte Nussbaum                                  | Bernhardystraße 56           |
| Bernhardystraße 56 ·                                                               | 24. Aug. 2009                      | Leopold Nussbaum (1897–1938) Leopold Nussbaum stammte aus Jeßnitz (Anhalt). In Halle betrieb er mit seiner Frau eine Großhandlung für Friseurartikel. Am 25. April 1938 wurde Leopold Nussbaum verhaftet und ins KZ Buchenwald deportiert, wo er am 13. Mai 1938 ermordet wurde. | Hier wohnte LEOPOLD NUSSBAUM Jg. 1897 verhaftet 25.4.1938 Buchenwald ermordet 13.5.1938                                                                                         | Leopold Nussbaum                                    | Bernhardystraße 56           |
| Bernhardystraße 56 ·                                                               | 24. Aug. 2009                      | Olga Nussbaum geb. Gundersheimer (1899–ca. 1943) Olga Nussbaum geb. Gundersheimer stammte aus München. Nach der Ermordung ihres Mannes zog sie mit ihrer Tochter zurück in ihre Heimatstadt zu den Eltern. Am 13. März 1943 wurden sie und ihre Tochter nach Auschwitz deportiert und vermutlich wenig später ermordet. Drei Geschwistern von Olga Nussbaum gelang die Flucht in die Vereinigten Staaten bzw. auf die Philippinen. | Hier wohnte OLGA NUSSBAUM geb. Gundersheimer Jg. 1899 deportiert ermordet 1943 in Auschwitz                                                                                     | Olga Nussbaum geb. Gundersheimer                    | Bernhardystraße 56           |
| Blumenstraße 6 ·                                                                   | 10. Nov. 2015                      | Edith Therese Sommerich geb. Frenkel (1893–1942) Edith Frenkel wurde in Halle geboren. Ihre Wohnung in der Blumenstraße musste sie aufgeben und in ein „Judenhaus“ in der Hindenburgstraße 34 (heute Magdeburger Straße 7) umziehen. Dort heiratete sie kurz vor der Deportation den verwitweten Julius Sommerich (siehe Magdeburger Straße 35). Gemeinsam mit ihm wurde Edith Sommerich am 1. Juni 1942 deportiert und zwei Tage später im Vernichtungslager Sobibor ermordet. | Hier wohnte EDITH SOMMERICH geb. Frenkel Jg. 1893 deportiert 1.6.1942 Sobibor ermordet 3.6.1942                                                                                 | Edith Sommerich, geb. Frenkel                       | Blumenstraße 6               |
| Breite Straße 19 ·                                                                 | 14. Dez. 2007                      | Hugo Adler (1886–1942) Hugo Adler stammte aus Bremke im Landkreis Göttingen und arbeitete als Versicherungsagent. 1938 kam er ins KZ Sachsenhausen, 1939 ins KZ Buchenwald. Im Rahmen der Aktion 14f13 wurde er am 2. März 1942 in die Tötungsanstalt Bernburg überführt und noch am selben Tag ermordet. | Hier wohnte HUGO ADLER Jg. 1886 verhaftet Sachsenhausen Buchenwald 1938 ermordet 2.3.1942 in ‘Heilanstalt’ Bernburg                                                             | Hugo Adler                                          | Breite Straße 19             |
| Breite Straße 33 ·                                                                 | 15. Okt. 2011                      | Alfred Silberberg (1875–1943) Der aus Halle stammende Alfred Silberberg besaß ein Geschäft für Herrenbekleidung in der Großen Ulrichstraße 29. Er war zwei Mal verheiratet und zog nach der Scheidung von seiner zweiten Frau Selma Silberberg. geb. Breuer zu seiner Tochter aus erster Ehe, Erna Kunert geb. Silberberg. Da ihre Mutter keine Jüdin gewesen war und sie auch mit einem Nicht-Juden verheiratet war, blieb sie von der Verfolgung durch die Nationalsozialisten weitgehend verschont. Sie konnte allerdings nicht verhindern, dass ihr Vater zwangsweise ins „Judenhaus“ in der Hindenburgstraße 63 (heute Freifläche) umziehen musste. Am 20. September 1942 wurde er ins Ghetto Theresienstadt deportiert, wo er am 20. Dezember 1943 verstarb. Auch seine zweite Frau wurde deportiert. | Hier wohnte ALFRED SILBERBERG Jg. 1875 deportiert 1942 Theresienstadt tot 20.12.1943                                                                                            | Alfred Silberberg                                   | überbaut                     |
| Brüderstraße 10 ·                                                                  | 29. Mai 2007                       | Bertha Meyerstein geb. Gutmann (1867–1942) Bertha Meyerstein geb. Gutmann stammte aus Gleicherwiesen. Aus der Ehe mit Israel Meyerstein gingen sieben Kinder hervor. Das Ehepaar musste zunächst in das „Judenhaus“ in der Hindenburgstraße 34 (heute Magdeburger Straße 7) und später in das „Altersheim“ auf der Boelckestraße 24 (heute Dessauer Straße) umziehen. Am 19. September 1942 wurden beide ins Ghetto Theresienstadt deportiert. Bertha Meyerstein starb am 30. Oktober 1942. Ihren Kindern gelang die Flucht nach Palästina, London, Stockholm und in die Vereinigten Staaten. | Hier wohnte BERTHA MEYERSTEIN geb. Gutmann Jg. 1867 deportiert 1942 Theresienstadt tot 30.10.1942                                                                               | Bertha Meyerstein geb. Gutmann                      | Brüderstraße 10              |
| Brüderstraße 10 ·                                                                  | 29. Mai 2007                       | Israel (Julius) Meyerstein (1869–1944) Israel Meyerstein stammte aus Gröbzig. In Halle eröffnete er eine koschere Fleischerei in der Brüderstraße 10 und später ein Restaurant in der Sternstraße 14. Durch das Schächtverbot von 1933 wurde er in den Ruin getrieben. Er und seine Frau mussten zunächst in das „Judenhaus“ in der Hindenburgstraße 34 (heute Magdeburger Straße 7) und später in das „Altersheim“ auf der Boelckestraße 24 (heute Dessauer Straße) umziehen. Am 19. September 1942 wurden beide ins Ghetto Theresienstadt deportiert. Israel Meyerstein starb dort am 8. Januar 1944. Seine Schwester Rosalie (siehe Großer Berlin 8) starb ebenfalls in Theresienstadt. | Hier wohnte ISRAEL MEYERSTEIN Jg. 1869 deportiert 1942 Theresienstadt tot 8.1.1944                                                                                              | Israel (Julius) Meyerstein                          | Brüderstraße 10              |
| Brüderstraße 17 ·                                                                  | 3. Nov. 2012                       | Elvira Holländer geb. Troplowitz (1893–1942) Elvira Holländer geb. Troplowitz wurde in Riesa geboren. Sie war eine entfernte Verwandte des Unternehmers Oskar Troplowitz. Sie und ihr Ehemann Max besaßen eine Wohnung in der Brüderstraße 17, später in der Leipziger Straße 54. Sie folgte ihrem Mann nicht in die Emigration, sondern blieb vermutlich wegen ihrer Mutter in Halle. Sie zog in das „Judenhaus“ Harz 48 um. Am 1. Juni 1942 wurde sie deportiert und zwei Tage später im Vernichtungslager Sobibor ermordet. | Hier wohnte ELVIRA HOLLÄNDER geb. Troplowitz Jg. 1893 deportiert 1.6.1942 Sobibor 3.6.1942                                                                                      | Elvira Holländer geb. Troplowitz                    | Brüderstraße 17              |
| Brüderstraße 17 ·                                                                  | 3. Nov. 2012                       | Max Holländer (1880–1943) Max Holländer stammte aus Meiningen und betrieb in Halle eine Drogerie. Die Weltwirtschaftskrise zwang Max Holländer, sein Geschäft zu schließen. Er war auf finanzielle Unterstützung durch seine Schwester angewiesen und musste mit seiner Frau in die Leipziger Straße 54 umziehen. Am 14. Juni 1938 wurde er verhaftet und im Rahmen der Aktion „Arbeitsscheu Reich“ ins KZ Buchenwald gebracht. Nach der Freilassung wurde er gezwungen, Deutschland zu verlassen. Er emigrierte nach Shanghai, wo er am 1. Februar 1943 starb. | Hier wohnte MAX HOLLÄNDER Jg. 1880 Flucht 1939 Shanghai tot 1.2.1943 | Max Holländer                                       | Brüderstraße 17              |
| Carl-von-Ossietzky-Straße 16 (ehemals Bismarckstraße) ·                            | 24. Aug. 2009                      | Wera Tubandt geb. Krilitschewsky (1881–1944) Wera geb. Krilitschewsky entstammte einer wohlhabenden Kaufmannsfamilie aus Odessa. 1899 begann sie ein Chemie-Studium an der Universität Halle-Wittenberg, wo sie auch ihren späteren Ehemann Carl Tubandt (1878–1942) kennenlernte. 1902 wechselte sie für die Promotion nach Gießen. Sie war 1904 die erste Frau, die an einer hessischen Universität die Doktorwürde erlangte. Im selben Jahr trat sie zum Christentum über und heiratete Carl Tubandt. Aus der Ehe gingen die beiden Töchter Wera und Katharina hervor. Carl Tubandt wurde später zum Professor ernannt. Nach der Machtergreifung der Nationalsozialisten wurde er allerdings wegen seiner Ehe mit einer Jüdin 1937 entlassen. Das Ehepaar übersiedelte daraufhin zu ihren Töchtern nach Berlin, wo Carl Tubandt erkrankte und am 17. Januar 1942 verstarb. Nach dem Tod ihres Mannes sollten Wera Tubandt und ihre Töchter in ein Konzentrationslager deportiert werden. Mit Hilfe von Verwandten und Freunden konnten sie sich jedoch verstecken. Aufgrund der anhaltenden Verfolgung beging Wera Tubandt am 9. Februar 1944 Suizid. Ihre beiden Töchter überlebten den Krieg. | Hier wohnte DR. WERA TUBANDT geb. Krilitschewsky Jg. 1881 vor Deportation Flucht in den Tod 9.2.1944                                                                            | Wera Tubandt geb. Krilitschewsky                    | Carl-von-Ossietzky-Straße 16 |
| Dölauer Straße 46 ·                                                                | 21. Okt. 2022                      | Elsa Frankl geb. Herzberg (1879–) Elsa Herzberg wurde 1879 in Berlin als Tochter von Alexander Herzberg geboren. Sie wurde Künstlerin und teilte sich ein Atelier mit Käthe Kollwitz. Im Jahr 1905 heiratete sie Paul Frankl in London, ein Jahr später wurde ihr erstes Kind Peter (1906–1935) in München geboren. Es folgten die Kinder Wolfgang (1907–1994), Johanna (1912–2010), Susanne (1915–2005) und Regula (1921–1973). Sie zogen 1921 nach Halle, wo Paul eine Stelle als Universitätsprofessor erhalten hatte, doch als er 1934 zwangspensioniert wurde, kehrten sie nach München zurück. In der Reichspogromnacht kam die SS auf der Suche nach Paul zu ihrer Wohnung, so dass Elsa eine Woche später mit ihrer Tochter Susanne nach Dänemark floh. Über ihre Schwester gelang es, die Häuser in Halle und München zu Niedrigpreisen zu verkaufen. Im Jahr 1939 reiste sie nach England aus, wo sie als feindliche Ausländerin ins Holloway Prison kam und dann auf der Isle of Man interniert wurde. Erst 1943 gelang die Ausreise in die USA. | Hier wohnte ELSA FRANKL geb. Herzberg Jg. 1896 Zwangsverkauf Haus Flucht 1938 Dänemark 1939 England 1943 USA                                                                    |                                                     | Dölauer Straße 46            |
| Dölauer Straße 46 ·                                                                | 21. Okt. 2022                      | Paul Frankl (1878–1962) Paul Frankl stammte aus Prag, konvertierte als junger Mann zum Katholizismus und studierte ab 1897 Architektur. Nach mehreren Stationen kam er im Jahr 1920 als Universitätsprofessor für Kunstgeschichte nach Halle und konnte 1921 das Haus in der Dölauer Straße 46 erwerben, wo er mit seiner Frau Elsa und den fünf Kindern lebte. Mit der Machtübernahme der Nationalsozialisten wurde er von April bis Oktober 1933 beurlaubt und im April 1934 schließlich in den Ruhestand versetzt, so dass er mit seiner Familie 1935 nach München zurückkehrte. In der Reichspogromnacht suchte die SS nach ihm, aber er hielt sich gerade für Vorträge in den USA auf und blieb daher dort. | Hier wohnte PAUL FRANKL Jg. 1878 zwangspensioniert 1934 Zwangsverkauf Haus Flucht 1938 USA                                                                                      | Stolperstein von Paul Frankl                        | Dölauer Straße 46            |
| Dölauer Straße 46 ·                                                                | 21. Okt. 2022                      | Marguerite Friedlaender (1896–1985) Die Keramikerin Marguerite Friedlaender war ab 1926 Untermieterin im Haus von Paul Frankl in der Dölauer Straße 46. Sie wurde 1896 in Écully geboren, zog 1914 mit ihrer Familie nach Berlin um und begann dort ein Holzbildhauerstudium, dass sie aber abbrach, als sie eine Stelle als Porzellanmalerin bei einer Porzellanfabrik in Rudolstadt erlangte. Von 1919 studierte sie erneut, diesmal am Bauhaus in Weimar und absolvierte bis 1922 eine Töpferlehre in der Dornburger Keramikwerkstatt bei Max Krehan und Gerhard Marcks. 1925 erhielt sie eine Lehrstelle an der halleschen Kunsthochschule. 1930 heiratete sie den Keramiker Franz Rudolf Wildenhain (1905–1980). Mit der Machtübernahme der Nationalsozialisten wurde sie durch Bernhard Velthuysen gedrängt zu kündigen und floh in die Schweiz, wo ihre Eltern lebten. Von dort aus ging mit ihrem Mann nach Holland, etablierte ein Töpferstudio und entschied sich nach dem Ausbruch des Zweiten Weltkriegs zur Flucht in die USA, wohin sie 1940 ausreiste. In Kalifornien leitete sie daraufhin jahrzehntelang Keramikkurse. | Hier wohnte MARGUERITE FRIEDLAENDER verh. Wildenhain Jg. 1896 Flucht 1933 Holland 1940 USA                                                                                      |                                                     | Dölauer Straße 46            |
| Elbestraße 34 (ehemals Lettiner Straße) ·                                          | 20. Juni 2023                      | Isidor Lewin (1863–1942) Isidor Lewin wurde am 2. Februar 1863 in Graudenz geboren. Er wurde Kaufmann, heiratete Rahel Lewin (geb. Bluhm), die aus Groß Sibsau in Westpreußen stammte, und sie bekamen sieben Kinder. Als Graudenz nach dem Ersten Weltkrieg Polen zugesprochen wurde, kam die Familie nach Halle, wo Rahel Verwandtschaft besaß. Sie lebten anfangs in der Eislebener Straße 81 (Nietleben) und betrieben dort ein Ladengeschäft, bevor sie 1932 in die Elbestraße 10 nach Dölau umzogen. Bald darauf verlegten sie ihren Wohnsitz in die Elbestraße 34. Rahel starb 1936 und wurde in Bremen beerdigt, wo ihr Grabstein bis heute erhalten ist. Da die Situation in Dölau immer schwieriger wurde, bemühte sich die Familie um die Ausreise und zog im November 1938 wohl im Zusammenhang mit Vorkommnissen in der Reichspogromnacht nach Leipzig um. In der dortigen Färberstraße 11 kam Isidor in einer jüdischen Pflegeeinrichtung in der Beth-Jehuda-Synagoge unter. Seine Deportation am 19. September 1942 in das KZ Theresienstadt wurde nicht durchgeführt, doch er starb bereits zwei Wochen später am 2. Oktober 1942. | Hier wohnte ISIDOR LEWIN Jg. 1863 unfreiwillig verzogen 1938 Leipzig gedemütigt / entrechtet tot 2. Okt. 1942                                                                   |                                                     |                              |
| Elbestraße 34 (ehemals Lettiner Straße) ·                                          | 20. Juni 2023                      | Alfred Silberberg (1898–1943) Alfred Silberberg wurde am 12. Mai 1898 in Bassum geboren, arbeitete zeitweise im Modeatelier des Bremer Seidenhauses Koopmann sowie im Berliner Modeatelier Wilk und zog nach der Heirat mit Elsbeth Lewin 1932 nach Dölau, wo der gelernte Damenschneider und Textileinzelhändler ein Geschäft in der (heutigen) Stadtforststraße übernahm und später ein zweites in der (heutigen) Elbestraße, weshalb er das erste aufgab. Nachdem die Zustände in Dölau zu bedrohlich geworden waren, zog er nach Leipzig um, wo er aber aufgrund seines Gicht- und Nierenleidens nicht mehr arbeiten konnte. Er wurde dennoch zu Zwangsarbeit im Gartenbau verpflichtet. Man brachte ihn am 16. Februar 1943 in die Schule in der Yorckstraße 2/4 und deportierte ihn einen Tag später nach Berlin. Von dort aus wurde er einige Tage später in das Konzentrationslager Auschwitz deportiert, wo sich seine Spur verlor. Auch alle fünf Geschwister Alfreds sowie deren Familien wurden durch die Nationalsozialisten ermordet. | Hier wohnte ALFRED SILBERBERG Jg. 1898 unfreiwillig verzogen 1938 Leipzig deportiert 1943 Auschwitz ermordet                                                                    |                                                     |                              |
| Elbestraße 34 (ehemals Lettiner Straße) ·                                          | 20. Juni 2023                      | Elsbeth Silberberg geb. Lewin (1897–1943) Elsbeth, die als Tochter von Isidor und Rahel Lewin in Graudenz geboren wurde, zog mit ihren Eltern nach Nietleben und Dölau, wurde Putzmacherin und arbeitete im Laden ihres Mannes. Nachdem sie aus Dölau nach Leipzig übersiedelten, musste sie Zwangsarbeit im Geschäft „Rauchwaren Fritz Enderlein“ in der Reichsstraße leisten. Sie wurde am 16. Februar 1943 in die Schule in der Yorckstraße 2/4 gebracht und von dort zunächst nach Berlin und am 27. Februar 1943 in das KZ Auschwitz deportiert, wo sich ihre Spur verliert. Nur zwei ihrer sechs Geschwister überlebten den Holocaust. | Hier wohnte ELSBETH ROSA SILBERBERG Jg. 1897 unfreiwillig verzogen 1938 Leipzig deportiert 1943 Auschwitz ermordet                                                              |                                                     |                              |
| Emil-Abderhalden-Straße 6 (ehemals Wilhelmstraße) ·                                | 29. Mai 2007                       | Johanna Baumann geb. Hirsch (1880–1943) Johanna Baumann geb. Hirsch stammte aus Nörten-Hardenberg und war mit Julius Baumann (1864–1939), Direktor der Zuckerraffinerie Halle verheiratet. Aus der Ehe gingen zwei Söhne hervor. Das Ehepaar hatte eine Wohnung in der Wilhelmstraße 6 (heute Emil-Abderhalden-Straße). Nach dem Tod ihres Mannes nahm Johanna Baumann ihre unverheiratete Schwester Frieda Hirsch bei sich auf. 1940 zog außerdem Elise Weinzweig, die Witwe eines Kollegen von Julius Baumann in die Wohnung ein. Im Januar 1941 mussten Johanna Baumann und Frieda Hirsch in das „Altersheim“ auf der Boelckestraße 24 (heute Dessauer Straße) umziehen. Auch Elise Weinzweig musste im November 1941 die Wohnung verlassen. Sie zog zunächst ins „Judenhaus“ Harz 48 und im Mai 1942 ebenfalls in die Boelckestraße. Am 19. September 1942 wurden die drei Frauen ins Ghetto Theresienstadt deportiert. Johanna Baumann starb dort am 13. Januar 1943. Elise Weinzweig überlebte die Gefangenschaft und übersiedelte zu ihrer Tochter nach London. Das Schicksal der beiden Söhne Johanna Baumanns ist unbekannt. | Hier wohnte JOHANNA BAUMANN geb. Hirsch Jg. 1880 deportiert 1942 Theresienstadt tot 13.1.1943                                                                                   | Johanna Baumann geb. Hirsch                         | Emil-Abderhalden-Straße 6    |
| Emil-Abderhalden-Straße 6 (ehemals Wilhelmstraße) ·                                | 29. Mai 2007                       | Frieda Hirsch (1868–1943) Auch Frieda Hirsch wurde in Nörten-Hardenberg geboren. Nach dem Tod des Schwagers zog sie zu ihrer Schwester Johanna Baumann. 1941 mussten beide in das „Altersheim“ auf der Boelckestraße 24 (heute Dessauer Straße) umziehen. Am 19. September 1942 wurden sie ins Ghetto Theresienstadt deportiert. Frieda Hirsch starb dort am 21. Februar 1943. | Hier wohnte FRIEDA HIRSCH Jg. 1868 deportiert 1942 Theresienstadt tot 21.2.1943                                                                                                 | Frieda Hirsch                                       | Emil-Abderhalden-Straße 6    |
| Falkenweg 7 ·                                                                      | 25./26. Okt. 2004                  | Martha Dittmar geb. Jovishoff (1909–1945) Martha Jovishoff kam als Tochter des Papierfabrikanten Max Jovishoff (siehe Willy-Brandt-Straße 70) und dessen Frau Mathilde geb. Grünsperz (oder Gumberz) zur Welt. Ihr Vater starb im Oktober 1938 im Gefängnis, als offizielle Todesursache wurde „Suizid“ angegeben. Ihre Mutter und ihr Bruder emigrierten daraufhin in die Vereinigten Staaten. Martha Jovishoff arbeitete als Inspekteurin bei der Reichsbahn. Sie war aktiv in der kommunistischen Jugendbewegung tätig. Aus ihrer Ehe mit Max Dittmar gingen die beiden Söhne Klaus (* 1934) und Peter (* 1935) hervor. Nach einer Denunziation durch Nachbarn wurde das Ehepaar am 17. November 1942 verhaftet und wegen Vorbereitung zum Hochverrat angeklagt. Max Dittmar, der kein Jude war, wurde nach wenigen Tagen wieder freigelassen. Martha Dittmar hingegen wurde im April 1943 nach Auschwitz deportiert, wo sie wahrscheinlich 1945 bei einem Todesmarsch ums Leben kam. Ihr Ehemann und ihre Söhne überlebten den Krieg. | Hier wohnte MARTHA DITTMAR geb. Jovishoff Jg. 1909 deportiert 1942 Auschwitz tot 1945 ‘Todesmarsch’                                                                             | Martha Dittmar geb. Jovishoff                       | Falkenweg 7                  |
| Feuerbachstraße 74 (ehemals Kurfürstenstraße) ·                                    | 29. Okt. 2010                      | Herta Frankenberg geb. Meyer (1909–1944) Herta Frankenberg geb. Meyer stammte aus Berlin-Charlottenburg und wohnte in Halle bei ihrem Mann Siegfried und dessen Eltern. Siegfried und Herta Frankenberg wanderten 1936 in die Tschechoslowakei aus. Am 10. Juni 1938 verloren beide die deutsche Staatsbürgerschaft. Nach der Besetzung der Tschechoslowakei wurde Herta Frankenberg am 22. Dezember 1942 nach Theresienstadt deportiert. Am 19. Oktober 1944 wurde sie ihr Mann ins KZ Auschwitz-Birkenau verlegt, wo sie den Tod fand. | HERTA FRANKENBERG geb. Meyer Jg. 1909 Flucht 1936 CSR deportiert 1942 Theresienstadt 1944 Auschwitz ermordet                                                                    | Herta Frankenberg geb. Meyer                        | Feuerbachstraße 74           |
| Feuerbachstraße 74 (ehemals Kurfürstenstraße) ·                                    | 29. Okt. 2010                      | Nathan Frankenberg (1863–1942) Nathan Frankenberg war ein Landmaschinenhändler aus Marisfeld. Mit seiner Ehefrau Minna geb. Ney wohnte er zunächst in Coburg, wo 1985 der gemeinsame Sohn Siegfried zur Welt kam. Gemeinsam mit Siegfried und dessen Ehefrau bewohnte die Familie später in Halle eine Wohnung in der Prinzenstraße 12 (heute überbaut). Nach der Übersiedelung des Sohnes und seiner Frau bezogen Nathan und Minna Frankenberg eine Wohnung in der Kurfürstenstraße 74 (heute Feuerbachstraße). Am 30. Juni 1942 mussten sie in das „Altersheim“ auf der Boelckestraße 24 (heute Dessauer Straße) umziehen. Am 19. September wurden sie nach Theresienstadt deportiert, wo Nathan Frankenberg am 6. Dezember 1942 starb. Seine Frau überlebte die Gefangenschaft. | Hier wohnte NATHAN FRANKENBERG Jg. 1863 deportiert 1942 Theresienstadt tot 6.12.1942                                                                                            | Nathan Frankenberg                                  | Feuerbachstraße 74           |
| Feuerbachstraße 74 (ehemals Kurfürstenstraße) ·                                    | 29. Okt. 2010                      | Siegfried Frankenberg (1895–1944) Siegfried Frankenberg kam 1895 in Coburg zur Welt. Mit seiner Frau Herta wohnte er zunächst in Halle bei seinen Eltern, 1936 wanderte das Ehepaar in die Tschechoslowakei aus. Am 10. Juni 1938 verloren sie die deutsche Staatsbürgerschaft. Am 9. Juni 1942 wurde Siegfried Frankenberg nach Theresienstadt deportiert, am 28. September 1944 weiter nach Auschwitz-Birkenau, wo er ermordet wurde. | SIEGFRIED FRANKENBERG Jg. 1895 Flucht 1936 CSR deportiert 1942 Theresienstadt 1944 Auschwitz ermordet                                                                           | Siegfried Frankenberg                               | Feuerbachstraße 74           |
| Feuerbachstraße 75 (ehemals Kurfürstenstraße) ·                                    | 25./26. Okt. 2004                  | Hannacha Peril Cohn (1938–1942) Am 12. November 1938 kam Hannacha Peril Cohn in Halle als Tochter von Recha und Richard Cohn zur Welt. Am 1. Juni 1942 wurde sie mit ihrer Mutter und ihrer Großmutter deportiert und zwei Tage später im Vernichtungslager Sobibor ermordet. | Hier wohnte HANNACHA PERIL COHN Jg. 1938 deportiert 1942 Sobibor ermordet 3.6.1942                                                                                              | Hannacha Peril Cohn                                 | Feuerbachstraße 75           |
| Feuerbachstraße 75 (ehemals Kurfürstenstraße) ·                                    | 25./26. Okt. 2004                  | Recha Cohn geb. Grünspa(h)n (1914–1942) Recha Grünspa(h)n wurde in Sonneberg geboren und heiratete am 25. Januar 1938 den aus Halle stammenden Juristen und Kaufmann Richard Cohn. Diesem gelang 1939 die Flucht nach England. Recha Cohn zog später mit ihrer Tochter zu ihrer Schwiegermutter. Am 1. Juni 1942 wurde alle drei deportiert und zwei Tage später im Vernichtungslager Sobibor ermordet. | Hier wohnte RECHA COHN geb. Grünspahn Jg. 1914 deportiert 1942 Sobibor ermordet 3.6.1942                                                                                        | Recha Cohn geb. Grünspahn                           | Feuerbachstraße 75           |
| Feuerbachstraße 75 (ehemals Kurfürstenstraße) ·                                    | 29. Okt. 2010                      | Thekla Cohn geb. Kaufmann (1879–1942) Thekla Cohn stammte aus Coburg. In Halle besaß sie eine Wohnung in der Hindenburgstraße 63 (heute überbaut). Hier nahm sie nach der Flucht ihres Sohnes ihre Schwiegertochter und ihre Enkelin auf. Am 1. Juni 1942 wurde alle drei deportiert und zwei Tage später im Vernichtungslager Sobibor ermordet. Ihr Stolperstein wurde vor der ehemaligen Wohnung ihres Sohnes und ihrer Schwiegertochter verlegt. | THEKLA COHN geb. Kaufmann Jg. 1879 deportiert 1942 Sobibor ermordet 3.6.1942 | Thekla Cohn geb. Kaufmann                           | Feuerbachstraße 75           |
| Forsterstraße 13 ·                                                                 | 11. Okt. 2014                      | Clara Loewendahl (1865–1942) Clara Loewendahl entstammte einer Kaufmannsfamilie und erbte nach dem Tod ihres Bruders Hermann 1939 das Wohnhaus in der Forsterstraße. 1941 wurde es zum „Judenhaus“ erklärt und Clara Loewendahl musste eine größere Zahl aus ihren Wohnungen vertriebener Juden bei sich aufnehmen, darunter auch ihre Schwestern Paula und Selma. Am 13. April 1942 nahm sich Clara Loewendahl das Leben. | Hier wohnte CLARA LOEWENDAHL Jg. 1865 vor Deportation Flucht in den Tod 13.4.1942                                                                                               | Clara Loewendahl                                    | Forsterstraße 13             |
| Forsterstraße 13 ·                                                                 | 11. Okt. 2014                      | Paula Loewendahl (1869–1942) Die alleinstehende Paula Loewendahl lebte gemeinsam mit ihrer Schwester Selma in einer Wohnung in der Seydlitzstraße, die sie 1941 verlassen und zu ihrer Schwester Clara ziehen mussten. Am 19. September 1942 sollten beide deportiert werden. Dem entzogen sie sich am 15. September durch gemeinsamen Suizid. | Hier wohnte PAULA LOEWENDAHL Jg. 1869 vor Deportation Flucht in den Tod 15.4.1942                                                                                               | Paula Loewendahl                                    | Forsterstraße 13             |
| Forsterstraße 13 ·                                                                 | 11. Okt. 2014                      | Selma Loewendahl (1872–1942) Die alleinstehende Selma Loewendahl lebte gemeinsam mit ihrer Schwester Paula in einer Wohnung in der Seydlitzstraße, die sie 1941 verlassen und zu ihrer Schwester Clara ziehen mussten. Am 19. September 1942 sollten beide deportiert werden. Dem entzogen sie sich am 15. September durch gemeinsamen Suizid, Selma Loewendahl starb allerdings erst am folgenden Tag. | Hier wohnte SELMA LOEWENDAHL Jg. 1872 vor Deportation Flucht in den Tod 16.4.1942                                                                                               | Selma Loewendahl                                    | Forsterstraße 13             |
| Forsterstraße 13 ·                                                                 | 11. Okt. 2014                      | Günther Baer (1918–1942) Günther Baer stammte aus Worms und arbeitete als Kaufmann. Unmittelbar nach Kriegsausbruch wurde er evakuiert und musste nach Halle umziehen. Dort lernte er seine spätere Frau Paula kennen, mit der er eine Tochter hatte. Am 1. Juni 1942 wurde die Familie deportiert und zwei Tage später im Vernichtungslager Sobibor ermordet. | Hier wohnte GÜNTHER BAER Jg. 1918 deportiert 1.6.1942 Sobibor ermordet 3.6.1942                                                                                                 | Günther Baer                                        | Forsterstraße 13             |
| Forsterstraße 13 ·                                                                 | 11. Okt. 2014                      | Chana Baer (1941–1942) Chana Baer wurde 1941 im israelitischen Krankenhaus in Hannover als Tochter von Günther und Paula Baer geboren. Am 1. Juni 1942 wurde die Familie deportiert und zwei Tage später im Vernichtungslager Sobibor ermordet. Chana Baer wurde nur 16 Monate alt. | Hier wohnte CHANA BAER Jg. 1941 deportiert 1.6.1942 Sobibor ermordet 3.6.1942                                                                                                   | Chana Baer                                          | Forsterstraße 13             |
| Forsterstraße 13 ·                                                                 | 11. Okt. 2014                      | Paula Baer geb. Bermann (1921–1942) Paula Bermann stammte aus Schwetzingen und war wie ihr späterer Mann direkt nach Kriegsbeginn aus ihrer Heimat nach Halle evakuiert worden. Am 1. Juni 1942 wurden sie und ihre Familie deportiert und zwei Tage später im Vernichtungslager Sobibor ermordet. | Hier wohnte PAULA BAER geb. Bermann Jg. 1921 deportiert 1.6.1942 Sobibor ermordet 3.6.1942                                                                                      | Paula Baer geb. Bermann                             | Forsterstraße 13             |
| Franckestraße 12 (ehemals 17) ·                                                    | 26. Sep. 2013                      | Josef Pfifferling, gen. Julius (1883–1938) Josef Pfifferling, genannt Julius, stammte aus Wanfried. Er hatte drei Brüder und drei Schwestern. Im Ersten Weltkrieg diente er als Soldat. Später betrieb er zusammen mit seinem Bruder Karl eine Vieh- und Pferdehandlung in der Franckestraße in Halle. Diese wurde 1933 zunächst aus dem Mitteldeutschen Verein des Pferdehandels ausgeschlossen. 1936 oder 1937 musste das Geschäft aufgelöst werden. Im Rahmen der „Aktion Arbeitsscheu Reich“ wurde Julius Pfifferling am 25. April 1938 im KZ Buchenwald interniert, wo er im Steinbruch arbeiten musste. In Buchenwald starb er bereits am 16. Mai 1938, offiziell wurde er „auf der Flucht erschossen“. Julius Pfifferlings Frau Dorothea gelang die Flucht aus Deutschland. Sie gelangte wohl zunächst nach Shanghai und später nach England. Von seinen Geschwistern überlebte lediglich Bruder Karl den Zweiten Weltkrieg. Ihm gelang 1939 die Flucht in die Vereinigten Staaten. | Hier wohnte JULIUS PFIFFERLING Jg. 1883 verhaftet 25.4.1938 Buchenwald auf der Flucht ermordet 16.5.1938                                                                        | Josef Pfifferling, gen. Julius                      | überbaut                     |
| Franckestraße 12 (ehemals 17) ·                                                    | 22. März 2018                      | Friedrich (Fritz) Pfifferling (1889–1942) Fritz Pfifferling wurde in Halle geboren. Er war ein Bruder von Julius Pfifferling und arbeitete wie seine Brüder als Viehhändler. Gemeinsam mit seiner Schwägerin Dorothea gelang ihm 1939 die Flucht nach Shanghai. Dort starb Fritz Pfillerling am 1. Oktober 1942. | Hier wohnte FRITZ PFIFFERLING Jg. 1889 Flucht 1939 Shanghai tot 1.10.1942 | Stolperstein für Fritz Pfifferling in Halle (Saale) | überbaut                     |
| Friedenstraße 12a ·                                                                | 12. Dez. 2006                      | Martin Kochmann (1878–1936) Martin Kochmann wurde als Sohn eines Kaufmanns in Breslau geboren. Er studierte Medizin in Berlin und Breslau. 1901 trat Kochmann zum evangelischen Glauben über. 1902 promovierte er in Jena. 1907 folgte die Habilitation in Greifswald. 1908 heiratete er Sophie Gabbe (1882–1951), die Tochter eines Ratsherrn. 1911 wurde er an die Universität Greifswald zum Professor für Pharmakologie berufen. 1914 wechselte er an die Universität Halle, wurde aber schon wenig später als Stabsarzt zum Kriegsdienst einberufen. 1920 wurde er in Halle zum ordentlichen Professor ernannt. 1921 wurde er Direktor des Pharmakologischen Instituts und 1924 Mitglied der Leopoldina. Nach der Machtergreifung der Nationalsozialisten konnte er sich aufgrund seines Fronteinsatzes im Ersten Weltkrieg 1933 zunächst noch seiner Entlassung entziehen. 1935 wurde er jedoch vorzeitig in den Ruhestand versetzt. 1936 wurde er wegen des Verdachts auf „Begünstigung staatsfeindlicher und hochverräterischer Bestrebungen“ verhaftet. Am 11. September 1936 nahm er sich in seiner Zelle selbst das Leben. | Hier wohnte DR. MARTIN KOCHMANN Jg. 1878 Gestapohaft 1936 Flucht in den Tod 11.9.1936                                                                                           | Martin Kochmann                                     | Friedenstraße 12a            |
| Fritz-Hoffmann-Straße 37 (ehemals Werderstraße 36) ·                               | 18. Sep. 2021                      | Martin Feuchtwanger (1886–1952) Martin Feuchtwanger kam nach dem Abbruch seines Studiums in München und Berlin als Redakteur zur halleschen Saalezeitung, wo er sich einen Namen machte. Nach der Teilnahme am Ersten Weltkrieg kehrte er nach Halle zurück, wurde aber bald darauf durch die neuen Leiter der Saalezeitung entlassen. Er machte sich selbstständig, veröffentlichte zahlreiche Beiträge und gründete schließlich einen Verlag, den er bald in Fünf Türme Verlag umbenannte. Er war erfolgreich und richtete eine eigene Druckerei ein. Im Jahr 1930 konnte er sich ein eigenes Haus in Diemitz kaufen, doch mit dem Jahr 1933 nahmen die Nationalsozialisten massiven Einfluss auf das Verlagswesen. Feuchtwanger floh nach einer konkreten Warnung nach Prag, gründete dort erneut einen Verlag, wurde aber 1939 nach der Zerschlagung der Tschechoslowakei verhaftet und misshandelt. Er floh daraufhin nach Palästina, wo er seinen Verlag erneut gründete. Seine Schwester Bella (siehe Geiststraße 1) arbeitete in Martins Verlag und war ihm nach Prag gefolgt, doch misslang ihre Flucht von dort. | Hier wohnte MARTIN FEUCHTWANGER Jg. 1886 Flucht 1933 Tschechoslowakei 1939 Palästina                                                                                            |                                                     |                              |
| Fritz-Hoffmann-Straße 37 (ehemals Werderstraße 36) ·                               | 18. Sep. 2021                      | Stephanie Feuchtwanger geb. Cahn (1888–1971) Stephanie Cahn wurde am 26. August 1888 in Wertheim am Main geboren, lernte in München Martin Feuchtwanger kennen und heiratete ihn im Jahr 1910. Zusammen gingen sie nach Halle, wo ihr Sohn Klaus geboren wurde. Stephanie ging 1928 nach Berlin und kümmerte sich dort um das Verlagsgeschäft. Nach Martins Flucht kehrte sie nach Halle / Diemitz zurück und floh nach dem Zwangsverkauf des Verlags im Jahr 1935 nach Wien, wo Klaus eine Zweigniederlassung des Vaters leitete. Klaus musste nach einer Verhaftung im Jahr 1938 nach Paris flüchten und 1939 in die USA, Stephanie folgte ihm jeweils nach. | Hier wohnte STEPHANIE FEUCHTWANGER geb. Cahn Jg. 1888 Flucht 1935 Österreich 1940 USA                                                                                           |                                                     |                              |
| Geiststraße 1 ·                                                                    | 26. Sep. 2013                      | Bella Traubkatz geb. Feuchtwanger (1891–1943) Bella Feuchtwanger wurde in München geboren und war mit Rabbi Traubkatz verheiratet. Zu ihren Geschwistern gehörten der Jurist Ludwig Feuchtwanger sowie die beiden Schriftsteller Lion und Martin Feuchtwanger. Bella Feuchtwanger arbeitete bei ihrem Bruder Martin als Redakteurin im Verlag „Fünf Türme“, zunächst in Halle und ab 1935 in Prag. Ihr Bruder hatte Halle bereits 1933 verlassen. Im April 1939 gelang Martin Feuchtwanger die Flucht nach Palästina. Seine Schwester wollte nach Abschluss der Liquidation des Verlags nachkommen, was aber fehlschlug. Am 8. Mai 1943 wurde sie ins Ghetto Theresienstadt deportiert, wo sie später den Tod fand. Ihr genaues Todesdatum ist unbekannt. | Hier wohnte BELLA TRAUBKATZ geb. Feuchtwanger Jg. 1891 Flucht 1935 Prag deportiert 1943 Theresienstadt tot 1943                                                                 | Bella Traubkatz geb. Feuchtwanger                   | Geiststraße 1                |
| Geiststraße 15 ·                                                                   | 25./26. Okt. 2004                  | Senta (Ette) Riesel (1922–1942) Senta Riesel wurde als Tochter von Samuel Riesel und dessen Frau Klara geb. Gänger in Leipzig geboren. Ihr Vater starb bereits sehr früh. Nachdem auch ihre Mutter 1937 oder 1938 verstarb, mussten sie und ihre Geschwister Heinz (siehe Große Märkerstraße 13) und Frieda (siehe Mühlweg 36) zu Verwandten nach Halle ziehen. Senta Riesel kam bei ihrer Tante Rosa Kanner und deren Ehemann unter. Im Rahmen der „Polenaktion“ wurde sie gemeinsam mit ihren Geschwistern am 29. Oktober 1938 über die polnische Grenze getrieben. Ihre ebenfalls vertriebene Tante Hanna Lipper geb. Gänger und deren Ehemann Leo Lipper (siehe Große Märkerstraße 13) nahmen sie und ihren Bruder Heinz auf und ließen sich mit ihnen in Kolomea nieder. 1942 wurden alle nach dem Einmarsch der Wehrmacht erschossen. | Hier wohnte SENTA RIESEL Jg. 1922 ausgewiesen 1938 Polen ? | Senta Riesel                                        | Geiststraße 15               |
| Geiststraße 22 ·                                                                   | 15. Okt. 2011                      | Martha Windmüller (1880–1942) Martha Windmüller stammte aus Hannover. Sie war zwei Mal verheiratet. Spätestens seit 1939 befand sie sich in der Landesheilanstalt Altscherbitz in Behandlung. Am 13. Juli 1942 wurde sie verhaftet und deportiert. | Hier wohnte MARTHA WINDMÜLLER Jg. 1880 Landesheilanstalt Altscherbitz 13.7.1942 von Gestapo abgeholt ermordet                                                                   | Martha Windmüller                                   | Geiststraße 22               |
| Geiststraße 55 ·                                                                   | 15. Okt. 2011                      | Kurt Just (1892–1942) Der aus Halle stammende Kurt Just war gelernter Maler. Zwischen 1919 und 1922 verbüßte er wegen Aufruhr und versuchter Gefangenenbefreiung eine Gefängnisstrafe im Roten Ochsen. Nach der Machtergreifung der Nationalsozialisten galt Just als Halbjude und wurde nach der Reichspogromnacht am 9. November 1938 ins KZ Buchenwald eingewiesen. Später wurde er ins KZ Sachsenhausen verlegt, aber am 19. Dezember 1938 wieder entlassen. Seine Weigerung den Namenszusatz „Israel“ und den Judenstern zu tragen, brachten ihm am 2. September 1942 eine Geld- und erneute Gefängnisstrafe ein. Wenig später wurde er nach Auschwitz deportiert, wo er am 2. Dezember 1942 ermordet wurde. | Hier wohnte KURT JUST Jg. 1892 deportiert 1942 ermordet in Auschwitz | Kurt Just                                           | überbaut                     |
| Georg-Cantor-Straße 33 (ehemals Henriettenstraße) ·                                | 14. Dez. 2007                      | Friedjof Wagner (1903–1940) Friedjof Wagner stammte aus Halle und war seit 1935 Patient in der Landesheilanstalt Altscherbitz. Am 28. November 1940 wurde er im Rahmen der Aktion T4 in die Tötungsanstalt Brandenburg verbracht und noch am selben Tag ermordet. Um den Mord zu verschleiern, wurde als offizieller Todesort die Anstalt Grafeneck angegeben. | Hier wohnte FRIEDJOF WAGNER Jg. 1903 aus Landesheilanstalt Altscherbitz am 28.11.1940 nach ‘Heilanstalt’ Bernburg ermordet 28.11.1940                                           | Friedjof Wagner                                     | Georg-Cantor-Straße 33       |
| Gerberstraße Ecke Bornknechtstraße (ehemals Gerberstraße 12) ·                     | 16. Mai 2024                       | Gisela Rebarz (1937–1942) Gisela wurde am 28. Juli 1937 als Tochter von Elfriede Rebarz und Paul Blaczijewski geboren. Diese heiratete noch vor der Geburt Paul Muth und mit diesem und der Tochter zog sie in das Haus von Pauls Mutter in die Gerberstraße 12. In schwierigen Verhältnissen entwickelte sich Gisela zu einem sehr unruhigen und teils aggressiven Kind, das permanente Aufsicht brauchte, die weder die Mutter noch der Kindergarten Müllerstift noch ein Onkel bieten konnten, zu dem sie einige Zeit gegeben wurde. Nachdem weitere Versuche scheiterten, sie in ärztliche Behandlung zu geben oder in einem anderen Kindergarten unterzubringen, wurde per Gerichtsbeschluss im August 1942 die „vorläufige Fürsorgeerziehung“ angeordnet und Gisela am 25. September 1942 in die ‚Landesheilanstalt‘ Uchtspringe „zur Beobachtung“ eingewiesen. Dort kam man im November 1942 zu dem Urteil, Gisela sei leicht schwachsinnig, leide an schweren charakterologischen Abweichungen, sei verlogen, heimtückisch und hinterlistig. Daher handele es sich um eine „gemütsarme Psychopathin“, es bestehe aber noch Hoffnung auf Bildungsfähigkeit bei strenger Erziehung. Daraufhin wurde die „endgültige Fürsorgeerziehung“ gerichtlich verfügt und Gisela in die Kinderfachabteilung verlegt. Zudem änderte man die Einschätzung und schätzte sie nun als „nicht erziehungsfähig“ ein. Man sprach zudem der Mutter und der Familie die Befähigung zur Erziehung des Kindes ab, so dass sich die Eltern in den Folgemonaten erfolglos um die Entlassung bemühten. Am 17. November 1943 starb Gisela an „Entkräftung“, welche vermutlich durch systematische Unterernährung und Überdosen von Beruhigungsmitteln herbeigeführt wurde. Der Tod gehört damit zur Phase der „dezentralen Euthanasie“. | Hier wohnte GISELA REBARZ geb. 1937 eingewiesen 25.9.1942 ‚Heilanstalt‘ Uchtspringe ‚Kinderfachabteilung‘ ermordet 17.11.1943                                                   | Stolperstein für Gisela Rebarz in Halle (Saale)     | überbaut                     |
| Geseniusstraße 7 ·                                                                 | 20. Juni 2023                      | Frieda Falkenstein (1882–1942) Frieda Falkenstein wurde am 15. Juni 1882 als Tochter von Moritz Falkenstein und Cäcilie Falkenstein (geb. Weinzweig) in Ermsleben geboren. Im Jahr 1911 zog die Familie in die Gräfestraße 1 nach Halle um, von wo aus sie 1914 in die Geseniusstraße in Halle-Glaucha kamen. Ihr Bruder Harry zog nach seiner Heirat im Jahr 1921 nach Pößneck um, wo Stolpersteine an ihn und seine Frau erinnern. Frieda, deren Vater 1914 gestorben war, sorgte für ihre Mutter (gest. 1937) und arbeitete als Prokuristin und Kontoristin. Als Frieda 1939 das Wohnrecht im Haus verwehrt wurde, zog sie zu Margarete Friedmann (siehe Stolperstein Marienstraße/Ecke Dorotheenstraße), dann ins Haus Harz 48, welches ebenfalls zu einem „Judenhaus“ deklariert worden war. Frieda bemühte sich um eine Ausreise nach Australien, wurde aber am 1. Juni 1942 in das Vernichtungslager Sobibor deportiert und dort umgehend ermordet. | Hier wohnte FRIEDA FALKENSTEIN Jg. 1882 deportiert 1.6.1942 Sobibor ermordet 3.6.1942                                                                                           |                                                     |                              |
| Große Märkerstraße 13 ·                                                            | 9. Juni 2005                       | Anna Heymann geb. Lerner (1896–1942) Anna Lerner war Krankenschwester und stammte aus Berlin. Am 27. Januar 1937 heiratete sie Ludwig Heymann. 1942 nahm sie Brigitte Klawansky als Pflegetochter auf. Am 1. Juni 1942 wurden Anna Heymann und Brigitte Klawansky deportiert und zwei Tage später im Vernichtungslager Sobibor ermordet. Am 16. Dezember 2005 wurden die Stolpersteine von Unbekannten mit Teer übergossen. | Hier wohnte ANNA HEYMANN geb. Lerner Jg. 1896 deportiert 30.5.1942 Sobibor ermordet 3.6.1942                                                                                    | Anna Heymann geb. Lerner                            | Große Märkerstraße 13        |
| Große Märkerstraße 13 ·                                                            | 9. Juni 2005                       | Ludwig Heymann (1875–1942) Ludwig Heymann war ein verwitweter Lehrer und Kantor. 1937 heiratete er Anna geb. Lerner. Am 30. April 1942 nahm er sich das Leben, nachdem er von seiner anstehenden Deportation erfahren hatte. Am 16. Dezember 2005 wurden die Stolpersteine in der Großen Märkerstraße 13 von Unbekannten mit Teer übergossen. | Hier wohnte LUDWIG HEYMANN Jg. 1875 Selbstmord 30.4.1942 vor Deportation | Ludwig Heymann                                      | Große Märkerstraße 13        |
| Große Märkerstraße 13 ·                                                            | 9. Juni 2005                       | Brigitte Klawanski (1937–1942) Brigitte Klawanskis leibliche Mutter wanderte nach Shanghai und wollte ihrer jungen Tochter die lange Reise nicht zumuten. Sie wurde deshalb 1942 von Anna Heymann als Pflegetochter aufgenommen. Am 1. Juni 1942 wurden Anna Heymann und Brigitte Klawanski deportiert und zwei Tage später im Vernichtungslager Sobibor ermordet. Am 16. Dezember 2005 wurden die Stolpersteine in der Großen Märkerstraße 13 von Unbekannten mit Teer übergossen. | Hier wohnte BRIGITTE KLAWANSKI Jg. 1937 deportiert 30.5.1942 Sobibor ermordet 3.6.1942                                                                                          | Brigitte Klawanski                                  | Große Märkerstraße 13        |
| Große Märkerstraße 13 ·                                                            | 9. Juni 2005                       | Awram Librach (1891–1941) Awram Librach stammte aus Lodz. 1916 kam er mit seiner Frau Gutta nach Halle. Er arbeitete bis 1919 als Arbeiter in der Saline und machte sich dann als Kaufmann selbstständig. Das Ehepaar hatte zwei Söhne und eine Tochter. Die Kinder wanderten in den 1930er Jahren nach Palästina aus. Awram und Gutta Librach wurden im Rahmen der „Polenaktion“ am 29. Oktober 1938 über die polnische Grenze getrieben. Sie gingen daraufhin zurück nach Lodz. Dort starb Awram Librach am 15. Mai 1942 im Ghetto. Am 16. Dezember 2005 wurden die Stolpersteine in der Großen Märkerstraße 13 von Unbekannten mit Teer übergossen. | Hier wohnte AWRAM LIBRACH Jg. 1891 vertrieben 28.10.1938 tot 1941 in Łodz | Awram Librach                                       | Große Märkerstraße 13        |
| Große Märkerstraße 13 ·                                                            | 9. Juni 2005                       | Gutta Librach geb. Epstein (1891–1942) Gutta Librach geb. Epstein stammte aus Lodz. 1916 kam sie mit ihrem Mann Awram nach Halle. Im Rahmen der „Polenaktion“ wurden beide am 29. Oktober 1938 über die polnische Grenze getrieben. Sie gingen daraufhin zurück nach Lodz. Gutta Librach wurde ins Vernichtungslager Kulmhof deportiert, wo sie am 21. September 1942 starb. Am 16. Dezember 2005 wurden die Stolpersteine in der Großen Märkerstraße 13 von Unbekannten mit Teer übergossen. | Hier wohnte GUTTA LIBRACH geb. Epstein Jg. 1891 vertrieben 28.10.1938 tot 1942 in Chelmno                                                                                       | Gutta Librach geb. Epstein                          | Große Märkerstraße 13        |
| Große Märkerstraße 13 ·                                                            | 9. Juni 2005                       | Hanna Lipper geb. Gänger (1893–1941) Hanna Lipper geb. Gänger stammte aus Leipzig. In Halle betrieben sie und ihr Mann Leo ein Unterwäsche-Geschäft. 1920 wurde die Tochter Gerda Sophie und 1921 der Sohn Heinrich geboren. Nach dem Tod von Hannas Schwester Klara Riesel geb. Gänger kamen deren Kinder zu ihren Verwandten nach Halle. Die Lippers nahmen Heinz Riesel bei sich auf. Im Rahmen der „Polenaktion“ wurden die Lippers am 29. Oktober 1938 über die polnische Grenze getrieben. Lediglich Gerda Sophie Lipper blieb davon ausgenommen, da sie sich an diesem Tag nicht in Halle aufhielt. Ihr gelang später die Flucht nach Palästina. Familie Lipper ließ sich gemeinsam mit Heinz und Senta Riesel in Kolomea nieder. 1941 wurden alle nach dem Einmarsch der Wehrmacht erschossen. Am 16. Dezember 2005 wurden die Stolpersteine in der Großen Märkerstraße 13 von Unbekannten mit Teer übergossen. | Hier wohnte HANNA LIPPER geb. Gänger Jg. 1893 vertrieben 28.10.1938 erschossen 1941 Kolomea                                                                                     | Hanna Lipper geb. Gänger                            | Große Märkerstraße 13        |
| Große Märkerstraße 13 ·                                                            | 9. Juni 2005                       | Heinrich Lipper (1921–1941) Heinrich Lipper war der Sohn von Hanna und Leo Lipper. Im Rahmen der „Polenaktion“ wurden die Lippers am 29. Oktober 1938 über die polnische Grenze getrieben. Die Familie ließ sich in Kolomea nieder. 1941 wurden alle nach dem Einmarsch der Wehrmacht erschossen. Am 16. Dezember 2005 wurden die Stolpersteine in der Großen Märkerstraße 13 von Unbekannten mit Teer übergossen. | Hier wohnte HEINRICH LIPPER Jg. 1921 vertrieben 28.10.1938 erschossen 1941 Kolomea                                                                                              | Heinrich Lipper                                     | Große Märkerstraße 13        |
| Große Märkerstraße 13 ·                                                            | 9. Juni 2005                       | Leo Lipper (1891–1941) Leo Lipper stammte aus Bohorodczany. In Halle betrieben er und seine Frau ein Unterwäsche-Geschäft. Im Rahmen der „Polenaktion“ wurden die Lippers am 29. Oktober 1938 über die polnische Grenze getrieben. Die Familie ließ sich gemeinsam mit Heinz und Senta Riesel in Kolomea nieder. 1941 wurden alle nach dem Einmarsch der Wehrmacht erschossen. Am 16. Dezember 2005 wurden die Stolpersteine in der Großen Märkerstraße 13 von Unbekannten mit Teer übergossen. | Hier wohnte LEO LIPPER Jg. 1891 vertrieben 28.10.1938 erschossen 1941 Kolomea                                                                                                   | Leo Lipper                                          | Große Märkerstraße 13        |
| Große Märkerstraße 13 ·                                                            | 9. Juni 2005                       | Heinz Riesel (1926–1941) Nach dem Tod von Hanna Lippers Schwester Klara Riesel geb. Gänger kamen deren Kinder zu ihren Verwandten nach Halle. Die Lippers nahmen Heinz Riesel bei sich auf. Seine Schwester Frieda (siehe Mühlweg 36) kam bei Familie Geminder unter, seine Schwester Senta (siehe Geiststraße 15) bei Familie Kanner. Im Rahmen der „Polenaktion“ wurden die Lippers zusammen mit Heinz Riesel und seinen Schwestern am 29. Oktober 1938 über die polnische Grenze getrieben. Die Familie ließ sich gemeinsam mit Heinz und Senta Riesel in Kolomea nieder. 1941 wurden alle nach dem Einmarsch der Wehrmacht erschossen. Am 16. Dezember 2005 wurden die Stolpersteine in der Großen Märkerstraße 13 von Unbekannten mit Teer übergossen. | Hier wohnte HEINZ RIESEL Jg. 1926 vertrieben 28.10.1938 erschossen 1941 Kolomea                                                                                                 | Heinz Riesel                                        | Große Märkerstraße 13        |
| Große Märkerstraße 27 ·                                                            | 9. Juni 2005                       | Rosa Kupferberg (1896–1942) Rosa Kupferberg stammte aus Berlin. In Halle arbeitete sie als Hausangestellte. Sie war geschieden und hatte einen Sohn namens Arturo, der nach Argentinien auswanderte. Seine Versuche, die Mutter nachzuholen, blieben vergeblich. Ihr Bruder David wanderte nach Bolivien aus. Am 1. Juni 1942 wurde sie deportiert und zwei Tage später im Vernichtungslager Sobibor ermordet. | Hier wohnte ROSA KUPFERBERG Jg. 1896 deportiert 30.5.1942 Sobibor ermordet 3.6.1942                                                                                             | Rosa Kupferberg                                     | Große Märkerstraße 27        |
| Große Steinstraße 30 ·                                                             | 10. Nov. 2015                      | Fanny Koppel geb. Kanner (1881–ca. 1941) Fanny Koppel stammte aus Dębica und zog mit ihrer Familie später nach Halle. Dort heiratete sie Alfred Koppel. 1907 und 1919 kamen die gemeinsamen Töchter Rosalie und Hanni zur Welt 1927 starb Alfred Koppel. Anfang 1939 zog Fanny Koppel zu Verwandten ihres Mannes nach Berlin. Am 14. November 1941 wurde sie von dort aus ins Ghetto Minsk deportiert, wo sie den Tod fand. Ihr genaues Todesdatum ist unbekannt. Ihre ältere Tochter Rosalie starb vermutlich ebenfalls während des Krieges, ihre jüngere Tochter Hanni konnte hingegen in die Vereinigten Staaten emigrieren. Von Fanny Koppels fünf Geschwistern konnten vier nach Palästina und in die Vereinigten Staaten auswandern. Ihre Schwester Amalie Israel geb. Kanner (siehe Sternstraße 11) wurde nach Polen vertrieben, wo sie vermutlich den Tod fand. | Hier wohnte FANNY KOPPEL geb. Kanner Jg. 1881 unfreiwillig verzogen 1938 Berlin deportiert 1941 Minsk ermordet                                                                  | Fanny Koppel                                        | Große Steinstraße 30         |
| Große Steinstraße 30 ·                                                             | 10. Nov. 2015                      | Rosalie Helene (Röschen) Koppel (1907–?) Rosalie Koppel wurde in Halle geboren. Wegen der Herkunft ihrer Familie wurde sie am 29. Oktober 1938 im Rahmen der „Polenaktion“ zusammen mit anderen hallenser Juden über die deutsch-polnische Grenze getrieben. Sie kam zunächst in Krakau in einem Lager unter und zog nach dessen Auflösung zu Verwandten ihres Vaters nach Ostgalizien. Nach dem deutschen Einmarsch in Polen wurde sie deportiert. Ihr weiteres Schicksal ist unbekannt; sie gilt als verschollen. | Hier wohnte ROSALIE KOPPEL Jg. 1906 Polenaktion 1938 Schicksal unbekannt | Rosalie Koppel                                      | Große Steinstraße 30         |
| Große Ulrichstraße 2 ·                                                             | 6. Mai 2004 bzw. 25./26. Okt. 2004 | Kurt Bauchwitz (1881–1942) Kurt Bauchwitz stammte aus Sangerhausen und arbeitete in Halle als Rechtsanwalt und Notar. Bis 16. Dezember 1938 war er zeitweise im KZ Sachsenhausen interniert. Seine erste Ehefrau Frieda geb. Badl starb am 16. April 1940. Kurt Bauchwitz musste seine Wohnung in der Großen Ulrichstraße verlassen und in ein „Judenhaus“ in der Hindenburgstraße 63 (heute überbaut) umziehen. Er bemühte sich um Auswanderung und besuchte einen Englisch-Kurs. Am 20. April 1942 schloss er seine zweite Ehe mit Elsa Burghardt (siehe Halberstädter Straße 13), die sich aber schon wenige Tage später das Leben nahm. Obwohl Kurt Bauchwitz bereits am 15. April 1942 die Bestätigung seiner Ausreise erhalten hatte, wurde er am 1. Juni 1942 deportiert und zwei Tage später im Vernichtungslager Sobibor ermordet. Der ursprünglich am 6. Mai 2004 verlegte Stein wurde kurz nach seiner Verlegung von Unbekannten entfernt. Im Oktober 2004 wurde er durch einen neuen Stein ersetzt. | Hier wohnte KURT BAUCHWITZ Jg. 1881 deportiert 1942 Sobibor ermordet 3.6.1942                                                                                                   | Kurt Bauchwitz                                      | Große Ulrichstraße 2         |
| Große Ulrichstraße 2 ·                                                             | 6. Mai 2004 bzw. 25./26. Okt. 2004 | Leo Lewinsky (1878–1943) Der in Berlin geborene Leo Lewinsky arbeitete in Halle als Zahnarzt. Nach dem Tod seiner Frau Bertha lebte er zunächst allein in seiner Wohnung in der Ulrichstraße, musste dann aber in ein vermeintliches Altersheim in der Boelckestraße 24 (heute Dessauer Straße) umziehen. Am 27. Februar 1943 wurde er ins Ghetto Theresienstadt deportiert, wo er am 15. April 1943 starb. Seiner Tochter und ihrem Mann gelang die Emigration in die Vereinigten Staaten. Der ursprünglich am 6. Mai 2004 verlegte Stein wurde kurz nach seiner Verlegung von Unbekannten entfernt. Im Oktober 2004 wurde er durch einen neuen Stein ersetzt. | Hier wohnte DR. LEO LEWINSKY Jg. 1878 deportiert 1943 Theresienstadt tot 15.4.1943                                                                                              | Leo Lewinsky                                        | Große Ulrichstraße 2         |
| Große Ulrichstraße 27 ·                                                            | 6. Mai 2004                        | Arthur Pollak (1882–1942) Der aus Magdeburg stammende Arthur Pollak wohnte mit seiner Frau Hedwig geb. Burghardt und den gemeinsamen Söhnen Achim und Heinz in der Großen Ulrichstraße 27, wo er auch ein Lebensmittelgeschäft und eine Kohlehandlung führte. Nach dem Boykott jüdischer Geschäfte mussten sie in ein „Judenhaus“ in der Hindenburgstraße 63 (heute überbaut) umziehen. Heinz und Achim Pollak wurden 1938 zeitweise in KZs interniert und emigrierten später nach England. Hedwig Pollak starb 1941. Arthur Pollak wurde am 1. Juni 1942 deportiert und zwei Tage später im Vernichtungslager Sobibor ermordet. | Hier wohnte ARTHUR POLLAK Jg. 1882 deportiert 1942 Sobibor ermordet 3.6.1942 | Arthur Pollak                                       | Große Ulrichstraße 27        |
| Große Ulrichstraße 58 ·                                                            | 6. Mai 2004 bzw. 25./26. Okt. 2004 | Erich Cahn (1877–1942) Der in Aschersleben geborene Erich Cahn übernahm 1911 in Halle von seinen Eltern ein Geschäft für Herren- und Knabenbekleidung und betrieb es bis 1938. 1938 war Erich Cahn zeitweise im KZ Sachsenhausen interniert. Er und seine Frau mussten ihre Wohnung in der Ulrichstraße aufgeben und in ein „Judenhaus“ in der Hindenburgstraße 63 (heute überbaut) umziehen. Beide wurden am 1. Juni 1942 deportiert und zwei Tage später im Vernichtungslager Sobibor ermordet. Unter den Deportierten waren auch Erich Cahns Schwester Frieda Oppenheim, ihr Mann und ihre beiden Töchter (siehe Magdeburger Straße 28). Der ursprünglich am 6. Mai 2004 verlegte Stein wurde kurz nach seiner Verlegung von Unbekannten entfernt. Im Oktober 2004 wurde er durch einen neuen Stein ersetzt. | Hier wohnte ERICH CAHN Jg. 1877 deportiert 1942 Sobibor ermordet 3.6.1942 | Erich Cahn                                          | Große Ulrichstraße 58        |
| Große Ulrichstraße 58 ·                                                            | 6. Mai 2004 bzw. 25./26. Okt. 2004 | Johanna (Hedwig) Cahn geb. Ferse (1892–1942) Erich Cahns Ehefrau Johanna (Hedwig) geb. Ferse stammte aus Oberlistingen. Sie wurde gemeinsam mit ihrem Mann am 1. Juni 1942 deportiert und zwei Tage später im Vernichtungslager Sobibor ermordet. Der ursprünglich am 6. Mai 2004 verlegte Stein wurde kurz nach seiner Verlegung von Unbekannten entfernt. Im Oktober 2004 wurde er durch einen neuen Stein ersetzt. | Hier wohnte JOHANNA CAHN geb. Ferse Jg. 1892 deportiert 1942 Sobibor ermordet 3.6.1942                                                                                          | Johanna Cahn geb. Ferse                             | Große Ulrichstraße 58        |
| Großer Berlin 8 ·                                                                  | 9. Juni 2005                       | Aron Abramowitz (1876–1944) Der aus Leipzig stammende Kaufmann Aron Abramowitz kam als Witwer 1941 in das Altenheim Großer Berlin 8, musste aber später in ein vermeintliches Altersheim in der Boelckestraße 24 (heute Dessauer Straße) umziehen. Nach einem Umweg über Berlin wurde er schließlich am 10. Januar 1944 nach Theresienstadt deportiert, wo er am 27. Februar 1944 starb. Seine Töchter Lea und Ruth überlebten den Krieg. Am 16. Dezember 2005 wurden die Stolpersteine vor der Adresse Großer Berlin 8 von Unbekannten mit Teer übergossen. | Hier wohnte ARON ABRAMOWITZ Jg. 1876 deportiert Theresienstadt tot 27.2.1944 | Aron Abramowitz                                     | überbaut                     |
| Großer Berlin 8 ·                                                                  | 9. Juni 2005                       | Franziska Frank (1874–1944) Franziska Frank kam aus Eisleben in das Altenheim Großer Berlin 8, musste aber später in ein vermeintliches Altersheim in der Boelckestraße 24 (heute Dessauer Straße) umziehen. Am 19. September 1942 wurde sie nach Theresienstadt deportiert, wo sie am 22. Mai 1944 starb. Am 16. Dezember 2005 wurden die Stolpersteine vor der Adresse Großer Berlin 8 von Unbekannten mit Teer übergossen. | Hier wohnte FRANZISKA FRANK Jg. 1874 deportiert 19.9.1942 Theresienstadt tot 22.5.1944                                                                                          | Franziska Frank                                     | überbaut                     |
| Großer Berlin 8 ·                                                                  | 9. Juni 2005                       | Hanna Herschkowicz (1928–1939/40) Hanna Herschkowicz war die Tochter von Leib und Sara Herschkowicz. Sie und ihre Eltern wurden im Rahmen der „Polenaktion“ am 29. Oktober 1938 über die polnische Grenze getrieben. Sie zogen daraufhin zu Verwandten nach Slupca. Ihr weiteres Schicksal nach dem Einmarsch der Wehrmacht in Polen ist nicht bekannt. Am 16. Dezember 2005 wurden die Stolpersteine vor der Adresse Großer Berlin 8 von Unbekannten mit Teer übergossen. | Hier wohnte HANNA HERSCHKOWICZ Jg. 1928 vertrieben 28.10.1938 Polen ? | Hanna Herschkowicz                                  | überbaut                     |
| Großer Berlin 8 ·                                                                  | 9. Juni 2005                       | Leib Herschkowicz (1899–1939/40) Leib Herschkowicz stammte aus Kazimierz und arbeitete in Halle als Gemeindediener. Er und seine Frau Sara hatten einen Sohn namens Lazar und eine Tochter namens Hanna. Lazar wanderte nach Palästina aus. Das Ehepaar Herschkowicz und ihre Tochter wurden im Rahmen der „Polenaktion“ am 29. Oktober 1938 über die polnische Grenze getrieben. Sie zogen daraufhin zu Verwandten nach Slupca. Am 27. August 1939 erhielt Lazar Herschkowicz den letzten Brief von seiner Familie. Ihr weiteres Schicksal nach dem Einmarsch der Wehrmacht in Polen ist nicht bekannt. Am 16. Dezember 2005 wurden die Stolpersteine vor der Adresse Großer Berlin 8 von Unbekannten mit Teer übergossen. | Hier wohnte LEIB HERSCHKOWICZ Jg. 1899 vertrieben 28.10.1938 Polen ? | Leib Herschkowicz                                   | überbaut                     |
| Großer Berlin 8 ·                                                                  | 9. Juni 2005                       | Sara(h) Herschkowicz geb. Stern (1899–1939/40) Sara Herschkowicz geb. Stern wurde in Lodz geboren. Zusammen mit ihrem Mann und ihrer Tochter wurde sie im Rahmen der „Polenaktion“ am 29. Oktober 1938 über die polnische Grenze getrieben. Die Familie zog daraufhin zu Verwandten nach Slupca. Ihr weiteres Schicksal nach dem Einmarsch der Wehrmacht in Polen ist nicht bekannt. Nach der Vertreibung von Familie Herschkowicz stand das Haus Großer Berlin 8 zunächst einige Zeit leer und wurde dann zu einem Alten- und Siechenheim umgebaut. Am 16. Dezember 2005 wurden die Stolpersteine vor der Adresse Großer Berlin 8 von Unbekannten mit Teer übergossen. | Hier wohnte LEIB HERSCHKOWICZ geb. Stern Jg. 1899 vertrieben 28.10.1938 Polen ?                                                                                                 | Sara Herschkowicz geb. Stern                        | überbaut                     |
| Großer Berlin 8 ·                                                                  | 9. Juni 2005                       | Amalie Israel geb. Falkenberg (1877–1942) Amalie Israel geb. Falkenberg kam mit ihrem Mann Jacob in das Altenheim Großer Berlin 8. 1940 mussten sie in ein vermeintliches Altersheim in der Boelckestraße 24 (heute Dessauer Straße) umziehen, wo Jacob Israel verstarb. Am 1. Juni 1942 wurde Amalie Israel deportiert und zwei Tage später im Vernichtungslager Sobibor ermordet. Ihr Sohn Martin starb in Auschwitz. Am 16. Dezember 2005 wurden die Stolpersteine vor der Adresse Großer Berlin 8 von Unbekannten mit Teer übergossen. Für Amalie Israel wurde auch ein Stolperstein in Wittenberg verlegt. | Hier wohnte AMALIE ISRAEL geb. Falkenberg Jg. 1877 deportiert 30.5.1942 Sobibor ermordet 3.6.1942                                                                               | Amalie Israel geb. Falkenberg                       | überbaut                     |
| Großer Berlin 8 ·                                                                  | 9. Juni 2005                       | Flora Jacoby geb. Joel (1862–1943) Flora Jacoby stammte aus Inowrazlaw. Ihr Mann Heinrich Jacoby starb 1927 in Halle bei einem Verkehrsunfall. Sie zog später in das Altenheim Großer Berlin 8, musste aber später in ein vermeintliches Altersheim in der Boelckestraße 24 (heute Dessauer Straße) umziehen. Am 23. Februar 1942 wurde sie nach Theresienstadt deportiert, wo sie am 8. Oktober 1943 starb. Ihr Sohn Georg Jacoby und seine vier Kinder überlebten den Krieg. Einer von Flora Jacobys Enkeln war der Architekt Helmut Jacoby. Am 16. Dezember 2005 wurden die Stolpersteine vor der Adresse Großer Berlin 8 von Unbekannten mit Teer übergossen. | Hier wohnte FLORA JACOBY geb. Joel Jg. 1862 deportiert 27.2.1942 Theresienstadt tot 8.10.1943                                                                                   | Flora Jacoby geb. Joel                              | überbaut                     |
| Großer Berlin 8 ·                                                                  | 9. Juni 2005                       | Chaim (Hermann) Simon Lerner (1872–1943) Chaim Simon Lerner stammte aus Krakau und betrieb in Halle eine Altwarenhandlung. Seine Frau Jenny geb. Salomon starb 1928. Er zog später in das Altenheim Großer Berlin 8, musste aber später in ein vermeintliches Altersheim in der Boelckestraße 24 (heute Dessauer Straße) umziehen. Am 27. Februar 1943 wurde er nach Theresienstadt deportiert, wo er am 14. August 1943 starb. Seine Tochter Anna Heymann geb. Lerner (siehe Große Märkerstraße 13) wurde am 3. Juni 1942 in Sobibor ermordet. Am 16. Dezember 2005 wurden die Stolpersteine vor der Adresse Großer Berlin 8 von Unbekannten mit Teer übergossen. | Hier wohnte CHAIM SIMON LERNER Jg. 1872 deportiert 27.2.1943 Theresienstadt tot 14.8.1943                                                                                       | Chaim Simon Lerner                                  | überbaut                     |
| Großer Berlin 8 ·                                                                  | 9. Juni 2005                       | Pauline Metis geb. Simonsohn (1868–1942) Pauline Metis stammte aus Ermsleben und kam als Witwe in das Altenheim Großer Berlin 8, musste aber später in ein vermeintliches Altersheim in der Boelckestraße 24 (heute Dessauer Straße) umziehen. Am 19. September 1942 wurde sie nach Theresienstadt deportiert, wo sie am 5. Oktober 1942 starb. Am 16. Dezember 2005 wurden die Stolpersteine vor der Adresse Großer Berlin 8 von Unbekannten mit Teer übergossen. | Hier wohnte PAULINE METIS geb. Simonsohn Jg. 1868 deportiert 19.9.1942 Theresienstadt tot 5.10.1942                                                                             | Pauline Metis geb. Simonsohn                        | überbaut                     |
| Großer Berlin 8 ·                                                                  | 9. Juni 2005                       | Rosalie Meyerstein (1860–1943) Rosalie Meyerstein war unverheiratet und stammte aus Gröbzig. Am 13. September 1940 kam sie in das Altenheim Großer Berlin 8, musste aber 1941 in ein vermeintliches Altersheim in der Boelckestraße 24 (heute Dessauer Straße) umziehen. Am 19. September 1942 wurde sie gemeinsam mit ihrem Bruder Israel Meyerstein und dessen Frau Bertha (siehe Brüderstraße 10) nach Theresienstadt deportiert, wo sie am 27. Februar 1943 starb. Am 16. Dezember 2005 wurden die Stolpersteine vor der Adresse Großer Berlin 8 von Unbekannten mit Teer übergossen. | Hier wohnte ROSALIE MEYERSTEIN Jg. 1860 deportiert 19.9.1942 Theresienstadt tot 27.2.1943                                                                                       | Rosalie Meyerstein                                  | überbaut                     |
| Großer Berlin 8 ·                                                                  | 9. Juni 2005                       | Henriette Reiter geb. Rothkugel (1869–1942) Henriette Reiter stammte aus Kostschin und zog zunächst von ihrer Wohnung in der Zinksgartenstraße in das Altenheim Großer Berlin 8, musste aber später in ein vermeintliches Altersheim in der Boelckestraße 24 (heute Dessauer Straße) umziehen. Am 19. September 1942 wurde sie nach Theresienstadt deportiert, wo sie am 26. Oktober 1942 starb. Am 16. Dezember 2005 wurden die Stolpersteine vor der Adresse Großer Berlin 8 von Unbekannten mit Teer übergossen. | Hier wohnte HENRIETTE REITER geb. Rothkugel Jg. 1869 deportiert 19.9.1942 Theresienstadt tot 26.10.1942                                                                         | Henriette Reiter geb. Rothkugel                     | überbaut                     |
| Großer Berlin 8 ·                                                                  | 9. Juni 2005                       | Alfred Riesenfeld (1882–1942) Alfred Riesenfeld wurde in Michalkowitz geboren und lebte lange Zeit in Breslau. Er war verheiratet mit Betty geb. Ferber und hatte mit ihr eine Tochter namens Annemarie. 1935 starb seine Frau. Alfred Riesenfeld zog daraufhin zu seiner Tochter nach Merseburg. Seiner Tochter und ihrem Mann gelang am 25. April 1939 die Flucht nach Shanghai. 1940 zog Alfred Riesenfeld in das Altenheim Großer Berlin 8, musste aber am 5. Januar 1942 in ein vermeintliches Altersheim in der Boelckestraße 24 (heute Dessauer Straße) umziehen. Am 1. Juni 1942 wurde er deportiert und zwei Tage später im Vernichtungslager Sobibor ermordet. Am 16. Dezember 2005 wurden die Stolpersteine vor der Adresse Großer Berlin 8 von Unbekannten mit Teer übergossen. | Hier wohnte ALFRED RIESENFELD Jg. 1882 deportiert 30.5.1942 Sobibor ermordet 3.6.1942                                                                                           | Alfred Riesenfeld                                   | überbaut                     |
| Großer Berlin 8 ·                                                                  | 9. Juni 2005                       | Leo Seliger (1876–1944) Leo Seliger stammte aus Bad Orb. Er zog zunächst in das Altenheim Großer Berlin 8, musste aber später in ein vermeintliches Altersheim in der Boelckestraße 24 (heute Dessauer Straße) umziehen. Am 19. September 1942 wurde er nach Theresienstadt deportiert, wo er am 16. April 1944 starb. Am 16. Dezember 2005 wurden die Stolpersteine vor der Adresse Großer Berlin 8 von Unbekannten mit Teer übergossen. | Hier wohnte LEO SELIGER Jg. 1876 deportiert 19.9.1942 Theresienstadt tot 16.4.1944                                                                                              | Leo Seliger                                         | überbaut                     |
| Großer Berlin 8 ·                                                                  | 9. Juni 2005                       | Elisabeth Schwarz geb. Backhaus (1878–1942) Elisabeth geb. Backhaus stammte aus Wittenberg und heiratete dort Simon Schwarz. Am 18. November 1939 zog das Ehepaar in das Altenheim Großer Berlin 8, musste aber später in ein vermeintliches Altersheim in der Boelckestraße 24 (heute Dessauer Straße) umziehen. Am 1. Juni 1942 wurden beide deportiert und zwei Tage später im Vernichtungslager Sobibor ermordet. Am 16. Dezember 2005 wurden die Stolpersteine vor der Adresse Großer Berlin 8 von Unbekannten mit Teer übergossen. Für Elisabeth Schwarz wurde auch ein Stolperstein in Wittenberg verlegt. | Hier wohnte ELISABETH SCHWARZ geb. Backhaus Jg. 1878 deportiert 30.5.1942 Sobibor ermordet 3.6.1942                                                                             | Elisabeth Schwarz geb. Backhaus                     | überbaut                     |
| Großer Berlin 8 ·                                                                  | 9. Juni 2005                       | Simon Schwarz (1878–1942) Simon Schwarz stammte aus Colmar und heiratete in Wittenberg Elisabeth geb. Backhaus. Am 18. November 1939 zog das Ehepaar in das Altenheim Großer Berlin 8, musste aber später in ein vermeintliches Altersheim in der Boelckestraße 24 (heute Dessauer Straße) umziehen. Am 1. Juni 1942 wurden beide deportiert und zwei Tage später im Vernichtungslager Sobibor ermordet. Am 16. Dezember 2005 wurden die Stolpersteine vor der Adresse Großer Berlin 8 von Unbekannten mit Teer übergossen. Für Simon Schwarz wurde auch ein Stolperstein in Wittenberg verlegt. | Hier wohnte SIMON SCHWARZ Jg. 1878 deportiert 30.5.1942 Sobibor ermordet 3.6.1942                                                                                               | Simon Schwarz                                       | überbaut                     |
| Großer Berlin 8 ·                                                                  | 9. Juni 2005                       | Frieda Zuckermann (1887–1942) Frieda Zuckermann stammte aus Wulka (Polen) und galt als staatenlos. Sie zog zunächst von ihrer Wohnung in der Wörmlitzer Straße in das Altenheim Großer Berlin 8, musste aber später in ein vermeintliches Altersheim in der Boelckestraße 24 (heute Dessauer Straße) umziehen. Am 1. Juni 1942 wurde sie deportiert und zwei Tage später im Vernichtungslager Sobibor ermordet. Am 16. Dezember 2005 wurden die Stolpersteine vor der Adresse Großer Berlin 8 von Unbekannten mit Teer übergossen. | Hier wohnte FRIEDA ZUCKERMANN Jg. 1887 deportiert 30.5.1942 Sobibor ermordet 3.6.1942                                                                                           | Frieda Zuckermann                                   | überbaut                     |
| Halberstädter Straße 13 ·                                                          | 29. Mai 2007                       | Elsa Bauchwitz geb. Burghardt (1893–1942) Elsa Burghardt, Tochter von Marie und Moritz Burghardt, teilte sich eine Wohnung mit ihrer Mutter, deren Schwippschwägerin Lina Burghardt und deren Sohn Siegfried. Lina, Marie und Elsa Burghardt mussten später ihre Wohnung verlassen und in ein Judenhaus in der Hindenburgstraße 34 (heute Magdeburger Straße 7) umziehen. Elsa Burghardt heiratete am 20. April 1942 den Rechtsanwalt Kurt Bauchwitz (siehe Große Ulrichstraße 2). Nachdem sie von ihrer bevorstehenden Deportation erfahren hatte, nahm sie sich jedoch am 10. Mai 1942 das Leben. | Hier wohnte ELSA BAUCHWITZ geb. Burghardt Jg. 1893 Selbstmord 10.5.1942 vor Deportation                                                                                         | Elsa Bauchwitz geb. Burghardt                       | Halberstädter Straße 13      |
| Halberstädter Straße 13 ·                                                          | 29. Mai 2007                       | Lina Burghardt geb. Schönheim (1866–1944) Lina Schönheim stammte aus Bleicherode und heiratete den Kaufmann Gerson Burghardt. Mit ihm hatte sie zwei Söhne namens Siegfried und Walter, sowie eine Tochter namens Hedwig (siehe Große Ulrichstraße 27). Gerson Burghardt starb 1930. Sie teilte sich eine Wohnung in der Halberstädter Straße 13 mit ihrem Sohn, ihrer verwitweten Schwippschwägerin Marie Burghardt und deren Tochter Elsa. Lina, Marie und Elsa Burghardt mussten später ihre Wohnung verlassen und in ein Judenhaus in der Hindenburgstraße 34 (heute Magdeburger Straße 7) umziehen. Lina Burghardt musste am 25. Juni 1942 weiter in ein vermeintliches Altersheim in der Boelckestraße 24 (heute Dessauer Straße) umziehen. Am 19. September 1942 wurde sie ins Ghetto Theresienstadt deportiert, wo sie am 17. Januar 1944 starb. Ihre Tochter Hedwig war bereits 1941 in Halle verstorben, ihr Sohn Walter überlebte den Krieg. | Hier wohnte LINA BURGHARDT geb. Schönheim Jg. 1866 deportiert 1942 Theresienstadt tot 17.1.1944                                                                                 | Lina Burghardt geb. Schönheim                       | Halberstädter Straße 13      |
| Halberstädter Straße 13 ·                                                          | 29. Mai 2007                       | Marie Burghardt geb. Bach (1870–1945) Marie Bach stammte aus Leipzig. Sie konvertierte zum Judentum und heiratete Gerson Burghardts Bruder Moritz, der ebenfalls als Kaufmann tätig war. Mit ihm hatte sie fünf Kinder. Moritz Burghardt starb 1907. Marie Burghardt teilte sich daraufhin eine Wohnung in der Halberstädter Straße 13 mit ihrer Tochter Elsa, ihrer Schwippschwägerin Lina Burghardt und deren Sohn Siegfrid. Lina, Marie und Elsa Burghardt mussten später ihre Wohnung verlassen und in ein Judenhaus in der Hindenburgstraße 34 (heute Magdeburger Straße 7) umziehen. Ihre beiden Söhne Alfred Josef und Rudolf Abraham konnten 1939 nach Shanghai emigrieren. Vornamen und Schicksal ihrer beiden anderen Töchter sind unbekannt. Marie Burghardt starb am 2. Oktober 1945 in Halle an der Saale. | Hier wohnte MARIE BURGHARDT geb. Bach Jg. 1870 ? | Marie Burghardt geb. Bach                           | Halberstädter Straße 13      |
| Halberstädter Straße 13 ·                                                          | 29. Mai 2007                       | Siegfried Burghardt (1889–1939) Siegfried Burghardt, Sohn von Lina und Gerson Burghardt, arbeitete zunächst im Familiengeschäft und nach dessen Auflösung ab 1934 als Textilwarenhändler. Am 14. Juni 1938 wurde er ins KZ Buchenwald eingeliefert, wo er am 2. März 1939 starb. | Hier wohnte SIEGFRIED BURGHARDT Jg. 1888 verhaftet Buchenwald 1938 tot 2.3.1939                                                                                                 | Siegfried Burghardt                                 | Halberstädter Straße 13      |
| Händelstraße 3 ·                                                                   | 12. Dez. 2006                      | Emilie Oppenheimer geb. Wahl (1869–1944) Die aus Erfurt stammende Emilie Wahl war mit dem Gemeindearzt der jüdischen Gemeinde in Halle, Gustav Oppenheimer verheiratet. Aus der Ehe gingen zwei Kinder hervor: Käthe Weinspach-Müller, geb. Oppenheimer und Werner Oppenheimer. Gemeinsam mit ihrer Schwägerin Johanna Ziegelroth geb. Oppenheimer (siehe Uhlandstraße 10) unterstützte sie ihren Mann bei seinem Einsatz für finanziell schlecht gestellte Familien. Nach dem Tod ihres Mannes zog Emilie Oppenheimer zunächst zu ihrer Tochter in die Händelstraße, musste aber am 30. Juni 1942 in ein vermeintliches Altersheim in der Boelckestraße 24 (heute Dessauer Straße) umziehen. Am 20. September 1942 wurde sie ins Ghetto Theresienstadt deportiert, wo sie am 31. März 1944 starb. Ihren beiden Kindern gelang die Flucht aus Deutschland. | Hier wohnte EMILIE OPPENHEIMER geb. Wahl Jg. 1869 deportiert 1942 Theresienstadt tot 31.3.1944                                                                                  | Emilie Oppenheimer                                  | Händelstraße 3               |
| Händelstraße 26 ·                                                                  | 11. Okt. 2014                      | Hermann Jastrowitz (1882–1943) Hermann Jastrowitz hatte im Ersten Weltkrieg als Soldat gedient und praktizierte in Halle ab 1921 als Arzt. Daneben hatte er auch einen Lehrauftrag an der Universitätspoliklinik. Im Zuge der Novemberpogrome wurde er 1938 im KZ Buchenwald interniert und erst im Dezember wieder freigelassen. Im November 1941 mussten er und seine Frau Adele in das Altersheim Großer Berlin 8 umziehen. Am 27. Februar 1943 wurden beide nach Auschwitz deportiert und dort ermordet. | Hier wohnte HERMANN JASTROWITZ Jg. 1882 deportiert 1943 ermordet in Auschwitz                                                                                                   | Hermann Jastrowitz                                  | Händelstraße 26              |
| Händelstraße 26 ·                                                                  | 11. Okt. 2014                      | Adele Jastrowitz geb. Jastrowitz (1892–1943) Adele Jastrowitz stammte aus Karlsbad und war mit ihrem Cousin Hermann verheiratet. Im November 1941 musste das Paar in das Altersheim Großer Berlin 8 umziehen. Am 27. Februar 1943 wurden beide nach Auschwitz deportiert und dort ermordet. | Hier wohnte ADELE JASTROWITZ geb. Jastrowitz Jg. 1892 deportiert 1943 ermordet in Auschwitz                                                                                     | Adele Jastrowitz geb. Jastrowitz                    | Händelstraße 26              |
| Hansering 2 (ehemals Preußenring, später Adolf-Hitler-Ring) ·                      | 4. Apr. 2006                       | Alfred Katz (1870–1942) Alfred Katz stammte aus Duderstadt und heiratete 1896 in Halle Helene Friedmann. 1897 verlegte er seinen Wohnsitz dorthin und gründete das Bankhaus „Friedmann & Co“. Aus seiner Ehe gingen der Sohn Herbert Katz und die Tochter Gertrud Katz hervor. Gertrud Katz heiratete 1920 den Juristen Willy Cohn (siehe Rudolf-Ernst-Weise-Straße 5). Herbert Katz emigrierte 1933 mit Frau und Tochter nach Palästina. Nach dem Tod seiner Frau wohnte Alfred Katz ab 10. Januar 1939 mit seiner Tochter und deren Familie in einem „Judenhaus“ in der Königstraße 32 (heute Rudolf-Breitscheid-Straße). Zwischen Mai und August 1939 konnten zunächst Alfred Katz’ Enkel und dann auch seine Tochter nach England ausreisen. Im August 1939 emigrierte auch sein Schwiegersohn nach Belgien, wurde dort aber später verhaftet und am 10. August 1942 in Auschwitz ermordet. Alfred Katz musste am 20. Mai 1941 in ein vermeintliches Altersheim in der Boelckestraße 24 (heute Dessauer Straße) umziehen. Am 29. Juni 1942 nahm er sich das Leben. | Hier wohnte ALFRED KATZ Jg. 1870 Flucht in den Tod 29.6.1942 | Alfred Katz                                         | Hansering 2                  |
| Hansering 17 (ehemals Preußenring, später Adolf-Hitler-Ring) ·                     | 4. Apr. 2006                       | Adolf Goldberg (1898–1942) Adolf Goldberg wurde in Marburg geboren. Er diente als Freiwilliger im Ersten Weltkrieg und verlor ein Bein. In Halle heiratete er Erna Fackenheim und betrieb gemeinsam mit deren Bruder Julius eine Anwaltskanzlei. Am 7. Oktober 1940 wurde Adolf Goldberg in Halle in „Schutzhaft“ genommen und am 18. Dezember 1941 ins KZ Buchenwald verlegt. Im Rahmen der Aktion 14f13 wurde er am 12. März 1942 in die Tötungsanstalt Bernburg überführt und noch am selben Tag ermordet. | Hier wohnte ADOLF GOLDBERG Jg. 1898 1940 KZ Buchenwald Heilanstalt Bernburg ermordet 12./13.3.1942 T-4 Aktion                                                                   | Adolf Goldberg                                      | abgerissen                   |
| Hansering 17 (ehemals Preußenring, später Adolf-Hitler-Ring) ·                     | 4. Apr. 2006                       | Erna Goldberg geb. Fackenheim (1893–1938) Erna Goldberg geb. Fackenheim stammte aus Halle. Kurz nach der Reichspogromnacht nahm sie sich am 14. November 1938 das Leben. Erna Goldbergs Bruder und dessen Familie gelang die Flucht nach England. Einer seiner Söhne war der Philosoph und Rabbiner Emil Fackenheim. | Hier wohnte ERNA GOLDBERG geb. Fackenheim Jg. 1893 Flucht in den Tod 14. November 1938                                                                                          | Erna Goldberg geb. Fackenheim                       | abgerissen                   |
| Harz 18 ·                                                                          | 3. Nov. 2012                       | Regina Lewin geb. Rautenberg (1889–?) Regina Lewin geb. Rautenberg lebte bei ihrer Schwester Adele und deren Ehemann Cäsar Salomon. Sie übersiedelte später nach Plauen. Am 10. Mai 1942 wurde sie ins Ghetto Bełżyce deportiert, wo sie später starb. | Hier wohnte REGINA LEWIN geb. Rautenberg Jg. 1889 deportiert 1942 Belzyce Schicksal unbekannt                                                                                   | Regina Lewin geb. Rautenberg                        | überbaut                     |
| Harz 18 ·                                                                          | 3. Nov. 2012                       | Adele Salomon geb. Rautenberg (1881–1942) Adele geb. Rautenberg stammte aus Lautenburg. Nachdem sie und ihr Mann Cäsar ihre Wohnung verlassen mussten, kam Adele Salomon bei Familie Schloß in der Königsstraße 62 (heute Rudolf-Breitscheid-Straße) unter. Am 1. Juni 1942 wurden Cäsar und Adele Salomon deportiert und zwei Tage später im Vernichtungslager Sobibor ermordet. Unter den Deportierten waren auch Adeles Bruder Jakob und dessen Frau Käte (siehe Ludwig-Wucherer-Straße 45). | Hier wohnte ADELE SALOMON geb. Rautenberg Jg. 1881 deportiert 1.6.1942 Sobibor ermordet 3.6.1942                                                                                | Adele Salomon geb. Rautenberg                       | überbaut                     |
| Harz 18 ·                                                                          | 3. Nov. 2012                       | Cäsar Salomon (1880–1942) Cäsar Salomon stammte aus Czychen (Ostpreußen). Er war bis 20. Dezember 1938 vorübergehend im KZ Dachau interniert. Nachdem sie ihre Wohnung verlassen mussten, kam Cäsar Salomon in dem „Judenhaus“ Harz 48 unter. Am 1. Juni 1942 wurden Cäsar und Adele Salomon deportiert und zwei Tage später im Vernichtungslager Sobibor ermordet. | Hier wohnte CÄSAR SALOMON Jg. 1880 deportiert 1.6.1942 Sobibor ermordet 3.6.1942                                                                                                | Cäsar Salomon                                       | überbaut                     |
| Hufelandstraße 32 ·                                                                | 20. Juni 2023                      | Richard Laqueur (1881–1959) Richard Laqueur wurde 1881 als Sohn von Ludwig Laqueur und Marie Bamberger in Straßburg geboren, wurde Dozent für Alte Geschichte in Gießen und Tübingen und kam 1932 nach Halle, wo er zunächst im Haus Robert-Franz-Ring 13 wohnte. Nach der Machtübernahme der Nationalsozialisten schützte ihn zunächst u. a. seine Teilnahme am Ersten Weltkrieg sowie sein Beamtenstatus. Mit den Nürnberger Rassegesetzen von 1935 wurde die Lage für den zum Christentum konvertierten Juden, der gerade erst in die Hufelandstraße umgezogen war, schwierig: Er wurde zwangspensioniert und verlor seine Lehrbefugnis. Sein Sohn floh 1938 in die USA, Richard folgte 1939, nachdem ihm auch das Benutzungsrecht der Universitätsbibliothek versagt wurde. Unmittelbar nach Kriegsende wollte er nach Halle zurückkehren, doch obwohl die Uni Halle sich ebenfalls dafür einsetzte, war die politische Lage hinderlich. Auch der Versuch an der Humboldt-Universität zu Berlin scheiterte und er wurde wiederholt diffamiert. Daher blieb er in den USA, kehrte erst 1952 nach Deutschland zurück und wurde 1959 von der Universität Hamburg zum Honorarprofessor ernannt. Wenige Tage später starb er an einem Herzanfall. | Hier wohnte RICHARD LAQUEUR Jg. 1881 zwangspensioniert 1935 Flucht 1939 USA | Richard Laqueur                                     |                              |
| Humboldtstraße 41 ·                                                                | 17. Mai 2008                       | Manfred Vogel (1919–1941) Manfred Vogel war Patient in der Landesheilanstalt Altscherbitz. Im Rahmen der „Aktion T4“ wurde er am 16. Juni 1941 in die Tötungsanstalt Bernburg verlegt und noch am selben Tag ermordet. | Hier wohnte MANFRED VOGEL Jg. 1919 aus ‘Landesheilanstalt’ Altscherbitz am 16.6.1941 nach ‘Heilanstalt’ Bernburg ermordet 16.6.1941                                             | Manfred Vogel                                       | Humboldtstraße 41            |
| Huttenstraße 83 ·                                                                  | 11. März 2025                      | Darga Brynych (1901–1944?) Darga Lewin wurde am 7. Juni 1901 in Graudenz in Westpreußen geboren und zog mit ihrer Familie um das Jahr 1920 nach Nietleben, da ihre Heimatstand durch den Versailler Vertrag als Polnischer Korridor an die Republik Polen kam. Sie arbeitete vermutlich im Kurzwarengeschäft ihres Vaters und heiratete am 27. Dezember 1925 Franz Brynych (* 29. November 1891). Gemeinsam zogen sie in die Nähe seines Vaters in die Torstraße 60, dann aber in die Huttenstraße 83 um. Da Franz kein Jude war und ihre Ehe als „Privilegierte Mischehe“ eingestuft wurde, wurde Darga zunächst nicht deportiert. Ihr wurde allerdings auferlegt, ab Januar 1939 den Zusatznamen „Sara“ zu tragen. Franz arbeitete als Kaufmann, gab später aber Archivar als Beruf an. Als er aber im Januar 1944 an Brustkrebs verstarb, deportierte man Darga nur wenigen Wochen später. Es muss angenommen werden, dass sie den Holocaust nicht überlebte. An ihren Vater Isidor Lewin und ihre Schwester Elsbeth Silberberg erinnern Stolpersteine in der Elbestraße in Dölau. Von ihren sechs Geschwistern überlebten nur zwei den Holocaust. An die zeitweise hier lebende Familie Marcus erinnern Stolpersteine in der Kirchnerstraße 17. Im Mai 1945 wurde erforscht, dass das hallesche Finanzamt Teile der Besitztümer von Franz und Darga „treuhänderisch“ in Besitz genommen hatte. | Hier wohnte DARGA BRYNYCH geb. Lewin Jg. 1901 deportiert 1944 Richtung Osten ermordet                                                                                           | Darga Brynych                                       | Huttenstraße 83              |
| Kirchnerstraße 10 ·                                                                | 22. März 2018                      | Elli Victor (1889–1942) Elli Victor war die Tochter von N. und Emilie Victor. Ihre Wohnung in der Kirchnerstraße musste die Familie verlassen und in ein „Judenhaus“ in der Hindenburgstraße 34 (heute Magdeburger Straße 7) umziehen. Elli Victor und ihr Bruder Moritz wurden am 1. Juni 1942 deportiert und zwei Tage später im Vernichtungslager Sobibor ermordet. | Hier wohnte ELLI VICTOR Jg. 1889 deportiert 1.6.1942 Sobibor ermordet 3.6.1942                                                                                                  | Stolperstein für Elli Victor in Halle (Saale)       | Kirchnerstraße 10            |
| Kirchnerstraße 10 ·                                                                | 22. März 2018                      | Emilie Victor geb. Simon (1855–1942) Emilie geb. Simon wurde in Güsten geboren und heiratete N. Victor, der in Halle eine Pferdehandlung betrieb. Das Paar hatte einen Sohn namens Moritz und eine Tochter namens Elli. Ihre Wohnung in der Kirchnerstraße musste die Familie verlassen und in ein „Judenhaus“ in der Hindenburgstraße 34 (heute Magdeburger Straße 7) umziehen. Emilie Victor starb am 25. Februar 1942. | Hier wohnte EMILIE VICTOR geb. Simon Jg. 1855 gedemütigt / entrechtet tot 25.2.1942                                                                                             | Stolperstein für Emilie Victor in Halle (Saale)     | Kirchnerstraße 10            |
| Kirchnerstraße 10 ·                                                                | 22. März 2018                      | Moritz Victor (1878–1942) Moritz Victor war der Sohn von N. und Emilie Victor und übernahm in Halle das väterliche Geschäft. Ihre Wohnung in der Kirchnerstraße musste die Familie verlassen und in ein „Judenhaus“ in der Hindenburgstraße 34 (heute Magdeburger Straße 7) umziehen. Moritz Victor und seine Schwester Elli wurden am 1. Juni 1942 deportiert und zwei Tage später im Vernichtungslager Sobibor ermordet. | Hier wohnte MORITZ VICTOR Jg. 1878 deportiert 1.6.1942 Sobibor ermordet 3.6.1942                                                                                                | Stolperstein für Moritz Victor in Halle (Saale)     | Kirchnerstraße 10            |
| Kirchnerstraße 17 (ehemals Kirchnerstraße 21) ·                                    | 12. Nov. 2024                      | Erich Marcus (1896–1975) Erich Marcus wurde am 4. März 1896 als dritter Sohn von Emma Marcus (geb. Gassenheimer, 1863–1932) und Simon Marcus (1861–1925) in Dessau geboren, wo er das Herzogliche Friedrichs-Gymnasium absolvierte. Er war als Nachfolger seines Vaters vorgesehen und sollte daher Kaufmann werden. Als der Erste Weltkrieg ausbrach, meldete er sich freiwillig. Er wurde bei einem Angriff verschüttet und längere Zeit in einem belgischen Lazarett behandelt, nachdem er eine Gasvergiftung erlitt. Er erhielt das Verwundetenabzeichen und das Ehrenkreuz für Frontkämpfer. Da Emma und Simon um das Jahr 1915 nach Halle in eine große Wohnung in der Kirchnerstraße gezogen waren, ging er nach Kriegsende Ende 1918 ebenfalls dorthin. Er blieb bis zur Heirat mit Karola Mendel (1907–2002) im Jahr 1931, zog dann in die Brucknerstraße 11 um. Als Vertreter für Land- und Haushaltsmaschinen fuhr er übers Land und verkaufte Geräte aus der Gassenheimer-Herstellung und die anderer Firmen. Am 25. April 1938 wurde er verhaftet und im Rahmen der Aktion „Arbeitsscheu Reich“ in das KZ Buchenwald gebracht. Mit dieser Aktion sollte vorgeblich die Kriminalität gesenkt werden, tatsächlich wollte man aber die Auswanderung der Personen erreichen, um sich an deren Vermögen zu bereichern. Erich wurde am 21. Mai 1938 entlassen und mündlich aufgefordert, das Land zu verlassen. Zusammen mit seiner Frau beantragte er ein Visum für die USA und musste eine Reichsfluchtsteuer in Höhe von 20.000 Reichsmark zahlen. Da ihm weitere Abgaben auferlegt wurden, musste er seine seit 1923 bestehende Firma Erich Marcus, Maschinen für Land- und Hauswirtschaft liquidieren. Zudem wurden Erich und Karola ihrer Wohnung verwiesen und zogen daher in die Landwehrstraße 23 zu Karolas Familie um. Als sie im April 1939 nach New York kamen, fand Erich Arbeit als Chauffeur und Butler, Karola als Dienstmädchen bei einer reichen Familie im Staat New York. Die Ehe mit Karola zerbrach 1946, so dass er wieder zu Siegfried zog. Er starb im März 1975 in New York. | Hier wohnte ERICH MARCUS Jg. 1896 Verhaftet 1938 ‚Aktion Arbeitsscheu Reich‘ KZ Buchenwald Entlassen 21.5.1938 Flucht 1939 USA                                                  | Erich Marcus                                        | überbaut                     |
| Kirchnerstraße 17 (ehemals Kirchnerstraße 21) ·                                    | 12. Nov. 2024                      | Siegfried Marcus (1893–1979) Siegfried Marcus wurde am 3. Juni 1893 als zweiter Sohn von Emma Marcus (geb. Gassenheimer, 1863–1932) und Simon Marcus (1861–1925) in Dessau geboren und besuchte bis zum Abitur im Jahr 1912 das Herzogliche Friedrichs-Gymnasium. Er studierte danach Rechtswissenschaften in München, wo sich schon sein älterer Bruder Paul (siehe Mozartstraße 24) aufhielt, ging aber später nach Freiburg und Halle. Während des Ersten Weltkriegs legte er im Sommer 1916 die erste juristische Prüfung in Naumburg (Saale) ab. Er meldete sich freiwillig für den Kriegsdienst, obwohl er seit seiner Kindheit ein Glasauge besaß, diente im Heer in juristischer Funktion, wurde zu einem Standgericht abkommandiert, später aber ins Kriegsministerium berufen. Nach dem Kriegsende ging er Ende 1918 nach Halle, wo seine Eltern mittlerweile lebten. Er absolvierte den Vorbereitungsdienst am Amtsgericht Schkeuditz und wurde dann Referendar am Landgericht Halle. Bereits im Jahr 1919 reichte er seine Dissertation (Die Haftung des redlichen Gläubigers nach beendeter Zwangsvollstreckung in bewegliche, dem Schuldner nicht gehörige Sachen, Halle 1919) an der Universität Greifswald ein. Im Jahr 1923 eröffnete er eine eigene Rechtsanwaltskanzlei in der Großen Ulrichstraße 57, zog aber 1924 zur Adresse Am Steintor 18 um. Er lernte Emma Becker kennen, doch seine Mutter lehnte die Ehe mit der Frau aus einfacheren Verhältnissen ab, so dass er erst nach ihrem Tod 1932 Frau und Kinder in die Kirchnerstraße holen konnte. Aufgrund seiner Kriegsteilnahme war er einer von fünf jüdischen Rechtsanwälten, die auch nach 1933 noch praktizieren durften. Sie wurden aber bereits bedrängt, hatten nicht mehr dieselben Privilegien wie die anderen Anwälte und wurden auf einem Boykottaufruf im April 1933 namentlich an oberster Stelle genannt. Alle Vereine, deren Mitglied Siegfried war (Barmherziger Brüderverein Halle, Centralverein deutscher Staatsbürger jüdischen Glaubens, Jüdischer Frontkämpferbund des Bezirks Halle) wurden 1938/1939 verboten. Zudem wurde zum September 1938 die Ausnahmeregelung aufgekündigt und eine Neubewerbung als jüdischer Konsulent als einzige Option gelassen. Zuvor wurde er allerdings noch im Spätsommer 1938 in das Polizeigebäude am Hallmarkt vorgeladen und ihm dort ein Bestechungsversuch eines Justizbeamten unterstellt, weil er beim Skat einem Mitspieler, der als Gerichtsvollzieher tätig war, eine Zigarre angeboten hatte. Er wurde inhaftiert und nur durch eine Intervention eines Freundes in Berlin kam er frei und konnte mit dem Zug nach Rotterdam fliehen, wo er eine Schiffsfahrt nach New York und zurück erwarb. Mit dem Verkauf der Rückfahrkarte konnte er Haushaltswaren erwerben und diese teurer weiterverkaufen. Zudem arbeitete er als Lieferjunge und konnte so eine eigene Wohnung bezahlen. Zwar kamen auch Erich und Karola im April 1939 nach New York, doch da Siegfried nur ein Besuchsvisum erhalten hatte, war er bald darauf gezwungen, die USA zu verlassen. Er reiste nach Havanna aus und konnte so als Staatenloser im April 1941 legal wieder einwandern, da ihn das Deutsche Reich zwischenzeitlich ausgebürgert hatte. Er fand eine Arbeit im Einzelhandel in der Bronx und wurde später Teilhaber des Jumbo Store. Er war nicht bereit in die Sowjetische Besatzungszone (SBZ) zu kommen, obwohl man ihm anbot, Justizminister zu werden. Nachdem er mit seiner Familie wieder vereint war, lebte er noch bis 1979. | Hier wohnte SIEGFRIED MARCUS Jg. 1893 Verhaftet 1938 Flucht 1938 USA | Siegfried Marcus                                    | überbaut                     |
| Kirchnerstraße 17 (ehemals Kirchnerstraße 21) ·                                    | 12. Nov. 2024                      | Emma Marcus geb. Becker (1904–1974) Martha Emma Becker, genannt „Emmi“, wurde 1904 als Tochter eines Kutschers und einer Sargausstatterin geboren. Sie hatte mit Martha, Lisa, Friedel und Walter vier jüngere Geschwister. Sie half bereits als Kind ihrer Mutter bei der Auskleidung der Särge mit Stoff, begann aber später in einer Wurstfabrik zu arbeiten. Nachdem sie Siegfried Marcus kennengelernt hatte und dieser ihr die Ehe versprach, lebte sie auch nach der Geburt ihrer ersten beiden Söhne Erich und Dieter in der Hedwigstraße 1 (heute Johann-Andreas-Segner-Straße), also in unmittelbarer Nähe zur Kanzlei Siegfrieds. Erst mit dem Tod von Siegfrieds Mutter zog sie zu ihm um. Hier wurde Peter, der dritte Sohn, geboren. Nach der erzwungenen Flucht ihres Mannes im Jahr 1938 blieb Emma mit den Kindern in Halle zurück. Da sie protestantisch war, wurde sie wiederholt von der Gestapo aufgesucht und bedrängt, sich scheiden zu lassen, was sie aber ablehnte. Daher erhielt sie kein Arbeitsbuch und konnte somit auch keine Arbeit aufnehmen. Sie erhielt einen kleinen Anteil der Wertpapiere ihres Mannes monatlich ausgezahlt und bekam Hilfe von ihrer Familie. Dennoch war sie nun gezwungen, Teile der Wohnung zu vermieten, wofür sie ebenfalls Auflagen erhielt. Um das Jahr 1942 verlor sie schließlich die Wohnung und zog in die Huttenstraße 83 um. Für ihre eigenen Möbel musste sie dem Vermieter Geld bezahlen, damit sie diese mitnehmen konnte. Nach Kriegsende erhielt Emma ab Januar 1946 finanzielle Unterstützung vom Jüdischen Wiedergutmachungswerk, da sie und ihre Söhne als Opfer des Faschismus eingestuft wurden. Sie erhielt eine Wohnung im Kiefernweg 3a, zog dann aber im September 1947 in die Heinrich-Heine-Straße 8, da die Häuser am Heideand für Führungspersonal der Sowjetarmee reserviert wurde. Da Siegfried nicht in die SBZ kommen wollte, die Behörden ihr aber eine Ausreise untersagten, verkaufte sie heimlich Teile des Hausstands, floh mit den Kindern nach West-Berlin und reiste über Bremen mit finanzieller Hilfe der Hebrew Immigrant Aid Society (HIAS) im März 1948 per Schiff nach New York, wo sie 1974 starb. | Hier wohnte EMMA MARCUS geb. Becker Jg. 1904 Ausgegrenzt/Drangsaliert | Emma Marcus                                         | überbaut                     |
| Kirchnerstraße 17 (ehemals Kirchnerstraße 21) ·                                    | 12. Nov. 2024                      | Erich Marcus (1927–1998) Erich Marcus wurde am 1. Juni 1927 in Halle geboren und lebte bis zum Tod der Großmutter in der Hedwigstraße 1, zog dann mit seiner Mutter und seinem Bruder Dieter in die Kirchnerstraße 17 um. Er besuchte die Friedrich-Nietzsche-Oberschule für Jungen, wurde dort als Halbjude von vielen gemieden und beschimpft, war aber u. a. enger mit Hans-Dietrich Genscher befreundet. Mit dem erzwungenen Umzug der Familie in die Huttenstraße wurde Erich auch gezwungen, die Schule abzubrechen. Trotz seiner guten Schulnoten wollte ihn das Arbeitsamt zu einer Lehre als Maurer oder Zimmermann drängen. Seine Mutter brachte ihn im Labor des Zementwerks Nietleben unter, wo er aber im Mai 1944 von der Gestapo abgeholt und in die Normandie deportiert wurde. Dort wurde er einem Arbeitsbataillon der Organisation Todt zur Zwangsarbeit zugewiesen. Vom 10. Mai bis zum 30. September 1944 war er in einem Lager in Mantes inhaftiert und musste nordwestlich von Paris zerstörte Gleisanlagen reparieren. Angesichts des alliierten Vormarsches nutzte er einen Fliegerangriff zur Flucht und konnte sich bis nach Halle durchschlagen, wurde dort aber auf der Straße erkannt und denunziert. Am 1. November 1944 wurde er in das Arbeits- und Erziehungslager Sitzendorf nach Thüringen gebracht. In einer Porzellanfabrik in Unterweißbach musste der 17-jährige schwere körperliche Arbeit für die Troma-Werke leisten. Als die Amerikaner näher rückten, konnte Erich erneut nach Halle fliehen und sich bei seiner Mutter verstecken. Er litt seit dieser Zeit an einem Nervenleiden. Im März 1948 floh er mit seiner Mutter und seinen Brüdern über West-Berlin und Bremen in die USA, wo er Doktor der Chemie wurde und eine Bekanntschaft aus Halle heiratete, die zu ihm umzog. Sie bekamen zwei Kinder. Erich lebte bis 1998 in Charleston. | Hier wohnte ERICH MARCUS Jg. 1927 Zwangsarbeit ‚Organisation Todt‘ Frankreich ‚Arbeitserziehungslager‘ Sitzendorf Geflohen 1945 Versteckt überlebt                              | Erich Marcus                                        | überbaut                     |
| Kirchnerstraße 17 (ehemals Kirchnerstraße 21) ·                                    | 12. Nov. 2024                      | Dieter Marcus (1932–) Dieter Marcus wurde am 21. Mai 1932 in Halle geboren und zog bald darauf mit seiner Mutter und seinem Bruder Dieter in die Kirchnerstraße 17 um. Nach der erzwungenen Flucht seines Vaters verdiente er durch kleinere Aufträge am benachbarten Hauptbahnhof etwas Geld für die Familie dazu. Er war es auch, der 1945 über einen amerikanischen Soldaten den Kontakt zum Vater wiederherstellen konnte. Nach der Flucht aus der Sowjetischen Besatzungszone kam er mit seiner Mutter und den Brüdern über West-Berlin und Bremen in die USA, wo er Diplom-Ingenieur für Elektrotechnik wurde. Seinen Militärdienst für die US Army leistete er in Göppingen ab, wo er seine künftige Frau, eine deutsche Ärztin, kennenlernte. Er lebt in San Diego. | Hier wohnte DIETER MARCUS Jg. 1932 Ausgegrenzt/Drangsaliert | Dieter Marcus                                       | überbaut                     |
| Kirchnerstraße 17 (ehemals Kirchnerstraße 21) ·                                    | 12. Nov. 2024                      | Peter Marcus (1936–) Peter Marcus wurde 1936 in Halle geboren, floh mit seiner Familie nach verschiedenen Adressen in Halle im März 1948 nach New York und entwickelte dort Kristalle, die für digitale Uhren und technische Instrumente benötigt werden. | Hier wohnte PETER MARCUS Jg. 1936 Ausgegrenzt/Drangsaliert | Peter Marcus                                        | überbaut                     |
| Kleine Brauhausstraße 7 ·                                                          | 29. Okt. 2010                      | Edith Mühlbauer (1929–1943) Edith Mühlbauer kam 1926 als Tochter von Mendel und Sala-Ruda Mühlbauer und Zwillingsschwester von Susi Mühlbauer zur Welt. Wahrscheinlich Ende 1937 wanderte die Familie illegal nach Belgien aus und ließ sich 1939 in Antwerpen nieder. Nach der deutschen Besetzung Belgiens wurden Mendel, Sala-Ruda, Edith und Josua Mühlbauer im SS-Sammellager Mechelen interniert und am 31. Juli 1943 ins KZ Auschwitz-Birkenau deportiert, wo sie am 2. August 1943 ermordet wurden. | Hier wohnte EDITH MÜHLBAUER Jg. 1929 Flucht 1937 Belgien interniert Mechelen deportiert 1943 Auschwitz ermordet 2.8.1943                                                        | Edith Mühlbauer                                     | abgerissen                   |
| Kleine Brauhausstraße 7 ·                                                          | 29. Okt. 2010                      | Josua Mühlbauer (1936–1943) Josua Mühlbauer kam 1936 als Sohn von Mendel und Sala-Ruda Mühlbauer zur Welt. Wahrscheinlich Ende 1937 wanderte die Familie illegal nach Belgien aus und ließ sich 1939 in Antwerpen nieder. Nach der deutschen Besetzung Belgiens wurden Mendel, Sala-Ruda, Edith und Josua Mühlbauer im SS-Sammellager Mechelen interniert und am 31. Juli 1943 ins KZ Auschwitz-Birkenau deportiert, wo sie am 2. August 1943 ermordet wurden. | Hier wohnte JOSUA MÜHLBAUER Jg. 1936 Flucht 1937 Belgien interniert Mechelen deportiert 1943 Auschwitz ermordet 2.8.1943                                                        | Josua Mühlbauer                                     | abgerissen                   |
| Kleine Brauhausstraße 7 ·                                                          | 29. Okt. 2010                      | Mendel Mühlbauer (1900–1943) Mendel Mühlbauer stammte aus Halle und arbeitete als Kaufmann. Er heiratete Sala-Ruda Schenkalowski. Wahrscheinlich Ende 1937 wanderte die Familie illegal nach Belgien aus und ließ sich 1939 in Antwerpen nieder. Nach der deutschen Besetzung Belgiens wurden Mendel, Sala-Ruda, Edith und Josua Mühlbauer im SS-Sammellager Mechelen interniert und am 31. Juli 1943 ins KZ Auschwitz-Birkenau deportiert, wo sie am 2. August 1943 ermordet wurden. | Hier wohnte MENDEL MÜHLBAUER Jg. 1900 Flucht 1937 Belgien interniert Mechelen deportiert 1943 Auschwitz ermordet 2.8.1943                                                       | Mendel Mühlbauer                                    | abgerissen                   |
| Kleine Brauhausstraße 7 ·                                                          | 29. Okt. 2010                      | Sala-Ruda Mühlbauer geb. Schenkalowski (1902–1943) Sala-Ruda Schenkalowski stammte aus Paljanice (Kroatien) und heiratete Mendel Mühlbauer. 1926 kamen die Zwillingstöchter Susi und Edith zur Welt, 1936 der Sohn Josua. Wahrscheinlich Ende 1937 wanderte die Familie illegal nach Belgien aus und ließ sich 1939 in Antwerpen nieder. Nach der deutschen Besetzung Belgiens wurden Mendel, Sala-Ruda, Edith und Josua Mühlbauer im SS-Sammellager Mechelen interniert und am 31. Juli 1943 ins KZ Auschwitz-Birkenau deportiert, wo sie am 2. August 1943 ermordet wurden. | Hier wohnte SALA-RUDA MÜHLBAUER geb. Schenkalowski Jg. 1902 Flucht 1937 Belgien interniert Mechelen deportiert 1943 Auschwitz ermordet 2.8.1943                                 | Sala-Ruda Mühlbauer geb. Schenkalowski              | abgerissen                   |
| Kleine Brauhausstraße 7 ·                                                          | 29. Okt. 2010                      | Susi Mühlbauer (1929–1946) Susi Mühlbauer kam 1926 als Tochter von Mendel und Sala-Ruda Mühlbauer und Zwillingsschwester von Edith Mühlbauer zur Welt. Wahrscheinlich Ende 1937 wanderte die Familie illegal nach Belgien aus und ließ sich 1939 in Antwerpen nieder. Nach der deutschen Besetzung Belgiens konnte sie sich in einem Kloster verstecken. Nach dem Krieg wanderte sie nach Palästina aus, starb dort aber bereits 1946 im Alter von 17 Jahren. | Hier wohnte SUSI MÜHLBAUER Jg. 1929 Flucht 1937 Belgien versteckt in einem Kloster befreit tot 1946 in Palästina                                                                | Susi Mühlbauer                                      | abgerissen                   |
| Kleine Gosenstraße 6 ·                                                             | 6. Nov. 2023                       | Emil Lange (1891–1945) Emil Lange wurde nach 6. Klasse zum Dreher ausgebildet, trat bereits mit 16 Jahren in den Deutschen Metallarbeiter-Verband (DMV) ein und wurde SPD-Mitglied. 1922 war er bereits Betriebsratsvorsitzender. Er wurde zudem Schöffe, Kassierer beim DMV und der SPD, 2. Vorsitzender der halleschen SPD, einer der Treuhänder des Volksparks sowie 1929 in die hallesche Stadtverordnetenversammlung gewählt. Mit der Machtergreifung der Nationalsozialisten und dem Verbot der SPD verlor er 1933 alle seine Ämter und wurde schließlich am 22. August 1944 im Rahmen der Aktion Gitter am Arbeitsplatz verhaftet. Lange kam in eine hallesche Haftanstalt und von dort in das KZ Sachsenhausen. Von dort aus konnte er noch bis zum 7. Januar 1945 Briefe schreiben. | Hier wohnte EMIL LANGE Jg.1891 verhaftet 22.8.1944 ‚Aktion Gewitter‘ KZ Sachsenhausen ermordet                                                                                  | Emil Lange                                          |                              |
| Kleine Klausstraße 3 (ehemals 7) ·                                                 | 12. Dez. 2006                      | Gertrud Lichtenstein (1903–1943) Gertrud Lichtenstein war die Tochter von Lena und Jacob Lichtenstein. Nachdem die Familie 1938 ihr letztes Geschäft schließen mussten, emigrierte zunächst Gertrud Lichtenstein im April 1939 nach Belgien. Ihre Mutter und ihre Schwester folgten im Mai/Juni. Nach der deutschen Besetzung Belgiens wurden Gertrud Lichtenstein, ihre Schwester und ihr Schwager im SS-Sammellager Mechelen interniert und am 19. April 1943 ins KZ Auschwitz-Birkenau deportiert, wo sie am 22. April 1943 ermordet wurden. | Hier wohnte GERTRUD LICHTENSTEIN Jg. 1903 Flucht 1939 Belgien deportiert 1943 ermordet in Auschwitz                                                                             | Gertrud Lichtenstein                                | Kleine Klausstraße 3         |
| Kleine Klausstraße 3 (ehemals 7) ·                                                 | 12. Dez. 2006                      | Lena Lichtenstein (1865–?) Lena Lichtenstein betrieb zusammen mit ihrem Mann Jacob ein Hutgeschäft. Das Ehepaar hatte zwei Söhne namens Heinrich und Siegfried sowie zwei Töchter namens Henny und Gertrud. Heinrich Lichtenstein betrieb eine Tuchhandlung, Siegfried und Gertrud Lichtenstein zusammen eine Pelzwarenhandlung. Jacob Lichtenstein starb 1933, seine Frau führte das Hutgeschäft noch bis 1935. 1936 flohen Siegfried und Heinrich Lichtenstein zunächst nach Prag. 1938 emigrierte Siegfried nach Paris, Heinrich 1939 nach England. Lena und Henny Lichtenstein folgten im Mai/Juni 1939 der bereits vorher nach Belgien geflüchteten Gertrud Lichtenstein. Lena Lichtenstein starb wahrscheinlich wenig später. | Hier wohnte LENA LICHTENSTEIN Jg. 1865 Flucht 1939 Belgien ? | Lena Lichtenstein                                   | Kleine Klausstraße 3         |
| Kleine Klausstraße 3 (ehemals 7) ·                                                 | 12. Dez. 2006                      | Henny Wachter geb. Lichtenstein (1899–1943) Henny Wachter geb. Lichtenstein war die Tochter von Lena und Jacob Lichtenstein. Sie arbeitete im elterlichen Geschäft und im Haushalt. Nachdem die Familie 1938 ihr letztes Geschäft schließen mussten, folgten sie und ihre Mutter im Mai/Juni 1939 der bereits vorher nach Belgien geflüchteten Gertrud Lichtenstein. In Belgien heiratete Henny Lichtenstein den Kölner Kaufmann Abraham Wachter. Nach der deutschen Besetzung Belgiens wurden sie, ihr Mann und ihre Schwester im SS-Sammellager Mechelen interniert und am 19. April 1943 ins KZ Auschwitz-Birkenau deportiert, wo sie am 22. April 1943 ermordet wurden. | Hier wohnte HENNY WACHTER geb. Lichtenstein Jg. 1899 Flucht 1939 Belgien deportiert 1943 ermordet in Auschwitz                                                                  | Henny Wachter geb. Lichtenstein                     | Kleine Klausstraße 3         |
| Kleine Märkerstraße 3 ·                                                            | 9. Juni 2012                       | Johann Hanselmann (1892–1942) Johann Hanselmann entstammte einer Bauernfamilie aus Frankenberg und arbeitete dort als Schmied, Schlosser und Imker. Während eines Lazarettaufenthalts im Ersten Weltkrieg kam er in Kontakt mit der Religionsgemeinschaft der Siebenten-Tags-Adventisten. Seit 1928 war er als Priester und Vorsteher der „Ostdeutschen Vereinigung der Gemeinschaft der Siebenten-Tags-Adventisten (Reformationsbewegung)“ tätig. Er war verheiratet und hatte zwei Kinder. Aufgrund seiner Religionszugehörigkeit wurde Hanselmann im September 1936 verhaftet und verbüßte bis Oktober 1937 eine Haftstrafe in Dresden. Danach arbeitete er als Handelsvertreter. Sein letzter Wohnort war Mühringen. Am 24. Oktober 1940 wurde er in Halle zu einer erneuten anderthalbjährigen Gefängnisstrafe verurteilt. Noch vor dem vorgesehenen Haftende wurde Hanselmann im Dezember 1941 ins KZ Sachsenhausen überführt, wo er am 13. Mai 1942 verstarb. Als offizielle Todesursache wurde Ruhr angegeben. Sein Stolperstein wurde vor dem Gemeindehaus der Adventsgemeinde Halle verlegt. | JOHANN HANSELMANN Reform-Adventist Jg. 1892 verhaftet 1940 KZ Sachsenhausen tot 13.5.1942                                                                                       | Johann Hanselmann                                   | Kleine Märkerstraße 3        |
| Kleine Ulrichstraße 8 ·                                                            | 14. Dez. 2007                      | Erna Hummel (1901–1940) Erna Hummel und ihre Brüder stammten aus ärmlichen Verhältnissen. Ihr Vater Friedrich Hummel war Lumpenhändler und hatte mit seiner Frau noch vier weitere Kinder. Die Mutter verstarb früh. Erna Hummel wurde im Alter von 18 Jahren in die Landesheilanstalt Altscherbitz eingewiesen. Im Rahmen der „Aktion T4“ wurde sie in die Tötungsanstalt Bernburg verlegt und mit Gas ermordet. Im offiziellen Totenschein wurde ein gefälschtes Todesdatum und ein gefälschter Todesort angegeben. | Hier wohnte ERNA HUMMEL Jg. 1901 aus Landesheilanstalt Altscherbitz am 6.12.1940 nach ‘Heilanstalt’ Bernburg ermordet 6.12.1940                                                 | Erna Hummel                                         | überbaut                     |
| Kleine Ulrichstraße 8 ·                                                            | 14. Dez. 2007                      | Kurt Hummel (1906–1940) Kurt Hummel wurde im Alter von 25 Jahren in die Landesheilanstalt Altscherbitz eingewiesen. Bei ihm wurde „angeborener Schwachsinn“ und Schizophrenie im Endzustand diagnostiziert. Im Rahmen der „Aktion T4“ wurde er im Oktober 1940 in die Tötungsanstalt Brandenburg verlegt und mit Gas ermordet. Im offiziellen Totenschein wurde ein gefälschtes Todesdatum und ein gefälschter Todesort angegeben. | Hier wohnte KURT HUMMEL Jg. 1906 aus Landesheilanstalt Altscherbitz am 23.10.1940 nach ‘Pflegeanstalt’ Brandenburg ermordet 23.10.1940                                          | Kurt Hummel                                         | überbaut                     |
| Kleine Ulrichstraße 8 ·                                                            | 14. Dez. 2007                      | Otto Hummel (1903–1940) Otto Hummel wurde im Alter von 25 Jahren in die Landesheilanstalt Altscherbitz eingewiesen. Bei ihm wurde „hochgradiger Schwachsinn mit Neigung zu antisozialen Handlungen“ diagnostiziert. Im Rahmen der „Aktion T4“ wurde er im Juni 1940 in die Tötungsanstalt Brandenburg verlegt und mit Gas ermordet. Im offiziellen Totenschein wurde ein gefälschtes Todesdatum und ein gefälschter Todesort angegeben. | Hier wohnte OTTO HUMMEL Jg. 1903 aus Landesheilanstalt Altscherbitz am 1.6.1940 nach ‘Pflegeanstalt’ Brandenburg ermordet 1.6.1940                                              | Otto Hummel                                         | überbaut                     |
| Kleine Ulrichstraße 31 ·                                                           | 26. Sep. 2013                      | Ernst Grünberger (1899–1943) Ernst Grünberger wurde in Zabrze geboren und arbeitete in Halle als Kaufmann. Er und seine Frau Nelly planten eine Auswanderung nach Palästina und absolvierten dafür im Zuge der Hachschara eine landwirtschaftliche Ausbildung im brandenburgischen Neuendorf. Ihre Auswanderungspläne konnten sie allerdings nicht verwirklichen. Um 1941 wurden sie in einem KZ-Außenlager nahe Wulkow bei Hangelsberg interniert, wo sie als Land- und Forstarbeiter Zwangsarbeit verrichten mussten. Am 19. April 1943 wurden beide von Berlin aus ins KZ Auschwitz deportiert, wo sie später den Tod fanden. | Hier wohnte ERNST GRÜNBERGER Jg. 1899 deportiert 1943 ermordet in Auschwitz | Ernst Grünberger                                    | Kleine Ulrichstraße 31       |
| Kleine Ulrichstraße 31 ·                                                           | 26. Sep. 2013                      | Nelly Grünberger geb. Hecht (1906–1943) Nelly Grünberger geb. Hecht stammte aus Königshütte Ober-Schlesien. Um 1941 wurden sie und ihr Mann in einem KZ-Außenlager nahe Wulkow bei Hangelsberg interniert. Am 19. April 1943 wurden beide ins KZ Auschwitz deportiert, wo sie später den Tod fanden. | Hier wohnte NELLY GRÜNBERGER geb. Hecht Jg. 1906 deportiert 1943 ermordet in Auschwitz                                                                                          | Nelly Grünberger geb. Hecht                         | Kleine Ulrichstraße 31       |
| Kleine Ulrichstraße 38 (ehemals 37) ·                                              | 4. Apr. 2006                       | Alfred Willi Tilke (1899–1940) Alfred Willi Tilke stammte aus Alt Jäschwitz in Niederschlesien und war Mitglied der Glaubensgemeinschaft der Zeugen Jehovas. Er war verheiratet und hatte einen Sohn. Aufgrund seiner Religionszugehörigkeit wurde er im Mai 1937 mit 22 Glaubensgenossen verurteilt und musste eine zweijährige Gefängnisstrafe absitzen. Nach deren Verbüßung wurde er ins KZ Neuengamme deportiert, wo er am 9. April 1940 starb. | Hier wohnte ALFRED WILLI TILKE Zeuge Jehovas Jg. 1899 verhaftet 1937 KZ Neuengamme ermordet 9.4.1940                                                                            | Alfred Willi Tilke                                  | überbaut                     |
| Kohlschütterstraße 6 ·                                                             | 29. Mai 2007                       | Eduard Oppenheim (1879–1942) Eduard Oppenheim stammte aus Velmede. Er und seine Frau Erna hatten zwei Söhne, die nach England bzw. in die Vereinigten Staaten emigrierten und eine Tochter, die 1937 starb. Eduard Oppenheim betrieb in Halle einen Großhandel für landwirtschaftliche Produkte. Nachdem er seinen Beruf nicht mehr ausüben durfte, wurde er zur Zwangsarbeit verpflichtet. Ihre Wohnung in der Kohlschütterstraße mussten die Oppenheims aufgeben und in ein „Judenhaus“ in der Hindenburgstraße 63 (heute überbaut) umziehen. Am 1. Juni 1942 wurde das Ehepaar gemeinsam mit Eduards Bruder Georg, dessen Frau Frieda und deren beiden Töchtern (siehe Magdeburger Straße 28) deportiert und zwei Tage später im Vernichtungslager Sobibor ermordet. | Hier wohnte EDUARD OPPENHEIM Jg. 1879 deportiert 1942 Sobibor ermordet 3.6.1942                                                                                                 | Eduard Oppenheim                                    | Kohlschütterstraße 6         |
| Kohlschütterstraße 6 ·                                                             | 29. Mai 2007                       | Erna Oppenheim geb. Baum (1891–1942) Erna Oppenheim geb. Baum stammte aus Dortmund. Sie und ihr Mann mussten in ein „Judenhaus“ in der Hindenburgstraße 63 (heute überbaut) umziehen. Am 1. Juni 1942 wurde das Ehepaar deportiert und zwei Tage später im Vernichtungslager Sobibor ermordet. | Hier wohnte ERNA OPPENHEIM geb. Baum Jg. 1891 deportiert 1942 Sobibor ermordet 3.6.1942                                                                                         | Erna Oppenheim geb. Baum                            | Kohlschütterstraße 6         |
| Kohlschütterstraße 7/8 ·                                                           | 29. Mai 2007                       | Frieda Redelmeyer geb. Apfel (1890–1942) Frieda Redelmeyer stammte aus Bebra. Sie war verheiratet mit dem Getreide- und Futtermittel-Kaufmann Moritz Redelmeyer, der am 4. Februar 1937 starb. Das Paar hatte zwei Töchter, die in die Vereinigten Staaten emigrierten. Ihre Wohnung in der Kohlschütterstraße musste Frieda Redelmeyer aufgeben und in ein „Judenhaus“ in der Hindenburgstraße 34 (heute Magdeburger Straße 7) umziehen. Am 1. Juni 1942 wurde Frieda Redelmeyer deportiert und zwei Tage später im Vernichtungslager Sobibor ermordet. | Hier wohnte FRIEDA REDELMEYER geb. Apfel Jg. 1890 deportiert 1942 Sobibor ermordet 3.6.1942                                                                                     | Frieda Redelmeyer geb. Apfel                        | Kohlschütterstraße 7         |
| Körnerstraße 26 ·                                                                  | 17. Mai 2008                       | Frieda Göhre geb. Tölzing (1903–1940) Frieda Tölzing stammte aus Halle und war bereits seit früher Kindheit gesundheitlich angeschlagen. Nach dem Schulabschluss absolvierte sie eine Schneiderlehre. 1931 heiratete sie den Schlosser Otto Göhre und brachte ein Kind zur Welt. Nach Otto Göhres Tod heiratete sie erneut. 1934 erkrankte sie an paranoider Schizophrenie und wurde daraufhin nach Zwischenaufenthalten in anderen Kliniken schließlich im Mai 1935 in die Landesheilanstalt Altscherbitz eingewiesen. Am 6. Dezember 1940 wurde sie in die Tötungsanstalt Bernburg verlegt, wo sie im Rahmen der Aktion T4 noch am selben Tag ermordet wurde. | Hier wohnte FRIEDA GÖHRE Jg. 1903 aus ‘Landesheilanstalt’ Altscherbitz am 6.2.1940 nach ‘Heilanstalt’ Bernburg ermordet 6.12.1940                                               | Frieda Göhre geb. Tölzing                           | Körnerstraße 26              |
| Krausenstraße 10 ·                                                                 | 10. Nov. 2015                      | Charlotte Stempel (1894–1940) Charlotte Stempel kam als Tochter von Rosa Stempel zur Welt. Am 25. Mai 1939 gelang ihr die Flucht nach Shanghai, wo sie sich am 1. August 1940 das Leben nahm. | Hier wohnte CHARLOTTE STEMPEL Jg. 1894 Emigration 25.4.1939 Shanghai Flucht in den Tod 1.8.1940                                                                                 |                                                     | abgerissen                   |
| Krausenstraße 10 ·                                                                 | 10. Nov. 2015                      | Rosa Stempel geb. Cerf (1867–1942) Rosa Stempel stammte aus Aken (Elbe). Am 19. September 1942 wurde sie nach Theresienstadt deportiert, wo sie bereits am 8. Oktober den Tod fand. | Hier wohnte ROSA STEMPEL geb. Cerf Jg. 1867 deportiert 19.9.1942 Theresienstadt tot 8.10.1942                                                                                   |                                                     | abgerissen                   |
| Krausenstraße 10 ·                                                                 | 10. Nov. 2015                      | Siegfried Stempel (1888–1940) Siegfried Stempel wurde in Halle als Sohn von Rosa Stempel geboren. Am 5. Juni 1938 wurde er erstmals ins KZ Buchenwald eingeliefert. Am 9. August 1938 wurde er in Halle „wegen Beleidigung und groben Unfugs“ zu drei Monaten Haft verurteilt, da er einen Nichtjuden mit dem Hitlergruß begrüßt hatte. Anschließend saß er erneut im KZ Buchenwald ein. Am 23. April 1940 wurde er in Dresden „wegen täuschender Reklame“ zu vier Monaten Haft verurteilt, weil er verschwiegen hatte, dass er eine jüdische Firma vertrat. Spätestens am 7. September 1940 wurde er zum dritten Mal ins KZ Buchenwald eingeliefert, wo er am 18. September 1940 starb. | Hier wohnte SIEGFRIED STEMPEL Jg. 1888 ab 1938 mehrfach inhaftiert KZ Buchenwald tot 18.9.1940                                                                                  |                                                     | abgerissen                   |
| Lafontainestraße 4 ·                                                               | 3. Nov. 2012                       | Leo Schönbach (1892–1945) Leo Schönbach wurde in Leipzig geboren. Die Familie zog später nach Halle, wo sein Vater Schaul Hersch gen. Hermann Schönbach ein Geschäft für Haus- und Küchengeräte betrieb. Leo Schönbachs Vater starb 1928, sein Bruder Jakob übernahm das Geschäft. Leo Schönbach erhielt am Konservatorium Leipzig eine Musikausbildung und spielte anschließend als Solocellist am Herzoglichen Hoftheater in Altenburg. 1917–1920 arbeitete er als Chordirektor und 1920–1924 als Solorepetitor und Kapellmeister in Halle. Danach arbeitete er als freischaffender Musiker und Musiklehrer, bis er 1935 Auftrittsverbot für deutsche Bühnen erhielt. Fortan bestritt er seinen Lebensunterhalt durch Auftritte, die durch den Kulturbund Deutscher Juden organisiert wurden. 1938 wurden die Schönbachs aufgefordert, Deutschland umgehend zu verlassen. Leo Schönbach und sein Bruder Jakob emigrierten am 11. März 1939 nach Shanghai, ihre Schwester Regina sowie Jakobs Familie folgten wenig später. In Shanghai starb Leo Schönbach am 4. Februar 1945 an einem Schlaganfall. Sein Bruder kehrte nach dem Krieg mit seiner Familie nach Halle zurück, seine Schwester emigrierte in die Vereinigten Staaten. | Hier wohnte LEO SCHÖNBACH Jg. 1892 Flucht 1939 Shanghai tot 4.2.1945 | Leo Schönbach                                       | Lafontainestraße 4           |
| Lafontainestraße 5 ·                                                               | 25./26. Okt. 2004                  | Edmund Aronsohn (1871–1939) Der aus Graudenz stammende Edmund Aronsohn arbeitete in Halle als Rechtsanwalt und Notar. Mit seiner Frau Fanny hatte er zwei Söhne. Edmund Aronsohn starb am 26. Januar 1939. | Hier wohnte EDMUND ARONSOHN Jg.? tot 27.1.1939 | Edmund Aronsohn                                     | Lafontainestraße 5           |
| Lafontainestraße 5 ·                                                               | 25./26. Okt. 2004                  | Fanny Aronsohn geb. Rosenthal (1883–1942) Fanny Aronsohn geb. Rosenthal stammte aus Wetzlar. Sie musste nach dem Tod ihres Mannes die Wohnung in der Lafontainestraße verlassen und in ein „Judenhaus“ in der Königstraße 62 (heute Rudolf-Ernst-Weise-Straße 20) ziehen. Am 1. Juni 1942 wurde sie deportiert und zwei Tage später im Vernichtungslager Sobibor ermordet. | Hier wohnte FANNY ARONSOHN geb. Rosenthal Jg. 1883 deportiert 1942 Sobibor ermordet 3.6.1942                                                                                    | Fanny Aronsohn geb. Rosenthal                       | Lafontainestraße 5           |
| Lafontainestraße 5 ·                                                               | 25./26. Okt. 2004                  | Oskar Aronsohn (1914–1942) Edmund und Fanny Aronsohns Sohn Oskar war mindestens seit 1938 Patient in der jüdischen Heilanstalt Bendorf-Sayn. Am 15. Juni 1942 wurde auch er nach Sobibor deportiert und ermordet. Vorname und Schicksal des zweiten Sohnes der Aronsohns sind unbekannt. | Hier wohnte OSKAR ARONSOHN Jg. 1916 Heilanstalt Bendorf-Sayn deportiert 1942 ermordet in Sobibor                                                                                | Oskar Aronsohn                                      | Lafontainestraße 5           |
| Lafontainestraße 10 ·                                                              | 3. Nov. 2012                       | Richard Hesse (1896–1984) Richard Hesse kam als jüngstes von drei Kindern eines Textilhändler-Paares in Bleicherode zur Welt. Seine Schwester Margarete starb im Alter von 19 Jahren, sein Bruder Walter fiel im Ersten Weltkrieg. 1915 begann Richard Hesse ein Jurastudium in Frankfurt am Main, meldete sich dann aber freiwillig zum Kriegsdienst und setzte das Studium nach Kriegsende fort. 1926 eröffnete er in Halle eine Anwaltspraxis. 1930 erfolgte die Hochzeit mit Elisabeth Kubenka. Seit 1934 besaßen sie eine Wohnung in der Blumenthalstraße 18 (heute Adolf-von-Harnack-Straße). Aufgrund seiner jüdischen Abstammung hatte er seit 1933 Berufsverbot, arbeitete aber noch bis 1938 ehrenamtlich für die Jüdische Gemeinde Halle. Nach der Reichspogromnacht sollte er am 10. November 1938 verhaftet werden, befand sich zu dieser Zeit aber nicht in seinem Wohnhaus. Ab 1939 leitete er die Leipziger „Beratungsstelle des Hilfsvereins der Juden in Deutschland“, bis diese 1942 geschlossen wurde. Danach wurden er und seine nichtjüdische Frau in Halle zur Zwangsarbeit verpflichtet. Sie mussten ihre Wohnung aufgeben und in das zum „Judenhaus“ erklärte Haus Harz 48 umziehen. Ab Juni 1943 musste Richard Hesse auf Weisung der Gestapo die Arbeit als „Vertrauensmann der Rest-Reichsvereinigung der Juden in Deutschland“ für Halle und im Regierungsbezirk Merseburg. Im Februar 1945 wurde er gemeinsam mit den letzten halleschen Juden ins Ghetto Theresienstadt deportiert. Er überlebte und kehrte im Juni 1945 nach Halle zurück. Mit seiner Frau bezog er eine Wohnung in der Lafontainestraße 10. Er eröffnete erneut eine Anwaltskanzlei, wurde Leiter der Abteilung für jüdische Angelegenheiten im Wiedergutmachungswerk und trat der LDP und dem FDGB bei. Aufgrund einer Verleumdung wegen angeblichen Verrats hallescher Juden an die Gestapo wurde er aber bereits im Januar 1946 vom NKWD verhaftet und zunächst im sowjetischen Speziallager Nr. 8 in Torgau inhaftiert. Gegen Jahresende wurde er ins sowjetische Speziallager Nr. 2 (das ehemalige KZ Buchenwald) verlegt. Gegen Jahresende wurde er ins KZ Buchenwald verlegt. Nach dessen Auflösung kam er am 14. Februar 1950 ins Zuchthaus Waldheim, wo er im Rahmen der berüchtigten „Waldheimer Prozesse“ zu 18 Jahren Zuchthaus verurteilt wurde, obwohl alle von der Polizei befragten Überlebenden die Vorwürfe dementierten. Nach Stalins Tod wurde er am 11. Juli 1954 begnadigt. Seine späteren Anträge auf Rehabilitierung blieben unbeantwortet. Er arbeitete daraufhin in Halle als Ökonom. Zwei Wochen nach dem Tod seiner Frau nahm er sich am 7. September 1984 selbst das Leben. Am 27. April 2009 erklärte die Rehabilitierungskammer des Landgerichts Chemnitz die Verurteilung von Richard Hesse im Jahr 1950 für rechtsstaatswidrig und seine Inhaftierung für Unrecht. | Hier wohnte RICHARD HESSE Jg. 1896 deportiert Feb. 1945 Theresienstadt befreit 1946 verhaftet vom NKWD Buchenwald, Torgau Waldheim, Bautzen 1954 entlassen                      | Richard Hesse                                       | Lafontainestraße 10          |
| Lafontainestraße 23 ·                                                              | 4. Apr. 2006                       | Marie Fürth geb. Amann (1881–1942) Marie Fürth stammte aus Prag und war zum evangelischen Glauben übergetreten. Sie war mit dem Chemie-Ingenieur Arthur Fürth verheiratet, der 1934 in Halle starb. 1918 wurde der gemeinsame Sohn Georg geboren, der 1936 nach England emigrierte. Marie Fürth musste ihre Wohnung in der Lafontainestraße aufgeben und ins „Judenhaus“ Harz 48 umziehen. Am 1. Juni 1942 wurde sie deportiert und zwei Tage später im Vernichtungslager Sobibor ermordet. | Hier wohnte MARIE FÜRTH geb. Amann Jg. 1881 deportiert 1942 KZ Sobibor ermordet 3.6.1942                                                                                        | Marie Fürth geb. Amann                              | Lafontainestraße 23          |
| Landrain 144 ·                                                                     | 15. Okt. 2011                      | Paul Elkan (1899–1942) Paul Elkan wurde in Halle geboren und arbeitete hier als Kaufmann. Er war verheiratet mit der Nichtjüdin Charlotte geb. Liebau. 1923 wurde die Tochter Ruth, 1927 die Tochter Edith geboren. Nach der Scheidung der Ehe blieb Ruth bei ihrer Mutter und Edith bei ihrem Vater. Paul und Edith Elkan mussten ihre Wohnung später verlassen und in ein Judenhaus in der Forsterstraße 13 umziehen. Paul Elkan arbeitete zuletzt als Angestellter in einem vermeintlichen jüdischen Altersheim in der Boelckestraße 24 (heute Dessauer Straße). Am 1. Juni 1942 wurde er gemeinsam mit dessen Bewohnern deportiert. Während die meisten anderen Insassen des Transports weiter ins Vernichtungslager Sobibor gebracht und dort ermordet wurden, wurde Paul Elkan zum Arbeitsdienst ins KZ Majdanek eingewiesen. Dort starb er am 17. September 1942. | Hier wohnte PAUL ELKAN Jg. 1899 deportiert 1942 Majdanek tot 27.9.1942 | Paul Elkan                                          | Landrain 144                 |
| Landsberger Straße 65 ·                                                            | 11. Okt. 2014                      | Anna Brilling geb. Bennigsohn (1874–1944) Anna Brilling geb. Benningsohn stammte aus Wystiten. Sie und ihr Mann Max hatten zwei Söhne namens Bruno und Julius. In Halle betrieb das Ehepaar eine Pferdehandlung. Später übersiedelten sie nach Berlin. Am 26. August 1942 wurden sie ins Ghetto Theresienstadt und am 16. Mai 1944 ins KZ Auschwitz-Birkenau deportiert, wo sie zu Tode kamen. Ihrem Sohn Julius gelang die Flucht aus Deutschland. | Hier wohnte ANNA BRILLING geb. Benningsohn Jg. 1874 deportiert 1942 Theresienstadt 1944 Auschwitz ermordet                                                                      | Anna Brilling geb. Benningsohn                      | Landsberger Straße 65        |
| Landsberger Straße 65 ·                                                            | 11. Okt. 2014                      | Bruno Brilling (1905–1942) Bruno Brilling kam in Norutschatschen als Sohn von Max und Anna Brilling zur Welt. In Halle arbeitete er als Textilhändler. Bruno Brilling und seine Frau Regina wanderten am 6. Januar 1939 nach Bressoux (Belgien) aus. In Frankreich wurden sie später im Camp des Milles interniert. Über das Camp de Gurs und das Sammellager Drancy gelangten sie am 14. August 1942 ins KZ Auschwitz-Birkenau, wo Bruno Brilling am 7. September 1942 starb. | Hier wohnte BRUNO BRILLING Jg. 1905 Flucht 1939 Belgien/Frankreich interniert deportiert 1942 Auschwitz ermordet 7.9.1942                                                       | Bruno Brilling                                      | Landsberger Straße 65        |
| Landsberger Straße 65 ·                                                            | 11. Okt. 2014                      | Max Brilling (1873–1944) Max Brilling stammte aus Luschen (Gumbinnen). Er und seine Frau Anna betrieben in Halle eine Pferdehandlung. Später übersiedelten sie nach Berlin. Am 26. August 1942 wurden sie ins Ghetto Theresienstadt und am 16. Mai 1944 ins KZ Auschwitz-Birkenau deportiert, wo sie zu Tode kamen. | Hier wohnte MAX BRILLING Jg. 1873 deportiert 1942 Theresienstadt 1944 Auschwitz ermordet                                                                                        | Max Brilling                                        | Landsberger Straße 65        |
| Landsberger Straße 65 ·                                                            | 11. Okt. 2014                      | Regina Brilling geb. Mayer (1910–1942) Regina Mayer stammte aus Wiesbaden und heiratete in Halle Bruno Brilling. Am 6. Januar 1939 wanderten beide nach Bressoux (Belgien) aus. In Frankreich wurden sie später im Camp des Milles interniert. Über das Camp de Gurs und das Sammellager Drancy gelangten sie am 14. August 1942 ins KZ Auschwitz-Birkenau, wo Regina Brilling am 13. September 1942 starb. | Hier wohnte REGINA BRILLING geb. Mayer Jg. 1910 Flucht 1939 Frankreich interniert deportiert 1942 Auschwitz ermordet 13.9.1942                                                  | Regina Brilling geb. Mayer                          | Landsberger Straße 65        |
| Landsberger Straße 65 ·                                                            | 21. Okt. 2022                      | Lieselotte Brilling (1931–1982) Lieselotte Brilling wurde als Tochter von Bruno und Regina in Gumbinnen geboren. Die Familie zog bald darauf nach Halle und floh 1939 nach Belgien, wo sie allerdings verhaftet wurden. Wie Lieselotte gerettet werden konnte, ist nicht bekannt. Sie konnte am 9. Januar 1943 mit der Serpa Pinto in die USA gebracht werden, wo sie am 27. Januar 1943 in Philadelphia ankam. Laut ihrer Papieren hatte sie sich zuvor zuletzt in Marseille aufgehalten. Ende der 1940er Jahr kam sie zu ihrem Onkel Hugo Brilling und dessen Familie nach Spokane. Später arbeitete sie in einem Bekleidungsunternehmen, heiratete Morris Samuel Fishback (1928–1999) und bekam zwei Kinder. Sie starb 1982 in New Jersey. | Hier wohnte LIESELOTTE BRILLING verh. Fishback Jg. 1931 Flucht 1939 Belgien / Frankreich versteckt gelebt Flucht 1943 USA                                                       |                                                     | Landsberger Straße 65        |
| Landsberger Straße 67 ·                                                            | 11. Okt. 2014                      | Max Buchsbaum (1880–1944) Max Buchsbaum stammte aus Wüstensachsen und war mit Meta geb. Abraham verheiratet. In Wüstensachsen kamen die beiden Söhne Alfred und Walther zur Welt. In Halle betrieb Max Buchsbaum ein Strickwarengeschäft. Ihre Wohnung in der Landsberger Straße musste das Ehepaar Buchsbaum aufgeben und in die Königsstraße 18 umziehen. Am 19. September 1942 wurden sie ins Ghetto Theresienstadt und am 9. Oktober 1944 ins KZ Auschwitz-Birkenau deportiert, wo sie zu Tode kamen. Ihren beiden Söhnen gelang 1938 und 1939 die Emigration in die Vereinigten Staaten. | Hier wohnte MAX BUCHSBAUM Jg. 1880 deportiert 1942 Theresienstadt 1944 Auschwitz ermordet                                                                                       | Max Buchsbaum                                       | Landsberger Straße 67        |
| Landsberger Straße 67 ·                                                            | 11. Okt. 2014                      | Meta Buchsbaum geb. Abraham (1883–1944) Meta Buchsbaum geb. Abraham stammte aus Schenklengsfeld. Sie und ihr Mann Max mussten die gemeinsame Wohnung in der Landsberger Straße aufgeben und in die Königsstraße 18 umziehen. Am 19. September 1942 wurden sie ins Ghetto Theresienstadt und am 9. Oktober 1944 ins KZ Auschwitz-Birkenau deportiert, wo sie zu Tode kamen. | Hier wohnte META BUCHSBAUM Jg. 1883 deportiert 1942 Theresienstadt 1944 Auschwitz ermordet                                                                                      | Meta Buchsbaum geb. Abraham                         | Landsberger Straße 67        |
| Laurentiusstraße 9 ·                                                               | 4. Apr. 2006                       | Emilie Bilski geb. Calvary (1873–1943) Emilie geb. Calvary stammte aus Posen und arbeitete als Rendantin. In Posen heiratete sie den Kaufmann Berthold Bilski. Ihre Tochter Rose starb bereits mit 13 Jahren. Ihr Sohn Friedrich arbeitete in München als Arzt und emigrierte 1939 mit seiner Familie nach Palästina. In Halle arbeitete auch Emilie Bilskis zweiter Sohn Theodor als Arzt. Er emigrierte 1939 mit seiner Familie in die Vereinigten Staaten. Emilie Bilski musste ihre Wohnung in der Laurentiusstraße aufgeben und in ein vermeintliches Altersheim in der Boelckestraße 24 (heute Dessauer Straße) umziehen. Am 27. Februar 1943 wurde sie ins Ghetto Theresienstadt deportiert, wo sie am 1. September 1943 starb. | Hier wohnte EMILIE BILSKY geb. Calvary Jg. 1873 deportiert 1943 Theresienstadt tot 1.6.1943                                                                                     | Emilie Bilsky geb. Calvary                          | Laurentiusstraße 9           |
| Leipziger Straße 4 ·                                                               | 6. Mai 2004 bzw. 25./26. Okt. 2004 | Helena Wenzymer (1925–1940) Helena Wenzymer war die Tochter von Salomon und Sofia Wenzymer. Im Rahmen der „Polenaktion“ wurde sie mit ihrer Mutter und ihrem Bruder Siegfried am 29. Oktober 1938 über die polnische Grenze getrieben. Die Familie ließ sich in Mlawa nieder, wo Helena Wenzymer 1940 zu Tode kam. Die vier ursprünglich am 6. Mai 2004 in der Leipziger Straße verlegten Steine wurde kurz nach ihrer Verlegung von Unbekannten entfernt. Im Oktober 2004 wurden sie durch neue Steine ersetzt. | Hier wohnte HELENA WENZYMER Jg. 1925 ausgewiesen 1938 Polen tot 1940 in Mlawa                                                                                                   | Helena Wenzymer                                     | Leipziger Straße 4           |
| Leipziger Straße 4 ·                                                               | 6. Mai 2004 bzw. 25./26. Okt. 2004 | Rosa Wenzymer (1919–1942) Rosa Wenzymer war die Tochter von Salomon und Sofia Wenzymer. Im Rahmen der „Polenaktion“ wurden ihre Mutter und ihre Geschwister am 29. Oktober 1938 über die polnische Grenze getrieben. Rosa Wenzymer hielt sich zu dieser Zeit nicht bei ihrer Familie auf und musste später nachreisen. Die Familie ließ sich in Mlawa nieder, wo Rosa Wenzymer 1942 den Tod fand. Die vier ursprünglich am 6. Mai 2004 in der Leipziger Straße verlegten Steine wurde kurz nach ihrer Verlegung von Unbekannten entfernt. Im Oktober 2004 wurden sie durch neue Steine ersetzt. | Hier wohnte ROSA WENZYMER Jg. 1919 ausgewiesen 1938 Polen tot 1942 in Mlawa | Rosa Wenzymer                                       | Leipziger Straße 4           |
| Leipziger Straße 4 ·                                                               | 6. Mai 2004 bzw. 25./26. Okt. 2004 | Siegfried Wenzymer (1935–1943) Siegfried Wenzymer war der Sohn von Salomon und Sofia Wenzymer. Im Rahmen der „Polenaktion“ wurde er mit seiner Mutter und seiner Schwester Helena am 29. Oktober 1938 über die polnische Grenze getrieben. Die Familie ließ sich in Mlawa nieder, wo Siegfried Wenzymer 1943 zu Tode kam. Die vier ursprünglich am 6. Mai 2004 in der Leipziger Straße verlegten Steine wurde kurz nach ihrer Verlegung von Unbekannten entfernt. Im Oktober 2004 wurden sie durch neue Steine ersetzt. | Hier wohnte SIEGFRIED WENZYMER Jg. 1935 ausgewiesen 1938 Polen tot 1943 in Mlawa                                                                                                | Siegfried Wenzymer                                  | Leipziger Straße 4           |
| Leipziger Straße 4 ·                                                               | 6. Mai 2004 bzw. 25./26. Okt. 2004 | Sofia Wenzymer geb. Novogrocka (1895–1941) Sofia Novogrocka stammte aus Mława. In Halle heiratete sie Salomon Wenzymer, der zunächst in einer Maschinenfabrik arbeitete und sich später selbstständig machte. Aus der Ehe gingen die drei Kinder Rosa, Siegfried und Helena hervor. 1937 emigrierte Salomon Wenzymer nach Argentinien und bereitete die Nachreise seiner Familie vor. Im Rahmen der „Polenaktion“ wurden Sofia, Siegfried und Helena Wenzymer am 29. Oktober 1938 über die polnische Grenze getrieben. Sofia Wencymer ließ sich mit ihren Kindern in Mlawa nieder, wo sie 1941 den Tod fand. Die vier ursprünglich am 6. Mai 2004 in der Leipziger Straße verlegten Steine wurde kurz nach ihrer Verlegung von Unbekannten entfernt. Im Oktober 2004 wurden sie durch neue Steine ersetzt. | Hier wohnte SOFIA WENZYMER geb. Novogrocka Jg. ???? ausgewiesen 1938 Polen tot 1941 in Mlawa                                                                                    | Sofia Wenzymer geb. Novogrocka                      | Leipziger Straße 4           |
| Lessingstraße 31 ·                                                                 | 17. Mai 2008                       | Lina Großmann (1868–1942) Lina Großmann stammte aus Beuthen. In Halle vermietete sie Zimmer an Studenten. Am 19. April 1941 musste sie in das „Altersheim“ auf der Boelckestraße 24 (heute Dessauer Straße) umziehen. Am 19. September 1942 wurde sie nach Theresienstadt deportiert, wo sie am 16. November 1942 starb. Ihrer Schwester und deren Kindern gelang die Flucht nach Australien, Argentinien und in die Vereinigten Staaten. | Hier wohnte LINA GROSSMANN Jg. 1868 deportiert 1942 Theresienstadt tot 16.11.1942                                                                                               | Lina Großmann                                       | Lessingstraße 31             |
| Ludwig-Wucherer-Straße 11 ·                                                        | 15. Okt. 2011                      | Hermann Lewit (1900–1939) Der aus Krakau stammende Uhrmacher Hermann Lewitt kam über Berlin, Falkenberg und Herzberg nach Halle. Zwischen 1935 und 1936 saß er in Falkenberg in „Schutzhaft“ und erhielt die Aufforderung, Deutschland zu verlassen. Dem konnte er aus gesundheitlichen Gründen allerdings nicht nachkommen. Nach seinem Umzug nach Halle wurde er am 8. Dezember 1937 erneut festgenommen. Im Juli 1938 wurde er ins KZ Buchenwald verlegt, wo er am 19. November 1939 starb. | Hier wohnte HERMAN LEWIT Jg. 1900 verhaftet 8.12.1937 Buchenwald tot 19.11.1939                                                                                                 | Hermann Lewitt                                      | Ludwig-Wucherer-Straße 11    |
| Ludwig-Wucherer-Straße 24 ·                                                        | 15. Okt. 2011                      | Hertha Rosenthal (1891–1942) Hertha Rosenthal wurde in Halle geboren und arbeitete als Kontoristin. Sie teilte sich eine Wohnung mit ihrer Schwester Erna und ihrem Bruder Adolf. Erna Rosenthal emigrierte 1939 nach England. Hertha Rosenthal musste später in ein „Judenhaus“ in der Hindenburgstraße 34 (heute Magdeburger Straße 7) umziehen. Am 1. Juni 1942 wurde sie deportiert und zwei Tage später im Vernichtungslager Sobibor ermordet. Das Schicksal ihres Bruders ist unbekannt. | Hier wohnte HERTHA ROSENTHAL Jg. 1891 deportiert 1.6.1942 Sobibor 3.6.1942 | Hertha Rosenthal                                    | Ludwig-Wucherer-Straße 24    |
| Ludwig-Wucherer-Straße 28 ·                                                        | 15. Okt. 2011                      | Rosa Salomon geb. Baruch (1900–1942) Rosa Baruch stammte aus Schönsee. In Halle heiratete sie Kurt Salomon. 1932 kam die gemeinsame Tochter Hannelore zur Welt. Rosa Salomon arbeitete als Hausangestellte bei dem Viehhändler Moritz Schloss (siehe Rudolf-Ernst-Weise-Straße 20). Bei ihm fand sie auch eine Unterkunft, nachdem sie ihre Wohnung in der Ludwig-Wucherer-Straße aufgeben musste. Am 1. Juni 1942 wurde sie deportiert und zwei Tage später im Vernichtungslager Sobibor ermordet. Das Schicksal ihres Mannes und ihrer Tochter ist unbekannt. | Hier wohnte ROSA SALOMON geb. Baruch Jg. 1900 deportiert 1.6.1942 Sobibor ermordet 3.6.1942                                                                                     | Rosa Salomon geb. Baruch                            | Ludwig-Wucherer-Straße 28    |
| Ludwig-Wucherer-Straße 45 ·                                                        | 15. Okt. 2011                      | Jakob Rautenberg (1880–1942) Jakob Rautenberg wurde in Lautenburg geboren. In Halle betrieben er und seine Frau Käte eine Krawattenfabrik und ein Herrenbekleidungsgeschäft. 1920 kam die gemeinsame Tochter Gerda zur Welt, 1922 der Sohn Siegfried. Nach der Reichspogromnacht war Jakob Rautenberg bis 16. Dezember 1938 im KZ Sachsenhausen interniert. 1939 konnten die Rautenbergs ihre Kinder nach England schicken. Ihre Wohnung in der Ludwig-Wucherer-Straße mussten sie aufgeben und in ein „Judenhaus“ in der Hindenburgstraße 34 (heute Magdeburger Straße 7) umziehen. Am 1. Juni 1942 wurden Jakob und Käte Rautenberg deportiert und zwei Tage später im Vernichtungslager Sobibor ermordet. Unter den Deportierten waren auch Jakobs Schwester Adele und deren Mann Cäsar Salomon (siehe Harz 18). | Hier wohnte JAKOB RAUTENBERG Jg. 1880 deportiert 1.6.1942 Sobibor ermordet 3.6.1942                                                                                             | Jakob Rautenberg                                    | Ludwig-Wucherer-Straße 45    |
| Ludwig-Wucherer-Straße 45 ·                                                        | 15. Okt. 2011                      | Käte Rautenberg geb. Jacobsohn (1890–1942) Käte geb. Jacobsohn aus stammte aus Schwetz. Mit ihrem Mann betrieb sie eine Krawattenfabrik und ein Herrenbekleidungsgeschäft. Ihre Wohnung in der Ludwig-Wucherer-Straße musste das Ehepaar aufgeben und in ein „Judenhaus“ in der Hindenburgstraße 34 (heute Magdeburger Straße 7) umziehen. Am 1. Juni 1942 wurden Jakob und Käte Rautenberg deportiert und zwei Tage später im Vernichtungslager Sobibor ermordet. | Hier wohnte KÄTE RAUTENBERG geb. Jacobsohn Jg. 1890 deportiert 1.6.1942 Sobibor ermordet 3.6.1942                                                                               | Käte Rautenberg geb. Jacobsohn                      | Ludwig-Wucherer-Straße 45    |
| Magdeburger Straße 7 (ehemals Hindenburgstraße 34) ·                               | 28. Juni 2021                      | Gertrude Fromme geb. Michaelis (1878–1942) Gertrude Fromme geb. Michaelis stammte aus Bleicherode. Sie führte zusammen mit ihrem Mann Hermann das Geschäft Hermann Fromme & Co. Leinen, Wäsche und Aussteuern in der Hindenburgstraße 34 in Halle. Am 2. Juni 1942 begingen sie gemeinsam Suizid. Ihr Abschiedsbrief vom 10. April 1942 ist erhalten und begründet die Entscheidung mit der aussichtslosen Situation, wobei insbesondere die Entrechtung, der Verlust der Freunde und die Demütigung als Gründe genannt werden („Unser Pflichten und Ehre und besonders unsere Rechte sind uns geraubt.“). | Hier wohnte GERTRUDE FROMME geb. Michaelis Jg. 1878 gedemütigt / entrechtet vor Deportation Flucht in den Tod 2.6.1942                                                          | Gertrude Fromme geb. Michaelis                      | Magdeburger Straße 7         |
| Magdeburger Straße 7 (ehemals Hindenburgstraße 34) ·                               | 28. Juni 2021                      | Hermann Fromme (1866–1942) Hermann Fromme stammte aus Detmold und handelte in Halle mit Leinen und Baumwollwaren. Diese Lebensgrundlage wurde ihm durch Enteignung nach der Reichspogromnacht entzogen. Am 2. Juni 1942 begingen er und seine Frau Gertrude gemeinsam Suizid. | Hier wohnte HERMANN FROMME Jg. 1866 gedemütigt / entrechtet vor Deportation Flucht in den Tod 2.6.1942                                                                          | Hermann Fromme                                      | Magdeburger Straße 7         |
| Magdeburger Straße 7 (ehemals Hindenburgstraße 34) ·                               | 28. Juni 2021                      | Elli Mark (1878–1942) Elli Mark wurde am 5. Februar 1878 in Bad Liebenstein geboren. Sie war die Tochter von Raphael Mark, dem langjährigen Kustoden der jüdischen Gemeinde in Halle. Sie wuchs in der Gottesackerstraße 2 auf und zog nach dem Tod der Mutter mit ihrem Vater in die Bernburger Straße 29. Sie galt als schwerstbehindert und zog nach dem Tod des Vaters 1938 in die Hindenburgstraße 34. Ihre Wohnung in der Hindenburgstraße musste sie um 1941 verlassen und in ein vermeintliches Altersheim in der Boelckestraße 24 (heute Dessauer Straße) ziehen. Am 1. Juni 1942 wurde die 64-jährige deportiert und zwei Tage später im Vernichtungslager Sobibor ermordet. | Hier wohnte ELLI MARK Jg. 1878 deportiert 1.6.1942 Sobibor ermordet 3.6.1942 | Elli Mark                                           | Magdeburger Straße 7         |
| Magdeburger Straße 24 ·                                                            | 17. Nov. 2016                      | | HIER GEBOREN SIEBEN KINDER Frauenklinik Halle deportiert/ermordet Zigeunerlager Auschwitz-Birkenau                                                                              |                                                     | Magdeburger Straße 24        |
| Magdeburger Straße 24 ·                                                            | 17. Nov. 2016                      | Josef Bello (1940–1943) Im Alter von zwei Jahren und fünf Monaten im „Zigeunerlager Auschwitz“ ermordet. | JOSEF BELLO geboren 7. November 1940 ermordet 5. April 1943 |                                                     | Magdeburger Straße 24        |
| Magdeburger Straße 24 ·                                                            | 17. Nov. 2016                      | Karl Bello (1942–1943) Im Alter von neun Monaten im „Zigeunerlager Auschwitz“ ermordet. | KARL BELLO geboren 9. Juli 1942 ermordet 1. Mai 1943 |                                                     | Magdeburger Straße 24        |
| Magdeburger Straße 24 ·                                                            | 17. Nov. 2016                      | Mala Bello (1941–1943) Im Alter von einem Jahr und sechs Monaten im „Zigeunerlager Auschwitz“ ermordet. | MALA BELLO geboren 24. Januar 1942 ermordet 29. Juli 1943 |                                                     | Magdeburger Straße 24        |
| Magdeburger Straße 24 ·                                                            | 17. Nov. 2016                      | Reinhold Bello (1941–1943) Im Alter von zwei Jahren und einem Monat im „Zigeunerlager Auschwitz“ ermordet. | REINHOLD BELLO geboren 3. März 1941 ermordet 4. April 1943 |                                                     | Magdeburger Straße 24        |
| Magdeburger Straße 24 ·                                                            | 17. Nov. 2016                      | Marianne Geisler (1940–1943) Im Alter von drei Jahren im „Zigeunerlager Auschwitz“ ermordet. | MARIANNE GEISLER geboren 23. April 1940 ermordet 24. April 1943 |                                                     | Magdeburger Straße 24        |
| Magdeburger Straße 24 ·                                                            | 17. Nov. 2016                      | Johannes Lauenburger (1941–1943) Im Alter von zwei Jahren und einem Monat im „Zigeunerlager Auschwitz“ ermordet. | JOHANNES LAUENBURGER geboren 18. März 1941 ermordet 18. April 1943 |                                                     | Magdeburger Straße 24        |
| Magdeburger Straße 24 ·                                                            | 17. Nov. 2016                      | Franz Petermann (1941–1943) Im Alter von zwei Jahren und einem Monat im „Zigeunerlager Auschwitz“ ermordet. Für Franz Petermann wurde auch vor der Neumarktstraße 3 ein Stolperstein verlegt. | FRANZ PETERMANN geboren 13. März 1941 ermordet 7. Mai 1943 |                                                     | Magdeburger Straße 24        |
| Magdeburger Straße 28 (ehemals Hindenburgstraße 13a) ·                             | 29. Okt. 2010                      | Eva Martha Oppenheim (1921–1942) Eva Martha Oppenheim war die Tochter von Georg und Frieda Oppenheim. Sie traf Pläne für ihre Auswanderung und absolvierte zunächst ein Praktikum in einem jüdischen Kinderheim in Leipzig. Später arbeitete sie als Angestellte in einem vermeintlichen jüdischen Altersheim in der Boelckestraße 24 (heute Dessauer Straße). Am 1. Juni 1942 wurden die Oppenheims deportiert und zwei Tage später im Vernichtungslager Sobibor ermordet. | Hier wohnte EVA MARTHA OPPENHEIM Jg. 1921 deportiert 1942 Sobibor ermordet 3.6.1942                                                                                             | Eva Martha Oppenheim                                | Magdeburger Straße 28        |
| Magdeburger Straße 28 (ehemals Hindenburgstraße 13a) ·                             | 29. Okt. 2010                      | Frieda Oppenheim geb. Cahn (1883–1942) Frieda geb. Cahn stammte aus Halle und heiratete 1907 Georg Oppenheim. 1911 und 1921 kamen die Töchter Ilse und Eva Martha zur Welt. Das Wohnhaus der Oppenheims wurde zum „Judenhaus“ erklärt. Sie mussten das Ehepaar Weiß (siehe Puschkinstraße 30) und drei weitere Personen bei sich aufnehmen. Gemeinsam mit dem Ehepaar Weiß kamen sie später in der Villa des Arztes Josef Schloß in der Königstraße 62 (heute Rudolf-Ernst-Weise-Straße 20) unter. Am 1. Juni 1942 wurden die Oppenheims deportiert und zwei Tage später im Vernichtungslager Sobibor ermordet. | Hier wohnte FRIEDA OPPENHEIM geb. Cahn Jg. 1883 deportiert 1942 Sobibor ermordet 3.6.1942                                                                                       | Frieda Oppenheim geb. Cahn                          | Magdeburger Straße 28        |
| Magdeburger Straße 28 (ehemals Hindenburgstraße 13a) ·                             | 29. Okt. 2010                      | Georg Oppenheim (1878–1942) Georg Oppenheim stammte aus Stettin. In Halle betrieb er zunächst eine Tuchhandlung, später eine Handlung für Herrenstoffe. Nach der Reichspogromnacht war er bis 20. Dezember 1938 im KZ Sachsenhausen interniert. Am 1. Juni 1942 wurden die Oppenheims deportiert und zwei Tage später im Vernichtungslager Sobibor ermordet. Unter den Deportierten waren auch Georgs Bruder Eduard und dessen Frau Erna (siehe Kohlschütterstraße 6). | Hier wohnte GEORG OPPENHEIM Jg. 1878 deportiert 1942 Sobibor ermordet 3.6.1942                                                                                                  | Georg Oppenheim                                     | Magdeburger Straße 28        |
| Magdeburger Straße 28 (ehemals Hindenburgstraße 13a) ·                             | 29. Okt. 2010                      | Ilse Oppenheim (1911–1942) Ilse Oppenheim war die Tochter von Georg und Frieda Oppenheim. Am 1. Juni 1942 wurden die Oppenheims deportiert und zwei Tage später im Vernichtungslager Sobibor ermordet. | Hier wohnte ILSE OPPENHEIM Jg. 1911 deportiert 1942 Sobibor ermordet 3.6.1942                                                                                                   | Ilse Oppenheim                                      | Magdeburger Straße 28        |
| Magdeburger Straße 30 (ehemals Hindenburgstraße 13) ·                              | 29. Okt. 2010                      | Paul (Pinchas) Holzmann (1879–1942) Paul Holzmann wurde in Nicolai (Oberschlesien) geboren. In Halle arbeitete er als ambulanter Händler. Er war verheiratet mit Lea (Leonore) geb. Grünbaum. Das Ehepaar hatte eine Tochter namens Margot. Nach der Reichspogromnacht war Paul Holzmann bis 20. Dezember 1938 im KZ Sachsenhausen interniert. Seine Tochter emigrierte nach England. 1941 starb Lea Holzmann. Paul Holzmann musste seine Wohnung in der Hindenburgstraße verlassen und in das Judenhaus Harz 48 umziehen. Am 1. Juni 1942 wurde er deportiert und zwei Tage später im Vernichtungslager Sobibor ermordet. | Hier wohnte PAUL HOLZMANN Jg. 1879 verhaftet 1938 Sachsenhausen deportiert 1942 Sobibor ermordet 3.6.1942                                                                       | Paul (Pinchas) Holzmann                             | Magdeburger Straße 30        |
| Magdeburger Straße 35 (ehemals Hindenburgstraße 48, zuvor Magdeburger Straße 48) · | 10. Nov. 2015                      | Julius Sommerich (1878–1942) Julius Sommerich wurde in Ottensoos geboren und arbeitete als Handelsvertreter. Er war in erster Ehe verheiratet mit Helene geb. Ehrmann. 1917 kam die gemeinsame Tochter Liesa zur Welt. Nach der Reichspogromnacht wurde Julius Sommerich vorübergehend bis zum 16. Dezember 1938 im KZ Sachsenhausen interniert. Helene Sommerich starb im Oktober 1939. Julius Sommerich musste seine Wohnung in der Hindenburgstraße 48 aufgeben und in ein „Judenhaus“ in der Hindenburgstraße 34 (heute Magdeburger Straße 7) umziehen. Dort schloss er kurz vor der Deportation seine zweite Ehe mit Edith Therese Frenkel (siehe Blumenstraße 6). Gemeinsam mit ihr wurde Julius Sommerich am 1. Juni 1942 deportiert und zwei Tage später im Vernichtungslager Sobibor ermordet. Seiner Tochter aus erster Ehe und deren Ehemann gelang die Flucht aus Deutschland. | Hier wohnte JULIUS SOMMERICH Jg. 1878 deportiert 1.6.1942 Sobibor ermordet 3.6.1942                                                                                             | Julius Sommerich                                    | Magdeburger Straße 35        |
| Magdeburger Straße 35 (ehemals Hindenburgstraße 48, zuvor Magdeburger Straße 48) · | 6. Sep. 2021                       | Henriette Jütel Silberberg geb. Bauchwitz (1860–1942) Henriette Jütel Bauchwitz wurde am 15. September 1860 in Kloster Zinna geboren. Im Jahr 1882 heiratete sie den halleschen Kaufmann Leopold Silberberg (*1858 in Halle), der im Jahr zuvor die „Leopold Silberberg Tuch- und Leinenlager sowie Manufakturwaren“ gegründet hatte. Sie bekamen sechs Kinder – Sarah Clara (1883–?), Henriette Therese (1885–1944), Abraham Adolf (1886–1915), Emma Gertrud (1897–?), Frieda Henriette (1892–1943, Oberin im Israelitischen Krankenhaus Leipzig) und Jechil Gustav (1889–?) – und um das Jahr 1903 konnte Leopold Silberberg die Magdeburger Straße 48 erwerben, dort sein Geschäft einrichten und einziehen. In das Haus zog 1921 zudem Sarah, die Frau seines Sohnes Gustav, der mittlerweile Teilhaber geworden war. Mit dem Tod von Leopold im Jahr 1932 übernahm Henriette den Geschäftsvorsitz. Henriette und Gustav wurden 1938 zwangsenteignet, so dass sie Haus und Geschäft verloren. Das Haus erhielt die „Neue Heimat – Gemeine Wohnungs- und Siedlungsgesellschaft der DAF im Gau Halle-Merseburg GmbH“. Henriette zog nach Leipzig um, wo sie bei ihrer Tochter Therese, deren Mann Max Franken und den drei erwachsenen Töchtern unterkam, die kurz zuvor aus Hof (Saale) nach Leipzig emigrieren mussten. Ausreisebemühungen scheiterten. Sie wurde am 19. September 1942 in das KZ Theresienstadt deportiert und dort ermordet. | Hier wohnte HENRIETTE JÜTEL SILBERBERG geb. Bauchwitz Jg. 1860 deportiert 1942 Theresienstadt ermordet 28.9.1942                                                                | Henriette Jütel Silberberg                          | Magdeburger Straße 35        |
| Magdeburger Straße 35 (ehemals Hindenburgstraße 48, zuvor Magdeburger Straße 48) · | 6. Sep. 2021                       | Jechil Gustav Silberberg (1889–?) Gustav, Sohn von Henriette und Leopold Silberberg, wurde Teilhaber des Geschäfts seines Vaters und nach dessen Tod führte er es zusammen mit seiner Mutter weiter. In der Reichspogromnacht wurde er in „Schutzhaft“ in das KZ Buchenwald gebracht, aber nach einem Monat wieder entlassen. Henriette und Gustav wurden noch 1938 zwangsenteignet, so dass sie das Haus und das Geschäft verloren. Sie gingen nach Leipzig, wo Gustav eine Tätigkeit als Gärtner fand und in der Kurprinzstraße 6 (heute Grünewaldstraße) lebte. Nach dem Tod seiner ersten Frau Sarah Ehrlich (* 2. März 1891) heiratete er 1941 Irma Meyer. Am 21. Januar 1942 wurde er in das Lager Salaspils bei Riga deportiert, wo sich seine Spur verliert. | Hier wohnte JECHIL GUSTAV SILBERBERG Jg. 1889 ‚Schutzhaft‘ 1938 Buchenwald deportiert 1942 Riga ermordet                                                                        | Jechil Gustav Silberberg                            | Magdeburger Straße 35        |
| Magdeburger Straße 35 (ehemals Hindenburgstraße 48, zuvor Magdeburger Straße 48) · | 6. Sep. 2021                       | Emma Gertrud Silberberg (1897–?) Gertrud Silberberg wohnte ebenfalls in dem Haus und betrieb hier eine Schreibstube sowie ein Vervielfältigungsbüro. Im Jahr 1939 gelang ihr die Flucht nach England, wo sie 1957 Julius Fackenheim (Vater von Emil Fackenheim ) heiratete. [ 237 ] | Hier wohnte EMMA GERTRUD SILBERBERG verh. Fackenheim Jg. 1897 Flucht 1939 England                                                                                               | Emma Gertrud Silberberg                             | Magdeburger Straße 35        |
| Marienstraße/Ecke Dorotheenstraße ·                                                | 6. Sep. 2021                       | Margarethe Friedmann geb. Schwabach (1881–1942) Margarethe Schwabach wurde als Tochter von Philipp Schwabach (Besitzer einer Rohproduktenhandlung für Textilien in der Raffineriestraße 44) 1881 geboren und heiratete im Jahr 1900 den Kaufmann Hermann Friedmann, dem das Haus Marienstraße 24 gehörte, in dem er auch eine Viehhandlung betrieb. Sie bekamen zwei Söhne, von denen einer 1929 auswanderte. Hermann starb bereits 1926 und so erbte Margarethe das Haus, in dem sie später verschiedene Personen aufnahm. Nach der Flucht der Familie ihres Bruders nach Shanghai, bemühte sich Margarethe um eine Ausreise nach England und im Oktober 1941 um ein Visum für Kuba. Im November 1941 wurde sie enteignet und ihr Grundstück ging an die benachbarte Most-Schokoladenfabrik (Marienstraße 25–27) über. Margarethe musste in das „Judenhaus“ Hindenburgstraße 63 (kriegszerstört und überbaut, heute Magdeburger Straße) umziehen. Im Mai 1942 wurde ihr die „Abwanderung in den Osten“ mitgeteilt und am 1. Juni 1942 erfolgte die Deportation in das Vernichtungslager Sobibor, wo sie umgehend vergast wurde. Ihr Sohn Hans Friedmann wurde Restaurantbetreiber in Kanada und mit der TV-Sendung Hans in the Kitchen erster Fernsehkoch des Landes. Das Haus Marienstraße 24 befand sich östlich der Dorotheenstraße und wurde im Zweiten Weltkrieg zerstört. Die Fläche wurde später durch ein Bürogebäude überbaut, weshalb die Stolpersteine dort nicht verlegt werden konnten. | Hier wohnte MARGARETHE FRIEDMANN geb. Schwabach Jg. 1881 deportiert 1.6.1942 Sobibor ermordet 3. Juni 1942                                                                      | Margarethe Friedmann, geb. Schwabach                | überbaut                     |
| Marienstraße/Ecke Dorotheenstraße ·                                                | 6. Sep. 2021                       | Werner Friedmann (1908–1939) Werner Friedmann, Sohn von Margarethe Friedmann, wurde am 12. Mai 1908 in Halle geboren. Während der Reichspogromnacht wurde er ins KZ Buchenwald eingeliefert. Am 9. Januar 1939 wurde er wieder entlassen, hatte aber eine Lungen- und Rippenfellentzündung, starb daher an den Folgen seiner Inhaftierung am 3. Februar 1939 im St.-Barbara-Krankenhaus und wurde auf dem Jüdischen Friedhof in der Humboldtstraße beerdigt. | Hier wohnte WERNER FRIEDMANN Jg. 1908 Schutzhaft 1938 Buchenwald tot an Haftfolgen 3.2.1939                                                                                     | Werner Friedmann                                    | überbaut                     |
| Marienstraße/Ecke Dorotheenstraße ·                                                | 6. Sep. 2021                       | Gertrude Schwabach geb. Müller (1895–) Gertrude Müller wurde in Halle geboren und heiratete Paul Schwabach, mit dem sie zeitweise in Weimar lebte. Im Jahr 1939 gelang ihrer Familie die Flucht nach Shanghai. | Hier wohnte GERTRUDE SCHWABACH geb. Müller Jg. 1895 Flucht 1939 Shanghai | Gertrude Schwabach, geb. Müller                     | überbaut                     |
| Marienstraße/Ecke Dorotheenstraße ·                                                | 6. Sep. 2021                       | Paul Schwabach (1884–) Paul Schwabach, Bruder von Margarethe Friedmann, zog zirka 1934 in eine der Hinterhäuser ein und betrieb dort eine Fellhandlung. Im Jahr 1939 gelang ihm die Flucht nach Shanghai, die Margarethe mit finanzierte. | Hier wohnte PAUL SCHWABACH Jg. 1884 Flucht 1939 Shanghai | Paul Schwabach                                      | überbaut                     |
| Marienstraße/Ecke Dorotheenstraße ·                                                | 6. Sep. 2021                       | Hannelore Schwabach (1928–) Hannelore Schwabach, Tochter von Paul und Gertrude Schwabach, wurde 1928 in Weimar geboren und konnte 1939 mit ihrer Familie nach Shanghai flüchten. | Hier wohnte HANNELORE SCHWABACH verh. Joan Elenor Sanler Jg. 1928 Flucht 1939 Shanghai                                                                                          | Hannelore Schwabach                                 | überbaut                     |
| Marienstraße/Ecke Dorotheenstraße ·                                                | 6. Sep. 2021                       | Kurt Philipp Schwabach (1924–) Kurt Philipp Schwabach, Sohn von Paul und Gertrude Schwabach, wurde 1924 in Weimar geboren und konnte 1939 mit seiner Familie nach Shanghai flüchten. | Hier wohnte KURT PHILIPP SCHWABACH Jg. 1924 Flucht 1939 Shanghai | Kurt Philip Schwabach                               | überbaut                     |
| Marienstraße/Ecke Dorotheenstraße ·                                                | 6. Sep. 2021                       | Ilse Levi (1925–1942) Ilse Levi wurde am 26. November 1925 in Freudenberg geboren, musste mit ihren beiden Geschwistern nach Esslingen am Neckar ziehen, um dort Schulunterricht im Israelitischen Waisenhauses Wilhelmspflege zu erhalten und kam nach dessen Schließung 1939 nach Halle, wo Margarethe Friedmann zunächst Ilse und ihre Schwester Sidda aufnahm, wohingegen ihr Bruder andernorts in Halle unterkam. Beide Geschwister von Ilse kamen 1940 auf eine Schule in Karlsruhe, Ilse blieb hingegen in Halle, da sie von der Schulpflicht befreit war. Sie fand einen Ausbildungsplatz im „Alten- und Siechenheim“ in der Boelckestraße 24 (heute Dessauer Straße). Im Mai 1942 wurde ihr die „Abwanderung in den Osten“ mitgeteilt und am 1. Juni 1942 erfolgte die Deportation in das Vernichtungslager Sobibor, wo die 16-jährige umgehend vergast wurde. Ein Teeservice ihrer Familie wurde in Freudenberg kurz nach der Deportation durch eine Nachbarin ersteigert und befindet sich mittlerweile im Grafschaftsmuseum Wertheim. | Hier wohnte ILSE LEVI Jg. 1925 deportiert 1.6.1942 Sobibor ermordet 3. Juni 1942                                                                                                | Ilse Levi                                           | überbaut                     |
| Martinstraße 25 ·                                                                  | 26. Sep. 2013                      | Else Wolffberg (1888–1942) Else Wolffberg kam in Köslin als Tochter von Leopold und Olga Wolffberg zur Welt. Später zog die Familie nach Halle. Else Wolffberg blieg unverheiratet und lebte zuletzt allein mit ihrer Mutter in der Martinstraße. Als sie die Wohnung verlassen mussten, zog sie in die Talamtstraße 6. Am 1. Juni 1942 wurde Else Wolffberg deportiert und zwei Tage später im Vernichtungslager Sobibor ermordet. | Hier wohnte ELSE WOLFFBERG Jg. 1888 deportiert 1942 Sobibor ermordet 3.6.1942                                                                                                   | Else Wolffberg                                      | Martinstraße 25              |
| Martinstraße 25 ·                                                                  | 26. Sep. 2013                      | Olga Wolffberg geb. Sabatzky (1864–1943) Olga Sabatzky stammte aus Köslin. Dort heiratete sie den Kaufmann Leopold Wolffberg. In Köslin kamen auch die beiden Töchter Else und Cäcilie zur Welt. Später zog die Familie nach Halle. Dort starb Leopold Wolffberg 1922. Cäcilie Wolffberg starb im April 1938. Olga Wolffberg und ihre Tochter Else mussten die gemeinsame Wohnung in der Martinstraße aufgeben und unterschiedliche Unterkünfte beziehen. Olga Wolffberg wohnte zunächst im „Judenhaus“ Am Steintor 18, ab dem 1. April 1941 in einem vermeintlichen Altersheim in der Boelckestraße 24 (heute Dessauer Straße). Am 20. September 1942 wurde sie ins Ghetto Theresienstadt gebracht, wo sie am 19. Januar 1943 starb. | Hier wohnte OLGA WOLFFBERG geb. Sabatzky Jg. 1864 deportiert 1942 Theresienstadt tot 19.1.1943                                                                                  | Olga Wolffberg geb. Sabatzky                        | Martinstraße 25              |
| Maybachstraße 2 ·                                                                  | 29. Okt. 2010                      | Elise (Elisabeth) Ney geb. Gassenheimer (1876–1942) Elise geb. Gassenheimer stammte aus Themar. Sie betrieb eine Landmaschinenhandlung und wohnte als Witwe in der Maybachstraße. Ihr Sohn Hans wurde im April 1938 im KZ Buchenwald interniert. Nach seiner Entlassung emigrierte er aus Deutschland. Am 26. Juni 1942 musste Elise Ney in ein vermeintliches Altersheim in der Boelckestraße 24 (heute Dessauer Straße) umziehen. Am 19. September 1942 wurde sie nach Theresienstadt deportiert, wo sie am 6. Oktober 1942 starb. | Hier wohnte ELSE NEY geb. Gassenheimer Jg. 1876 deportiert 1942 Theresienstadt tot 6.10.1942                                                                                    | Elise (Elisabeth) Ney geb. Gassenheimer             | Maybachstraße 2              |
| Meckelstraße 4 ·                                                                   | 14. Dez. 2007                      | Alfred Löwe (1869–1940) Alfred Löwe war gebürtiger Magdeburger und arbeitete als Handelsvertreter. In Magdeburg heiratete er Henriette geb. Erxleben. Hier wurde auch die erste gemeinsame Tochter Emmy geboren. Später zog die Familie nach Halle. Hier kamen die weiteren Kinder Rosa, Margarethe, Hans und Elsa zur Welt. Nach der Machtergreifung der Nationalsozialisten erlitt Alfred Löwe eine depressive Erkrankung. Am 15. April 1939 wurde er gegen seinen Willen als Patient in die Landesheilanstalt Altscherbitz eingewiesen. Am 28. November 1940 wurde er im Rahmen der Aktion T4 in die Tötungsanstalt Brandenburg verbracht und noch am selben Tag ermordet. Um die Tötung zu verschleiern, wurde in den offiziellen Dokumenten der 11. Dezember als Todestag und eine Lungenentzündung als Ursache angegeben. | Hier wohnte ALFRED LÖWE Jg. 1869 aus Landesheilanstalt Altscherbitz am 28.11.1940 nach ‘Heilanstalt’ Bernburg ermordet 28.11.1940                                               | Alfred Löwe                                         | Meckelstraße 4               |
| Mittelstraße 11–13 ·                                                               | 6. Mai 2004                        | Wilhelm Goldmann (1891–1941) Wilhelm Goldmann wurde in Loslau geboren. Er war verheiratet mit Frieda geb. Ehricht. Mit ihr hatte er einen Sohn namens Joachim. Wilhelm Goldmann besaß in Halle ein Klaviergeschäft und arbeitete außerdem als Klavierstimmer. Am 14. Juni 1936 wurde er im Rahmen der Aktion „Arbeitsscheu Reich“ ins KZ Buchenwald eingeliefert. Am 15. Juli 1941 wurde er in die Tötungsanstalt Pirna-Sonnenstein überführt und noch am selben Tag ermordet. In den offiziellen Dokumenten wurde sein Tod auf den 24. Juli in Buchenwald datiert. | Hier wohnte WILHELM GOLDMANN Jg. 1891 deportiert 1938 Buchenwald ermordet Juli 1941 Heilanstalt Pirna-Sonnenstein                                                               | Wilhelm Goldmann                                    | Mittelstraße 11              |
| Mozartstraße 24 ·                                                                  | 12. Nov. 2024                      | Hertha Marcus geb. Loeb (1906–1994) Hertha Loeb wurde am 13. Januar 1906 als Tochter der Bürstenfabrikbesitzer Jakob und Rosalie Loeb in Neuwied geboren. Sie studierte auf Lehramt. Ob sie als Lehrerin arbeitete, konnte nicht ermittelt werden. Nach ihrer Hochzeit mit Paul Marcus zog sie nach Halle und nahm am Leben der jüdischen Gemeinde teil, indem sie z. B. Rezepte zum Kochbuch von Gertrud Katz (siehe Hansering 2) beisteuerte. Sie floh im Herbst 1938 mit Paul und Marion Marcus nach Montevideo (Uruguay) und trat zu ihrer Sicherheit zum katholischen Glauben über. Hertha arbeitete dort als Übersetzerin für Deutsch, Französisch und Spanisch und bot auch privaten Deutschunterricht an. Sie reiste seit den 1960er Jahren jährlich in ihren Geburtsort Neuwied. | Hier wohnte HERTHA MARCUS geb. Loeb Jg. 1906 Flucht 1938 Uruguay | Hertha Marcus (geb. Loeb)                           | Mozartstraße 24              |
| Mozartstraße 24 ·                                                                  | 12. Nov. 2024                      | Marion Beate Marcus (1930–2017) Marion Beate Marcus wurde am 3. November 1930 geboren und 1937 in der Giebichenstein-Mädchen-Volksschule in der Großen Brunnenstraße 4 eingeschult. Sie floh mit ihren Eltern im Herbst 1938 nach Montevideo (Uruguay). Marion änderte ihren Namen in María Beatriz Marcos und besuchte eine französischsprachige Schule, da die Deutsche Auslandsschule Montevideo als judenfeindlich galt. Sie lernte zudem Spanisch. Später bekam sie drei Kinder. Erst mit 70 Jahren, im Jahr 2009, besuchte sie Halle wieder, nachdem ihre Kinder die jüdische Familiengeschichte erforscht hatten. | Hier wohnte MARION BEATE MARCUS Jg. 1930 Flucht 1938 Uruguay | Marion Beate Marcus                                 | Mozartstraße 24              |
| Mozartstraße 24 ·                                                                  | 12. Nov. 2024                      | Paul Marcus (1891–1961) Paul Marcus wurde als der älteste Sohn von Emma Marcus (geb. Gassenheimer, * 16. April 1863 – 1932) und Simon Marcus (* 14. Juni 1861 – 1925) am 6. Februar 1891 in Dessau geboren. Er schloss dort 1912 am Herzoglichen Friedrichs-Gymnasium in Dessau das Abitur ab und studierte danach Medizin in Freiburg und München, wo bereits sein Bruder Siegfried (siehe Kirchnerstraße 17) studierte. Mit Ausbruch des Ersten Weltkriegs wurden die Brüder Soldaten, wobei Paul als Feldarzt tätig war. Sie kehrten nicht nach Dessau zurück, sondern ließen sich in Halle nieder, wohin ihre Eltern umgezogen waren. Dort lebten zudem die Geschwister von Emma: Georg Gassenheimer mit seiner Ehefrau Selma und der Tochter Ruth, Minna Frankenberg mit ihrem Mann Nathan (siehe Feuerbachstraße 74) und Elise Ney (siehe Maybachstraße 2). Paul beendete sein Studium, wurde Assistenzarzt in Halle und Erlangen und reichte 1922 seine Dissertation ein. Er wurde 1923 Allgemeinarzt mit Praxis in der Großen Ulrichstraße 37, heiratete 1927 Emma Loeb und verlegte sein Praxis 1930 in die Große Ulrichstraße 29. Die gemeinsame Wohnung befand sich seit der Hochzeit in der Mozartstraße 24. Die beiden bekamen zwei Töchter, von denen die jüngere (Renate Elisabeth, * Mai 1936) nach etwas mehr als einem Jahr am Plötzlichem Kindstod verstarb. Paul wurde Mitglied im Verband nationaldeutscher Juden und im Jüdischen Frontkämpferbund, die aber 1938 verboten wurden. Das Berufsverbot für jüdische Ärzte im April 1933 betraf Paul nicht, da er im Fronteinsatz war, aber zum 30. September 1938 wurde den restlichen jüdischen Ärzten die Approbation entzogen, woraufhin er die Auswanderung nach Uruguay beschloss. Er meldete die Praxis ab und konnte trotz Repressalien Teile seiner Besitztümer mitnehmen. Über die Schweiz und Le Havre flohen sie im September und Oktober 1938 nach Montevideo, wo sie im November 1938 mit dem Dampfer Aurigny ankamen. Auch auf dieser Flucht verloren sie Besitztümer. Er änderte seinen Namen in Pablo Marcos. Zudem trat er zu seiner Sicherheit zum katholischen Glauben über. Er musste alle Prüfungen auf Spanisch wiederholen und konnte dann eine Praxis im eigenen Haus eröffnen. | Hier wohnte PAUL MARCUS Jg. 1891 Flucht 1938 Uruguay | Paul Marcus                                         | Mozartstraße 24              |
| Mühlweg 36 ·                                                                       | 24. Aug. 2009                      | Yedidia Geminder (1891–1942) Yedidia Geminder stammte aus Mielec und betrieb in Halle ein Textilgeschäft. Seine Frau Helene geb. Gänger stammte aus Leipzig. Das Ehepaar hatte zwei Töchter: Lore (* 1923) und Irene (1930–2019). 1937 oder 1938 nahm die Familie Helenes Nichte Frieda Riesel bei sich auf. Im Rahmen der „Polenaktion“ wurden die Geminders am 29. Oktober 1938 über die polnische Grenze getrieben. Die Familie zog daraufhin nach Mielec. Am 9. März 1942 wurden sie deportiert. Über mehrere Zwischenstationen gelangten sie ins Ghetto von Debica. Im Oktober 1942 wurde das Ghetto geräumt und seine Insassen erschossen oder deportiert. Die Geminders überlebten zunächst in einem Versteck. Yedidia Geminder versuchte, sich in ein Arbeitslager einzuschleichen, wurde aber verraten und durch die SS erschossen. Irene Geminder gelang die Rückkehr nach Mielec, wo sie sich bei ehemaligen Nachbarn bis zum Einmarsch der Roten Armee in einem Hühnerstall versteckt hielt. Sie emigrierte später nach Jerusalem und ist heute emeritierte Professorin für Ostasiatische Studien. Helene und Lore Geminder wurden ins KZ Plaszow deportiert. Dank der Aufnahme ihrer Namen in die Liste Oskar Schindlers überlebten sie den Krieg und emigrierten später in die Vereinigten Staaten. | Hier wohnte YEDIDIA GEMINDER Jg. 1891 ausgewiesen 27.10.1938 nach Polen erschossen Okt. 1942 Zwangsarbeitslager Cyranka - Berdechow                                             | Yedidia Geminder                                    | Mühlweg 36                   |
| Mühlweg 36 ·                                                                       | 24. Aug. 2009                      | Frieda Riesel (1920–1942) Frieda Riesel wurde als Tochter von Helene Geminders Schwester Klara geb. Gänger und deren Ehemann Samuel Riesel in Leipzig geboren. Ihr Vater starb bereits sehr früh. Nachdem auch ihre Mutter 1937 oder 1938 verstarb mussten sie und ihre Geschwister Heinz (siehe Große Märkerstraße 13) und Senta (siehe Geiststraße 15) zu Verwandten nach Halle ziehen. Frieda kam bei ihrer Tante Helene unter. [ 253 ] Im Rahmen der „ Polenaktion “ wurden die Geminders gemeinsam mit Frieda Riesel, deren Geschwistern und Heinz’ Pflegefamilie Lipper (siehe Große Märkerstraße 13) am 29. Oktober 1938 über die polnische Grenze getrieben. Frieda Riesel blieb bei Familie Geminder, die nach Mielec zog. Am 9. März 1942 wurden sie deportiert. Über mehrere Zwischenstationen gelangten sie ins Ghetto von Debica . Im Oktober 1942 wurde das Ghetto geräumt und seine Insassen erschossen oder deportiert. Die Geminders überlebten zunächst in einem Versteck. Frieda Riesel arbeitete außerhalb des Ghettos in einer deutschen Amtsstube, konnte sich aber auch dadurch der Deportation nicht entziehen. Sie wurde ins KZ Auschwitz-Birkenau gebracht, wo wie den Tod fand. [ 252 ] | Hier wohnte FRIEDA RIESEL Jg. 1920 ausgewiesen 27.10.1938 nach Polen ermordet 1942 in Auschwitz                                                                                 | Frieda Riesel                                       | Mühlweg 36                   |
| Mühlweg 55 (ehemals Am Kirchtor 14) ·                                              | 3. Nov. 2012                       | Rosa Cohn (1870–1943) Rosa Cohn wurde in Halle als Tochter jüdischer Eltern geboren, konvertierte aber zum evangelischen Glauben. Sie arbeitete als stellvertretende Schuldirektorin. Am 10. September 1941 musste Rosa Cohn aufgrund ihrer jüdischen Abstammung in ein vermeintliches Altersheim in der Boelckestraße 24 (heute Dessauer Straße) umziehen. Am 18. Juni 1943 wurde sie nach Theresienstadt deportiert, wo sie am 14. August 1943 starb. | Hier wohnte ROSA COHN Jg. 1870 deportiert 1943 Theresienstadt tot 14.8.1943 | Rosa Cohn                                           | Mühlweg 55                   |
| Mühlweg 55 (ehemals Am Kirchtor 14) ·                                              | 3. Nov. 2012                       | Adolf Friedländer (1877–1943) Adolf Friedländer war ein gebürtiger Hallenser. Er arbeitete als Kaufmann. Im Zuge der Reichspogromnacht wurde er in vorübergehend in einem KZ interniert, wo er ein Auge verlor. Im März 1939 emigrierte er nach Shanghai, wo er am 24. Dezember 1943 verstarb. | Hier wohnte ADOLF FRIEDLÄNDER Jg. 1877 Flucht 1939 Shanghai tot 24.12.1943 | Adolf Friedländer                                   | Mühlweg 55                   |
| Neumarktstraße 3 (ehemals 6) ·                                                     | 17. Nov. 2016                      | Franz Hugo (1920–1944) | Hier wohnte FRANZ HUGO Jg. 1920 deportiert 1943 Zigeunerlager Auschwitz-Birkenau ermordet 15.2.1944                                                                             | Stolperstein für Franz Hugo in Halle (Saale)        | überbaut                     |
| Neumarktstraße 3 (ehemals 6) ·                                                     | 17. Nov. 2016                      | Josef Kessler (1915–1943) | Hier wohnte JOSEF KESSLER Jg. 1915 deportiert 1943 Zigeunerlager Auschwitz-Birkenau ermordet 27.12.1943                                                                         | Stolperstein für Josef Kessler in Halle (Saale)     | überbaut                     |
| Neumarktstraße 3 (ehemals 6) ·                                                     | 17. Nov. 2016                      | Rosita Kessler (1943–1943) | Hier wohnte ROSITA KESSLER Jg. 1942 deportiert 1943 Zigeunerlager Auschwitz-Birkenau ermordet 1.7.1943                                                                          | Stolperstein für Rosita Kessler in Halle (Saale)    | überbaut                     |
| Neumarktstraße 3 (ehemals 6) ·                                                     | 17. Nov. 2016                      | Therese Kessler (1911–2002) | Hier wohnte THERESE KESSLER geb. Jochum Jg. 1913 deportiert 1943 Zigeunerlager Auschwitz-Birkenau befreit                                                                       | Stolperstein für Therese Kessler in Halle (Saale)   | überbaut                     |
| Neumarktstraße 3 (ehemals 6) ·                                                     | 17. Nov. 2016                      | Franz Petermann (1941–1943) Für Franz Petermann wurde auch vor der Magdeburger Straße 24 ein Stolperstein verlegt. | Hier wohnte FRANZ PETERMANN Jg. 1941 deportiert 1943 Zigeunerlager Auschwitz-Birkenau ermordet 7.5.1943                                                                         | Stolperstein für Franz Petermann in Halle (Saale)   | überbaut                     |
| Neumarktstraße 3 (ehemals 6) ·                                                     | 17. Nov. 2016                      | Helga Petermann (1942–1943) | Hier wohnte HELGA PETERMANN Jg. 1942 deportiert 1943 Zigeunerlager Auschwitz-Birkenau ermordet 13.4.1943                                                                        | Stolperstein für Helga Petermann in Halle (Saale)   | überbaut                     |
| Neumarktstraße 3 (ehemals 6) ·                                                     | 17. Nov. 2016                      | Maria Petermann (1923–1944) | Hier wohnte MARIA PETERMANN Jg. 1923 deportiert 1943 Zigeunerlager Auschwitz-Birkenau ermordet 9.2.1944                                                                         | Stolperstein für Maria Petermann in Halle (Saale)   | überbaut                     |
| Paul-Suhr-Straße 106 ·                                                             | 4. Apr. 2006                       | Ernst Stößel (1882–1945) Ernst Stößel war Mitglied der Religionsgemeinschaft der Zeugen Jehovas. Aufgrund seiner Religionszugehörigkeit wurde er im Mai 1937 mit 22 Glaubensgenossen verurteilt und musste eine dreijährige Gefängnisstrafe absitzen. Nach deren Verbüßung wurde er ins KZ Neuengamme deportiert, wo er bis zu dessen Räumung einsaß. Zusammen mit 2800 Mithäftlingen wurde er auf das Frachtschiff Thielbek verlegt. Er ertrank, als das Schiff am 3. Mai 1945 von britischen Jagdbombern in der Lübecker Bucht versenkt wurde. | Hier wohnte ERNST STÖSSEL Zeuge Jehovas Jg. 1882 verhaftet 1937 KZ Neuengamme MS Thielbeck versenkt ertrunken 3.5.1945                                                          | Ernst Stößel                                        | Paul-Suhr-Straße 106         |
| Puschkinstraße 30 (ehemals Albrechtstraße) ·                                       | 29. Okt. 2010                      | Charlotte Weiß geb. Hirsch (1891–1942) Charlotte Weiß geb. Hirsch stammte aus Halle. Das Ehepaar Weiß musste seine Wohnung in der Albrechtstraße aufgeben und zunächst in ein „Judenhaus“ in der Forsterstraße 13 umziehen. Später kamen sie aber in der Villa des Arztes Josef Schloß in der Königstraße 62 (heute Rudolf-Ernst-Weise-Straße 20) unter. Am 1. Juni 1942 wurden Theodor und Charlotte Weiß deportiert und zwei Tage später im Vernichtungslager Sobibor ermordet. | Hier wohnte CHARLOTTE WEISS geb. Hirsch Jg. 1891 deportiert 1942 Sobibor ermordet 3.6.1942                                                                                      | Charlotte Weiß geb. Hirsch                          | Puschkinstraße 30            |
| Puschkinstraße 30 (ehemals Albrechtstraße) ·                                       | 29. Okt. 2010                      | Theodor Weiß (1876–1942) Theodor Weiß wurde in Halle geboren. Er arbeitete als Apotheker und war Teilhaber des Geschäftshauses „S. Weiß“. Nach der Reichspogromnacht wurde er vorübergehend bis zum 23. November 1938 im KZ Sachsenhausen interniert. Das Ehepaar Weiß musste seine Wohnung in der Albrechtstraße aufgeben und zunächst in ein „Judenhaus“ in der Forsterstraße 13 umziehen. Später kamen sie aber in der Villa des Arztes Josef Schloß in der Königstraße 62 (heute Rudolf-Ernst-Weise-Straße 20) unter. Am 1. Juni 1942 wurden Theodor und Charlotte Weiß deportiert und zwei Tage später im Vernichtungslager Sobibor ermordet. | Hier wohnte THEODOR WEISS Jg. 1876 deportiert 1942 Sobibor ermordet 3.6.1942 | Theodor Weiß                                        | Puschkinstraße 30            |
| Raffineriestraße 15 ·                                                              | 20. Juni 2023                      | Walther Jacobsohn (1894–1940) Walter Norbert Max Jacobsohn wurde am 6. März 1894 in Halle als Sohn von Alexander Jacobsohn und Betty Auguste Jacobsohn (geb. Benas) als erstes von sechs Kindern geboren und arbeitete als Kaufmann. Nach seiner Hochzeit im Jahr 1934 zog er mit seiner Frau Martha Jacobsohn (geb. Martin, Halle 1903–1938) von der Pfälzerstraße 5 in das Haus in der Raffineriestraße 15 um, welches er für die Besitzerin verwaltete. Er wurde am 14. Juni 1938 im KZ Buchenwald interniert (Häftlingsnummer 5538) und blieb dort wahrscheinlich ohne Unterbrechung bis zu seinem Tod am 9. März 1940 inhaftiert. Die offiziellen Todesursachen „Herzschwäche“ und „Darmkatarrh“ waren wahrscheinlich nur vorgeschoben. Seine Mutter und sein einziger das Kindesalter überlebender Bruder Kurt lebten zum Zeitpunkt ihrer Deportation in Berlin. | Hier wohnte WALTHER JACOBSOHN Jg. 1894 verhaftet 13.6.1938 Aktion ‚Arbeitsscheu Reich‘ KZ Buchenwald ermordet 9.3.1940                                                          | Walther Jacobsohn                                   | abgerissen                   |
| Rannische Straße 1 ·                                                               | 17. Mai 2008                       | Edith Schwab (1928–1943) Edith Schwab war die Tochter von Fritz und Zlata Lotte Schwab. 1938/39 wanderte sie mit ihrem Vater illegal über Prag und die Schweiz nach Belgien aus. Nach dem deutschen Einmarsch wurden sie im SS-Sammellager Mechelen interniert. Fritz und Edith Schwab wurden am 15. Januar 1943 ins KZ Auschwitz-Birkenau deportiert und dort drei Tage später ermordet. Zlata Lotte, Margit und Liliane Schwab wurden am 19. April 1943 ebenfalls nach Auschwitz deportiert und drei Tage später ermordet. | Hier wohnte EDITH SCHWAB Jg. 1928 Flucht Belgien interniert Mechelen deportiert 1943 Auschwitz 18.1.1943                                                                        | Edith Schwab                                        | Rannische Straße 1           |
| Rannische Straße 1 ·                                                               | 17. Mai 2008                       | Fritz Schwab (1890–1943) Fritz Schwab wurde als Sohn eines Kaufmanns in Berkach geboren und diente im Ersten Weltkrieg als Offizier. In Halle heiratete er am 6. Februar 1929 Zlata Lotte Slakowska. Mit ihr hatte er drei gemeinsame Töchter. 1938/39 wanderte Fritz Schwab mit seiner Tochter Edith illegal über Prag und die Schweiz nach Belgien aus. Nach dem deutschen Einmarsch wurden sie im SS-Sammellager Mechelen interniert. Fritz und Edith Schwab wurden am 15. Januar 1943 ins KZ Auschwitz-Birkenau deportiert und dort drei Tage später ermordet. | Hier wohnte FRITZ SCHWAB Jg. 1890 Flucht Belgien interniert Mechelen deportiert 1943 Auschwitz 18.1.1943                                                                        | Fritz Schwab                                        | Rannische Straße 1           |
| Rannische Straße 1 ·                                                               | 17. Mai 2008                       | Liliane Schwab (1929–1943) Liliane Schwab war die Tochter von Fritz und Zlata Lotte Schwab. Im Februar 1939 verließen sie, ihre Mutter und ihre Schwester Margit Deutschland. Über Frankreich und die Niederlande gelangte sie nach Belgien, wohin zuvor bereits Fritz und Edith Schwab geflohen waren. Nach dem deutschen Einmarsch wurde die Familie im SS-Sammellager Mechelen interniert. Zlata Lotte, Margit und Liliane Schwab wurden am 19. April 1943 nach Auschwitz deportiert und drei Tage später ermordet. | Hier wohnte LILIANE SCHWAB Jg. 1929 Flucht Belgien interniert Mechelen deportiert 1943 Auschwitz 21.4.1943                                                                      | Liliane Schwab                                      | Rannische Straße 1           |
| Rannische Straße 1 ·                                                               | 17. Mai 2008                       | Margit Schwab (1927–1943) Margit Schwab war die Tochter von Fritz und Zlata Lotte Schwab. Im Februar 1939 verließen sie, ihre Mutter und ihre Schwester Liliane Deutschland. Über Frankreich und die Niederlande gelangte sie nach Belgien, wohin zuvor bereits Fritz und Edith Schwab geflohen waren. Nach dem deutschen Einmarsch wurde die Familie im SS-Sammellager Mechelen interniert. Zlata Lotte, Margit und Liliane Schwab wurden am 19. April 1943 nach Auschwitz deportiert und drei Tage später ermordet. | Hier wohnte MARGIT SCHWAB Jg. 1927 Flucht Belgien interniert Mechelen deportiert 1943 Auschwitz 21.4.1943                                                                       | Margit Schwab                                       | Rannische Straße 1           |
| Rannische Straße 1 ·                                                               | 17. Mai 2008                       | Zlata Lotte Schwab geb. Slakowska (1904–1943) Zlata Lotte Schwab geb. Slakowska stammte aus Lodz. Im Februar 1939 verließen sie und ihre beiden Töchter Margit und Liliane Deutschland. Über Frankreich und die Niederlande gelangte sie nach Belgien, wohin zuvor bereits ihr Mann Fritz und ihre dritte Tochter Edith Schwab geflohen waren. Nach dem deutschen Einmarsch wurde die Familie im SS-Sammellager Mechelen interniert. Zlata Lotte, Margit und Liliane Schwab wurden am 19. April 1943 nach Auschwitz deportiert und drei Tage später ermordet. | Hier wohnte ZLATA LOTTE SCHWAB geb. Slakowska Jg. 1904 Flucht Belgien interniert Mechelen deportiert 1943 Auschwitz 21.4.1943                                                   | Zlata Lotte Schwab geb. Slakowska                   | Rannische Straße 1           |
| Rannische Straße 3 ·                                                               | 25./26. Okt. 2004                  | Gustav-Rudolf Alexander (1905–1942) Harry, Gustav-Rudolf und Ruth-Elli Alexander wurden in Halle als Kinder von Max Alexander und dessen nichtjüdischer Ehefrau Elise geb. Tennert geboren. Sie hatten noch drei weitere Geschwister: Helene, Felix und Max. Ihre Mutter starb 1943. Gustav-Rudolf arbeitete als Handlungsgehilfe. Wegen der Beziehung zu einer Nichtjüdin saß er ab Januar 1940 in Halle in Haft. Am 4. Juli 1942 wurde er ins KZ Sachsenhausen verlegt, wo er am 7. Oktober 1942 offiziell an einer Lungenentzündung starb. Sein Vater Max Alexander wurde 1943 ins Ghetto Theresienstadt deportiert und überlebte seine Haft. Auch seine drei anderen Kinder überlebten den Krieg. | Hier wohnte GUSTAV-RUDOLF ALEXANDER Jg. 1905 tot 7.10.1942 in Sachsenhausen | Gustav-Rudolf Alexander                             | Rannische Straße 3           |
| Rannische Straße 3 ·                                                               | 25./26. Okt. 2004                  | Harry Alexander (1903–1942) Harry Alexander arbeitete als Glaser. Am 14. Juni 1938 wurde er im Rahmen der Aktion Arbeitsscheu Reich verhaftet und ins KZ Buchenwald eingeliefert. Am 14. März 1942 wurde er im Rahmen der Aktion 14f13 in die Tötungsanstalt Bernburg überführt und noch am selben Tag ermordet. In den offiziellen Dokumenten wurde sein Tod auf den 25. März in Buchenwald datiert. | Hier wohnte HARRY ALEXANDER Jg. 1903 Heilanstalt Bernburg ermordet März 1942 Buchenwald T4-Aktion                                                                               | Harry Alexander                                     | Rannische Straße 3           |
| Rannische Straße 3 ·                                                               | 25./26. Okt. 2004                  | Ruth-Elli Alexander (1918–?) Ruth-Elli Alexander arbeitete als Kontoristin bei dem Rechtsanwalt Adolf Goldberg (siehe Hansering 17). Da sie keinen Judenstern trug, wurde sie 1942 verhaftet. Ihr weiteres Schicksal ist unklar. Sie soll im September 1942 ins KZ Auschwitz-Birkenau deportiert worden sein. Ihr Name fehlt aber in den dort erhaltenen Unterlagen. Andererseits will ein Neffe sie noch im November 1942 in Halle im Gefängnis gesehen haben. | Hier wohnte RUTH-ELLI ALEXANDER Jg. 1918 deportiert 1942 ? | Ruth-Elli Alexander                                 | Rannische Straße 3           |
| Rannische Straße 7 Ecke Großer Berlin 11 ·                                         | 16. Mai 2024                       | Manfred Hödicke (1935–1943) Manfred Lothar Hödicke wurde am 1. Oktober 1935 als Kind von Elfriede Scharf und Alfred Hödicke in Halle geboren. Diese bekamen fünf weitere Kinder, bevor im Jahr 1941 die Scheidung erfolgte. Die Familie lebte im Hinterhaus der Rannischen Straße 7, wo heute der Neubau Großer Berlin 11 steht. Die Eltern zogen zu neuen Adressen um, die Kinder wurden an verschiedene Familienmitglieder und Kindereinrichtungen übergeben. Manfred kam noch im Frühjahr 1941 in eine Einrichtung in der Klosterstraße 5 und angeblich auch in das Kinderheim Adelheidsruh (siehe Schopenhauerstraße 4). Er wurde als schwer erziehbar, störrisch, jähzornig, unberechenbar, schweigsam und heimtückisch beschrieben, zeigte Stimmungsschwankungen und widersetzte sich Anweisungen, weshalb man ihn an die Universitätsklinik übergab, so dass er am 12. Januar 1943 in die „Klinik für Nerven- und Geisteskranke der Universität Halle“ in der Julius-Kühn-Straße gebracht wurde. Dort versuchte man ihn für den Schulunterricht vorzubereiten, scheiterte aber und wandte im Februar erfolglos die Elektroschocktherapie an. Am 10. März 1943 wurde er als „gemütsarmer, hemmungsloser Psychopath“ eingestuft und trotz Besserungen in den Folgemonaten war seine Einweisung in die Landesheilanstalt Uchtspringe bereits beschlossen worden, da er schwachsinnig sei und einen Wasserkopf aufweise, was zuvor nie diagnostiziert wurde. Am 29. April 1943 erfolgte die ‚Verlegung‘. In der ‚Heilanstalt‘, in der sich bereits einer seiner Brüder befand, legte man den Fokus auf den Sexualtrieb Manfreds und wies ihn am 20. Mai 1943 in die ‚Kinderfachabteilung‘ ein. Dort wiederholte man die Einschätzungen, nannte ihn zudem einen „haltlosen, asozialen Psychopathen“, einen „völlig aussichtslosen Fall“ sowie einen „Verbrechertyp“. Eine Behandlung hielt man für ausgeschlossen, da er „nicht erziehungsfähig“ sei. Danach schweigt sein Patientenbericht für Monate, plötzlich wurden Krankheitssymptome (schwere Kreislaufstörungen, Brechdurchfall, Psychopathie) und am 8. September 1943 der Tod attestiert. Manfreds Tod wurde vermutlich im Rahmen der Kinder-Euthanasie unter Gerhard Wenzel herbeigeführt. Wenzel verabreichte Kindern gezielt Überdosen des Betäubungsmittels Luminal. | Hier wohnte MANFRED HÖDICKE Jg. 1935 seit März 1941 mehrmals eingewiesen Kinderheim Halle ‚verlegt‘ 29.4.1943 ‚Heilanstalt‘ Uchtspringe ‚Kinderfachabteilung‘ ermordet 8.9.1943 | Stolperstein für Manfred Hödicke in Halle (Saale)   | überbaut                     |
| Rathausstraße 8 ·                                                                  | 10. Nov. 2015                      | Isaac Salkin (1866–1942) Isaac Salkin wurde in Halle geboren. Gemeinsam mit seiner Ehefrau Taube emigrierte er am 25. April 1939 nach Shanghai, wo er am 27. August 1942 verstarb. | Hier wohnte ISAAC SALKIN Jg. 1866 Flucht 1939 Shanghai tot 27.8.1942 | Stolperstein für Isaac Salkin in Halle (Saale)      | Rathausstraße 8              |
| Rathausstraße 8 ·                                                                  | 10. Nov. 2015                      | Taube Salkin geb.? (1883–1942) Taube Salkin emigrierte mit ihrem Ehemann Isaac am 25. April 1939 nach Shanghai. Dort starb sie am 3. Dezember 1942, gut drei Monate nach ihrem Mann. | Hier wohnte TAUBE SALKIN Jg. 1883 Flucht 1939 Shanghai tot 3.12.1942 | Stolperstein für Taube Salkin in Halle (Saale)      | Rathausstraße 8              |
| Rathenauplatz 3 (ehemals Kaiserplatz) ·                                            | 4. Apr. 2006                       | Gerhard Müller (1920–1942) Gerhard Müller wurde in Halle als Sohn von Waldemar Müller und Henny Müller geb. Rosenberg geboren. Er floh 1937 in die Schweiz und zog später zu einem Cousin nach Italien. Dort konnte er allerdings nicht dauerhaft bleiben und kehrte in die Schweiz zurück, wo er aber nur eine begrenzte Aufenthaltsgenehmigung bekam. Nachdem er von der Deportation seiner Mutter erfahren hatte, nahm er sich das Leben. | Hier wohnte GERHARD MÜLLER Jg. 1920 Flucht/Schweiz Flucht in den Tod | Gerhard Müller                                      | Rathenauplatz 3              |
| Rathenauplatz 3 (ehemals Kaiserplatz) ·                                            | 4. Apr. 2006                       | Henny Müller geb. Rosenberg (1884–1942) Henny Müller geb. Rosenberg stammte aus Witten. Ihr Mann Waldemar Müller besaß eine Fabrik, in der er Lederfutter für Luxusschuhe produzierte. Er starb 1937. Aus der Ehe waren zwei Kinder hervorgegangen: Die Tochter Lieselotte, die 1939 nach England fliehen konnte, und der Sohn Gerhard. Henny Müller musste ihre Wohnung am Kaiserplatz aufgeben und in ein „Judenhaus“ in der Hindenburgstraße 63 (heute überbaut) umziehen. Am 1. Juni 1942 wurde sie deportiert und zwei Tage später im Vernichtungslager Sobibor ermordet. Unter den Deportierten waren auch ihr Schwager Albert Müller und dessen Frau (siehe Albert-Schweitzer-Straße 54). | Hier wohnte HENNY MÜLLER geb. Rosenberg Jg. 1884 deportiert 1942 KZ Sobibor ermordet 3.6.1942                                                                                   | Henny Müller geb. Rosenberg                         | Rathenauplatz 3              |
| Rathenauplatz 14 (ehemals Kaiserplatz) ·                                           | 12. Dez. 2006                      | Max Fleischmann (1872–1943) Max Fleischmann stammte aus Breslau, wo er zwischen 1891 und 1984 Rechts- und Staatswissenschaften sowie neuere Geschichte studierte. 1896 promovierte er in Halle. Ab 1900 arbeitete er als Hilfsrichter am Landgericht Halle. 1902 folgte seine Habilitation. 1908 wurde er zum Professor berufen und lehrte Kolonialrecht. 1910 wechselte er an die Universität Königsberg. Während des Ersten Weltkriegs arbeitete er zusätzlich zu seiner Lehrtätigkeit außerdem als Staatsanwalt. 1921 kehrte er nach Halle zurück und bekleidete zwischen 1925 und 1926 das Amt des Rektors der Universität. Nach der Machtergreifung der Nationalsozialisten wurde er 1935 vorzeitig in den Ruhestand versetzt. 1936 folgte der endgültige Entzug der Lehrerlaubnis. 1941 übersiedelte er nach Berlin, wo er Kontakt späteren Mitgliedern des militärischen Widerstands aufnahm. Da er sich weigerte, den Judenstern zu tragen, sollte er am 14. Januar 1943 festgenommen werden. Er entzog sich der Verhaftung durch Suizid. | Hier wohnte DR. MAX FLEISCHMANN Jg. 1872 Flucht in den Tod vor Deportation 14.1.1943                                                                                            | Max Fleischmann                                     | Rathenauplatz 14             |
| Reichardtstraße 6 ·                                                                | 26. Sep. 2013                      | Max Freund (1866–1943) Der aus Biskupitz stammende Max Freund war Mitbesitzer der Wollwaren-Großhandlung Freund & Müller in der Leipziger Straße in Halle. Zeitweise gehörte der dem Vorstand der Jüdischen Gemeinde zu Halle an. Er besaß ein eigenes Haus in der Reichardtstraße, musste dieses aber 1938 zwangsverkaufen. Er lebte danach zunächst als Untermieter in der Lindenstraße 89b, später in einem „Judenhaus“ in der Forsterstraße 13. Am 19. September 1942 wurde Freund ins Ghetto Theresienstadt deportiert, wo er 23. Januar 1943 starb. | Hier wohnte MAX FREUND Jg. 1866 deportiert 1942 Theresienstadt tot 23.1.1943 | Max Freund                                          | Reichardtstraße 6            |
| Reilstraße 18 ·                                                                    | 15. Sep. 2022                      | Markus Kanner (1858–1940) Markus Kanner wurde in Mielec geboren und kam mit seiner Frau Sprinze und den drei Kindern Elke (* 1879), Fanny (* 1881, siehe Große Steinstraße 30) und Moritz (* 1884) um 1890 nach Halle, wo die Kinder Amalie (* 1891, siehe Sternstraße 11), Anna Helene (* 1896) und Salomon David (* 1898) zur Familie hinzukamen. Markus war als Textilhändler erfolgreich und die Familie lebte in der Martinsgasse, der Franckestraße und dem Graseweg. Nach dem Ende des Ersten Weltkriegs beendete Markus sein Berufsleben und übergab seine Läden an seine Kinder. Er lebte nach dem Tod seiner Frau Sprinze im Jahr 1927 bei seinem Sohn Salomon in der Reilstraße. Am 28. Oktober 1938 wurde Markus im Rahmen der Polenaktion auf der Straße verhaftet und an die Grenze gebracht, weshalb er nach Mielec zurückkehrte und dort bei seiner Stiefschwester unterkam. Nach der Besetzung durch die Wehrmacht im September 1939 kam es zu Massakern in der Stadt und der 81-jährige Markus verstarb unter ungeklärten Umständen im Frühjahr 1940. | Hier wohnte MARKUS KANNER Jg. 1858 ‚Polenaktion‘ 1938 1939 Ghetto Mielec tot 1940                                                                                               | Markus Kanner                                       |                              |
| Reilstraße 18 ·                                                                    | 15. Sep. 2022                      | Salomon David Kanner (1898–1996) Salomon David Kanner wurde in Halle geboren und übernahm nach dem Ersten Weltkrieg das Geschäft seines Vaters Markus Kanner in der Reilstraße 18. Im Jahr 1929 heiratete er Amalie Azderbal und sie bekamen drei Kinder: Ruth (* 1929), Eva (* 1931) und Lea (* 1936). Nach der Machtergreifung der Nationalsozialisten bereitete er die Ausreise nach Palästina vor, das er 1935 erstmals aufsuchte, aber für die Ausreise zunächst auf ein Visa warten wollte. In der Reichspogromnacht wurde Salomon verhaftet und in das KZ Buchenwald gebracht. Seine Frau erlangte für ihn eine Aufenthaltserlaubnis in Frankreich, so dass er am 10. Dezember 1938 nach Halle zurückkehrte und im Januar 1939 nach Paris. Mit dem Kriegsausbruch wurde Salomon erneut inhaftiert, diesmal in Damini, dann in Bordeaux und schließlich in das Lager Gurs, da er deutscher Staatsbürger war. Er kam mit dem Überfall Deutschlands auf Frankreich frei und fand seine Familie in der Burg Montintin wieder, wo er dann Hausmeister wurde. Im Januar 1943 wurde er in das Lager Nexon gebracht, von wo aus er erneut ins französisch geleitete Lager Gurs kam. Salomon meldete sich freiwillig zur Fabrikarbeit und kam dann nach Calais, wo er am Atlantikwall Zwangsarbeit ableistete. Von dort konnte er fliehen und begab sich erneut zu seiner Frau, die mittlerweile in Limoges war. Die Résistance besorgte ihm eine falsche Identität, so dass er bis Kriegsende bei der französischen Eisenbahn arbeiten konnte. Da Ruth und Eva in die USA entkommen waren, folgten Salomon, Amalie und Lea ihnen im Jahr 1946. | Hier wohnte SALOMON DAVID KANNER Jg. 1898 ‚Schutzhaft‘ 1938 Buchenwald Flucht 1939 Frankreich                                                                                   | Salomon David Kanner                                |                              |
| Reilstraße 18 ·                                                                    | 15. Sep. 2022                      | Amalie Kanner geb. Azderbal (1904–2001) Amalie Azderbal wurde in Budzanów geboren und wuchs in Leipzig auf. Sie arbeitete im Schuhladen ihrer Mutter in der Eisenbahnstraße und zog nach der Heirat mit Salomon 1929 nach Halle um. Sie bekamen drei Töchter und lebten in der Reilstraße 18. Nach der Reichspogromnacht musste sie den Laden abtreten und bald darauf auch die Wohnung verlassen. Sie kehrte nach Leipzig zurück, wo die Kinder beim Großvater unterkamen, dessen Haus zum Judenhaus deklariert worden war. Amalie kam in ein Judenhaus in Halle und konnte nach der Erlangung eines Visums im Juli 1939 nach Frankreich ausreisen, wohin bereits ihr Mann und ihre Schwester geflohen waren. Sie sorgte für die Unterbringung ihrer Kinder und arbeitete als Köchin in OSE-Kinderheimen in Eaubonne, der Burg Montintin, Le Couret (Département Haute-Vienne\|Haute-Vienne) oder auch Broût-Vernet und war aufgrund ihrer jüdisch-deutschen Herkunft ständig gefährdet. Ab 1942 versteckte sie sich in den Bergen und in Limoges. Im Januar 1943 kam sie in das Lager Nexon, wo sie freiwillig als Assistentin der Krankenschwester des Roten Kreuzes arbeitete und daher nicht in ein Vernichtungslager kam, sondern in das Lager Gurs. Im Juni 1943 kam sie in das Lager La Maise und dann wieder nach Limoges. Bis Kriegsende arbeitete sie als Haushälterin auf einem Bauernhof. Zusammen mit Salomon und Lea reiste sie 1946 nach New York City aus, wo sie 2001 verstarb. An ihren Vater Moses Azderbal und ihre Schwester Edith Azderbal erinnern Stolpersteine in Leipzig in der Nordstraße 41. | Hier wohnte AMALIE KANNER geb. Azderbal Jg. 1904 Flucht 1939 seit 1939 mehrere Internierungslager versteckt überlebt                                                            | Amalie Kanner geb. Azderbal                         |                              |
| Reilstraße 18 ·                                                                    | 15. Sep. 2022                      | Ruth Kanner (1929–) Ruth Kanner wurde als erste Tochter von Amalie und Salomon David Kanner in Halle geboren. Zusammen mit ihrer Mutter floh sie 1939 nach Frankreich und kam dort in das OSE-Kinderheim Villa Helvetia in Montmorency. Im Jahr 1941 ergab sich die Möglichkeit eines Kindertransports nach Portugal, von wo aus sie in die USA gebracht wurde. Ihre Eltern konnten erst 1946 nach New York City folgen. Ihre Tochter Janet Rosen nahm 2022 an der Verlegung der Stolpersteine teil. | Hier wohnte RUTH KANNER verh. Rosen Jg. 1929 Flucht 1939 Frankreich 1941 mit Hilfe USA                                                                                          | Ruth Kanner                                         |                              |
| Reilstraße 18 ·                                                                    | 15. Sep. 2022                      | Eva Kanner (1931–) Eva Kanner wurde als zweite Tochter von Amalie und Salomon David Kanner in Halle geboren. Zusammen mit ihrer Mutter floh sie 1939 nach Frankreich und kam dort in das OSE-Kinderheim Villa Helvetia in Montmorency. Im Jahr 1941 ergab sich die Möglichkeit eines Kindertransports nach Portugal, von wo aus sie in die USA gebracht wurde. Ihre Eltern konnten erst 1946 nach New York City folgen. Im Jahr 1997 veröffentlichte sie ihre Erinnerungen in dem Buch Shattered Crystals. Später zog sie nach England um, wo sie als Journalistin arbeitete. Eve Kugler, wie sie mittlerweile hieß, nahm zudem 2022 an der Verlegung der Stolpersteine ihrer Familie teil. | Hier wohnte EVA KANNER verh. Kugler Jg. 1931 Flucht 1939 Frankreich 1941 mit Hilfe USA                                                                                          | Eva Kanner                                          |                              |
| Reilstraße 18 ·                                                                    | 15. Sep. 2022                      | Lea Kanner (1936–) Lea Kanner wurde als dritte Tochter von Amalie und Salomon David Kanner in Halle geboren. Sie floh mir ihrer Familie 1939 nach Frankreich, wo sie im Juli 1942 aufgrund der hohen Verhaftungsgefahr ihrer Eltern der Résistance übergeben wurde. Sie überlebte unter einem anderen Namen zunächst in einem Kloster und später auf einem Bauernhof. Nach der Befreiung Frankreichs wurde sie mit ihren Eltern wiedervereinigt und reiste 1946 mit ihnen zu ihren Schwestern in die USA aus. Sie wurde später Präsidentin der Society of Protozoologists. | Hier wohnte LEA KANNER verh. Bleyman Jg. 1936 Flucht 1939 Frankreich seit 1942 versteckt überlebt                                                                               | Lea Kanner                                          |                              |
| Richard-Wagner-Straße 11 ·                                                         | 4. Apr. 2006                       | Bertha Bacher (1863–1943) Bertha Bacher wurde in Magdeburg geboren. Ihre Eltern betrieben in Halle das „Sporthaus Julius Bacher“. Nach dem Tod ihrer Mutter 1930 lebte Bertha Bacher allein in der Wohnung in der Richard Wagner-Straße. Am 26. Mai 1941 musste sie in ein vermeintliches Altersheim in der Boelckestraße 24 (heute Dessauer Straße) umziehen. Am 19. September 1942 wurde sie nach Theresienstadt deportiert, wo sie am 12. Januar 1943 starb. Ihre Nichte Liselotte Wartenberg geb. Bacher (siehe Schleiermacherstraße 13) starb in Auschwitz. | Hier wohnte BERTHA BACHER Jg. 1863 deportiert 1942 Theresienstadt tot 12.1.1943                                                                                                 | Bertha Bacher                                       | Richard-Wagner-Straße 11     |
| Riebeckplatz 4 (ehemals Merseburger Straße 166) ·                                  | 9. Juni 2005                       | Selma (Jenny) Appel geb. Schwab (1888–1942) Selma Appel geb. Schwab wurde in Berkach (Thüringen) geboren und wohnte zunächst mit ihren Eltern und ihrem Bruder Julius in der Merseburger Straße 166. Zuletzt wohnte sie in einem „Judenhaus“ in der Hindenburgstraße 34 (heute Magdeburger Straße 7). Am 1. Juni 1942 wurde sie deportiert und zwei Tage später im Vernichtungslager Sobibor ermordet. | Hier wohnte SELMA APPEL geb. Schwab Jg. 1888 deportiert 30.5.1942 Sobibor ermordet 3.6.1942                                                                                     | Selma Appel geb. Schwab                             | überbaut                     |
| Riebeckplatz 4 (ehemals Merseburger Straße 166) ·                                  | 9. Juni 2005                       | Julius Schwab (1890–1942) Julius Schwab stammte aus Berkach (Thüringen). In Halle betrieb er eine Vieh- und Pferdehandlung. 1930 heiratete er Margarete Pauline geb. Günther, die vor der Hochzeit zum Judentum übertrat. Das Paar hatte zwei Söhne namens Günther und Max. Nach der Machtergreifung der Nationalsozialisten geriet Julius Schwab mit seinem Geschäft in zunehmende finanzielle Schwierigkeiten. In der Reichspogromnacht wurde er verhaftet und im KZ Buchenwald interniert. Am 26. Dezember kam er wieder frei, musste Deutschland aber innerhalb eines Monats verlassen. Nachdem er kein Visum für die Vereinigten Staaten erhielt, emigrierte er am 28. Januar 1939 in die Niederlande. In Amsterdam arbeitete er als Hausdiener. Nach der deutschen Besetzung der Niederlande wurde er am 4. September 1942 verhaftet und ins Durchgangslager Westerbork gebracht. Von hier aus wurde er ins KZ Auschwitz-Birkenau deportiert, wo er am 17. November 1942 ermordet wurde. Seine Frau und die beiden Söhne überlebten den Krieg in Halle. | Hier wohnte JULIUS SCHWAB Jg. 1890 1938 KZ Buchenwald ermordet 17.9.1942 Auschwitz                                                                                              | Julius Schwab                                       | überbaut                     |
| Riebeckplatz 8                                                                     | 11. März 2025                      | Arthur Mendel (1901–1944) | Hier wohnte ARTHUR MENDEL Jg. 1901 'Schutzhaft' 1938 KZ Buchenwald Flucht 1939 Holland Interniert Westerbork Deportiert 1944 Theresienstadt Auschwitz Ermordet                  | Arthur Mendel                                       | überbaut                     |
| Riebeckplatz 8                                                                     | 11. März 2025                      | Karola Mendel (1907–?) | Hier wohnte KAROLA MENDEL Jg. 1907 Flucht 1939 USA | Karola Mendel                                       | überbaut                     |
| Riebeckplatz 8                                                                     | 11. März 2025                      | Max Mendel (1871–1942) | Hier wohnte MAX MENDEL Jg. 1871 Deportiert 1942 Theresienstadt Ermordet 10.10.1942                                                                                              | Max Mendel                                          | überbaut                     |
| Röderberg 10 ·                                                                     | 17. Mai 2008                       | Otto Czech (1920–1941) Otto Czech war Patient in der Landesheilanstalt Altscherbitz. Er wurde am 24. Januar 1941 in die Tötungsanstalt Bernburg eingeliefert, wo er im Rahmen der Aktion T4 noch am selben Tag ermordet wurde. | Hier wohnte OTTO CZECH Jg. 1920 aus ‘Landesheilanstalt’ Altscherbitz am 24.1.1941 nach ‘Heilanstalt’ Bernburg ermordet 24.1.1941                                                | Otto Czech                                          | Röderberg 10                 |
| Rudolf-Breitscheid-Straße 14 (ehemals Königstraße) ·                               | 3. Nov. 2012                       | Hermann Hellermann (1857–1942) Hermann Hellermann stammte aus Untereisenheim und arbeitete als Handelsvertreter. Er und seine Frau Selma hatte einen Sohn, dem die Flucht in die Vereinigten Staaten gelang. Als sie ihre Wohnung in der Königstraße aufgeben mussten, fanden sie zunächst eine Bleibe in der Villa von Josef Schloß in der Königstraße 62 (heute Rudolf-Ernst-Weise-Straße 20). Dort starb Hermann Hellermann am 18. April 1942. | Hier wohnte HERMANN HELLERMANN Jg. 1857 vor der Deportation tot 18.4.1942 | Hermann Hellermann                                  | Rudolf-Breitscheid-Straße 14 |
| Rudolf-Breitscheid-Straße 14 (ehemals Königstraße) ·                               | 3. Nov. 2012                       | Selma Hellermann geb. Stern (1875–1942) Hermann Hellermann Ehefrau Selma geb. Stern stammte aus Kitzingen. Als sie und ihr Mann die Wohnung in der Königstraße aufgeben mussten, fanden sie zunächst eine Bleibe in der Villa von Josef Schloß in der Königstraße 62 (heute Rudolf-Ernst-Weise-Straße 20). Am 26. Juni 1942 wurde das Haus geräumt und die verbliebenen Bewohner mussten in ein vermeintliches Altersheim in der Boelckestraße 24 (heute Dessauer Straße) umziehen. Am 19. September 1942 wurde Selma Hellermann nach Theresienstadt deportiert, wo sie am 9. Oktober 1942 starb. | Hier wohnte SELMA HELLERMANN geb. Stern Jg. 1875 deportiert 1942 Theresienstadt tot 9.10.1942                                                                                   | Selma Hellermann geb. Stern                         | Rudolf-Breitscheid-Straße 14 |
| Rudolf-Breitscheid-Straße 18 (ehemals Königstraße 18) ·                            | 20. Juni 2023                      | Clotilde Brasch geb. Frank (1880–1942) Clothilde Frank wurde am 25. Februar 1880 in Forchheim geboren. Im Jahr 1914 heiratete sie in Berlin Emil Brasch (1868–1935), der in Halle die „Sächsisch-Thüringischen Scheuertuch- und Leinenlohnweberei“ etablierte, indem er mehrere Patente im Bereich der Scheuertücher erlangte. Clotilde übernahm nach seinem Tod das Geschäft, war aber 1939 gezwungen, es aufzugeben. Auch ihr Haus wurde ihr weggenommen. Nachdem ihre Kinder in Sicherheit waren, bemühte sie sich vergeblich um eine Ausreise und wurde am 1. Juni 1942 in das Vernichtungslager Sobibor deportiert, wo sie umgehend mit Gas ermordet wurde. | Hier wohnte CLOTILDE BRASCH geb. Frank Jg. 1880 deportiert 1.6.1942 Sobibor ermordet 3.6.1942                                                                                   |                                                     | abgerissen                   |
| Rudolf-Breitscheid-Straße 18 (ehemals Königstraße 18) ·                            | 20. Juni 2023                      | Gerhard Brasch (1915–1988) Gerhard Brasch wurde am 14. Oktober 1915 als Sohn von Emil und Clotilde Brasch geboren. Während der Reichspogromnacht (9. November 1938) wurde er verhaftet und in sogenannte Schutzhaft in das KZ Sachsenhausen gebracht. Seine Entlassung erfolgte am 14. März 1939 mit der Bedingung, dass er Deutschland schnellstmöglich verlassen werde, weshalb er im April 1939 nach Shanghai floh. Nach Kriegsende ging er im Jahr 1947 in die USA, wo er 1953 eingebürgert wurde und 1988 verstarb. | Hier wohnte GERHARD BRASCH Jg. 1915 ‚Schutzhaft‘ 1938 KZ Sachsenhausen Flucht 1939 Shanghai                                                                                     |                                                     | abgerissen                   |
| Rudolf-Breitscheid-Straße 18 (ehemals Königstraße 18) ·                            | 20. Juni 2023                      | Helga Brasch (1919–1984) Helga Brasch wurde am 2. Februar 1919 in Jena als Tochter von Emil und Clotilde Brasch geboren. Ihre Mutter ließ sie nach der Machtergreifung der Nationalsozialisten nach England bringen, doch Helga fühlte sich dort unwohl und kehrte freiwillig zurück, so dass sie als „jüdische Remigrantin“ festgenommen und in das Frauenkonzentrationslager Moringen gebracht wurde. Als dieses 1938 aufgelöst wurde, wurde sie in das KZ Lichtenburg verlegt. Mit Hilfe ihrer Mutter gelang ihr erneut die Flucht nach England. Sie absolvierte dort eine Ausbildung zur Krankenschwester und ging 1947 in die USA, wo sie 1953 eingebürgert wurde. In den 1970er Jahren besichtigte sie mit ihrem Sohn David das Elternhaus, das später abgerissen wurde. Sie starb im Jahr 1984 in Los Angeles. | Hier wohnte HELGA BRASCH Jg. 1919 Flucht England zurückgekehrt verhaftet KZ Moringen 1938 KZ Lichtenburg Flucht England                                                         |                                                     | abgerissen                   |
| Rudolf-Ernst-Weise-Straße 5 (ehemals Königstraße 29) ·                             | 15. Mai 2024                       | Willy Cohn (1888–1942) Cohn stammte aus Roßleben und kam im Alter von 12 Jahren nach Halle, wo seine Familie zunächst in der Magdeburger Straße 55 lebte. Er studierte in Halle und München Rechtswissenschaften und Nationalökonomie und promovierte 1914 in Leipzig. Nach dem Militärdienst im Ersten Weltkrieg absolvierte er einen kaufmännischen Kurs für Kriegsheimkehrer an der Handelskammer Magdeburg und stieg dann in das Bankhaus „Friedmann & Co“ seines Schwiegervaters Alfred Katz (siehe Hansering 2) ein. Mit seiner Frau Getrud Katz zog er in die Ludwig-Wucherer-Straße 28 um. Ein erneuter Umzug erfolgte nach der Geburt von drei Kindern (Eva Maria Clara 1921, Hanna Ruth und Hans Gerhard 1928) im Jahr 1930 in die Willy-Lohmann-Straße 10. Durch die Weltwirtschaftskrise ging die Bank zugrunde und Cohn wurde Grundstücksmakler und Lieferant. Die Ehe wurde 1935 geschieden, Gertrud zog mit den Kindern zu ihren Eltern, Willy in die Königstraße 43. Cohn wurde im November 1938 in Folge der Novemberpogrome 1938 in das KZ Buchenwald deportiert, aber einen Monat später entlassen. Er kehrte nach Halle zurück und zog in die Königstraße 29 um. Nachdem die Ausreise der drei Kinder nach England ermöglicht worden war, folgte Gertrud ihnen kurz vor Kriegsausbruch. Willy gelang zwar ebenfalls noch 1939 die Flucht nach Belgien, aber nach dem deutschen Einmarsch wurde er verhaftet. Er wurde nach Saint-Cyprien in einer Internierungslager gebracht, dann ins Lager Gurs und schließlich ins Sammellager Drancy, von dem aus er am 10. August 1942 nach Auschwitz deportiert wurde. Er erhielt keine Häftlingsnummer, sondern wurde sofort in den Gaskammern ermordet. | Hier wohnte WILLY COHN Jg. 1888 ‚Schutzhaft‘ 1938 KZ Buchenwald Flucht 1939 Belgien Interniert 1940 St-Cyprien, Gurs, Drancy deportiert 1942 Auschwitz ermordet                 | Willy Cohn                                          | Rudolf-Ernst-Weise-Straße 5  |
| Rudolf-Ernst-Weise-Straße 20 (ehemals Königstraße 62) ·                            | 29. Okt. 2010                      | Marie Klein geb. Schloß (1877–1944) Die Villa auf der Königstraße 62 wurde 1887 von dem aus Oberlauringen stammenden Viehhändler Moritz Schloss erworben. Hier lebte er mit seiner Frau Ellen Elise geb. Wormser und den acht Kindern Simon, Josef, Hugo, Wilhelm, Paula, Marie, Julius und Frieda. Moritz Schloß starb 1907, seine Frau 1927. Ihr Sohn Hugo starb 1918 durch Krankheit, Julius fiel 1918 im Ersten Weltkrieg. Simon Schloß übernahm das Familiengeschäft und bewohnte weiter die Villa. Er starb im Dezember 1941. Paula Schloß heiratete den Fabrikanten Josef Schlüchterer. Das Paar zog nach Köln und hatte zwei Töchter. Marie Schloß heiratete den Arzt Albert Klein und hatte mit ihm drei Söhne. Frieda heiratete den Juristen Max Lehmann. Das Paar hatte eine Tochter. Nach dem Tod von Simon Schloß bewohnten nur noch die inzwischen verwitwete Marie Klein und ihre Schwägerinnen Grechten und Emma Schloß die Villa. Bereits ab 1939 hatten sie aber auch Personen bei sich Unterkunft gewährt, die ihre Wohnungen verloren hatten. Bis Mai 1941 lebte der Anwalt Alfred Katz (siehe Hansering 2) bei ihnen. Zu den weiteren Gästen zählten Fanny Aronsohn (siehe Lafontainestraße 5), Nathan und Minna Frankenberg (siehe Feuerbachstraße 74), Hermann und Selma Hellermann (siehe Rudolf-Breitscheid-Straße 14), Familie Oppenheim (siehe Magdeburger Straße 28), Charlotte und Theodor Weiß (siehe Puschkinstraße 20), Otto und Frieda Pollak sowie Rosa Salomon (siehe Ludwig-Wucherer-Straße 28). Am 18. April starb Hermann Hellermann in der Villa der Familie Schloß. Fanny Aronsohn, Rosa Salomon, das Ehepaar Weiß und Familie Oppenheim wurden am 1. Juni 1942 deportiert und zwei Tage später im Vernichtungslager Sobibor ermordet. Marie Klein, Gretchen Schloß und Emma Schloß mussten gemeinsam mit dem Ehepaar Frankenberg und Selma Hellermann am 26. Juni 1942 die Villa verlassen und in ein vermeintliches Altersheim in der Boelckestraße 24 (heute Dessauer Straße) umziehen. Am 19. September 1942 wurden alle nach Theresienstadt deportiert. Dort starb Marie Klein am 31. Mai 1944. Paula Schlüchterer geb. Schloß überlebte den Krieg, indem sie nach England emigrierte. Auch Frieda Lehmann geb. Schloss überlebte. Sie emigrierte nach Chile. | Hier wohnte MARIE KLEIN geb. Schloss Jg. 1877 deportiert 1942 Theresienstadt tot 31.5.1944                                                                                      | Marie Klein geb. Schloß                             | Rudolf-Ernst-Weise-Straße 20 |
| Rudolf-Ernst-Weise-Straße 20 (ehemals Königstraße 62) ·                            | 29. Okt. 2010                      | Emma (Eva) Schloß geb. Ambach (1876–ca. 1943) Simon Schloß übernahm das Familiengeschäft und bewohnte weiter die Villa. Er heiratete die in Kleineibstadt geborene Emma Ambach. Simon Schloß starb im Dezember 1941. Nach seinem Tod bewohnten nur noch die inzwischen verwitwete Marie Klein und ihre Schwägerinnen Grechten und Emma Schloß die Villa. Die drei Frauen mussten am 26. Juni 1942 die Villa verlassen und in ein vermeintliches Altersheim in der Boelckestraße 24 (heute Dessauer Straße) umziehen. Am 19. September 1942 wurden alle nach Theresienstadt deportiert. Emma Schloß wurde am 15. Dezember 1943 weiter ins KZ Auschwitz-Birkenau transportiert. Ihr genauer Todestag ist unbekannt. | Hier wohnte EVA SCHLOSS geb. Ambach Jg. 1876 deportiert 1942 Theresienstadt 1943 Auschwitz ermordet                                                                             | Emma (Eva) Schloß geb. Ambach                       | Rudolf-Ernst-Weise-Straße 20 |
| Rudolf-Ernst-Weise-Straße 20 (ehemals Königstraße 62) ·                            | 29. Okt. 2010                      | Gretchen Schloß geb. Wiesengrund (1876–1943) Wilhelm Schloß heiratete die aus Dettelbach stammende Gretchen Wiesengrund und zog mit ihr in die Maybachstraße 1. Das Paar hatte einen Sohn namens Johannes (Hans), der später ins Familiengeschäft einstieg. Wilhelm Schloß starb 1929, seine Frau zog später wieder in die Villa auf der Königstraße. Nach dem Tod von Simon Schloß bewohnten nur noch die inzwischen verwitwete Marie Klein und ihre Schwägerinnen Grechten und Emma Schloß die Villa. Die drei Frauen mussten am 26. Juni 1942 die Villa verlassen und in ein vermeintliches Altersheim in der Boelckestraße 24 (heute Dessauer Straße) umziehen. Am 19. September 1942 wurden alle nach Theresienstadt deportiert. Dort starb Gretchen Schloß am 25. Januar 1943. | Hier wohnte GRETCHEN SCHLOSS geb. Wiesengrund Jg. 1876 deportiert 1942 Theresienstadt tot 25.1.1943                                                                             | Gretchen Schloß geb. Wiesengrund                    | Rudolf-Ernst-Weise-Straße 20 |
| Rudolf-Ernst-Weise-Straße 20 (ehemals Königstraße 62) ·                            | 29. Okt. 2010                      | Josef Schloß (1867–1940) Josef Schloß studierte Medizin und eröffnete in der Hindenburgstraße eine Kinderarztpraxis. Ab 1938 durfte er nicht mehr als Arzt praktizieren. Im selben Jahr wurde er vorübergehend im KZ Buchenwald interniert. Am 25. November 1940 nahm er sich das Leben. | Hier wohnte DR. JOSEF SCHLOSS Jg. 1867 vor Deportation Flucht in den Tod 25.11.1940                                                                                             | Josef Schloß                                        | Rudolf-Ernst-Weise-Straße 20 |
| Schleiermacherstraße 13 (ehemals Kronprinzenstraße) ·                              | 12. Dez. 2006                      | Lieselotte Wartenberg geb. Bacher (1906–1942) Lieselotte Bacher wurde in Halle geboren. Hier heiratete sie Werner Wartenberg. Das Paar hatte einen Sohn namens Walter. Werner Wartenberg war Gesellschafter des „Sporthauses Julius Bacher“, das vom Großvater seiner Frau gegründet worden war. 1938 wurde die Familie enteignet und zog nach Berlin. Spätestens 1939 wanderte Lieselotte Wartenberg mit ihrem Sohn nach Paris aus. Nach der deutschen Besetzung wurden sie verhaftet und im Durchgangslager Pithiviers interniert. Am 3. August 1942 wurde Lieselotte Wartenberg ins KZ Auschwitz deportiert, wo sie nach ihrer Ankunft zwei Tage später ermordet wurde. Lieselotte Wartenbergs Tante Berta Bacher (siehe Richard-Wagner-Straße 11) starb in Theresienstadt. | Hier wohnte LIESELOTTE WARTENBERG geb. Bacher Jg. 1906 Flucht 1940 Frankreich deportiert 1942 ermordet in Auschwitz                                                             | Lieselotte Wartenberg geb. Bacher                   | Schleiermacherstraße 13      |
| Schleiermacherstraße 13 (ehemals Kronprinzenstraße) ·                              | 12. Dez. 2006                      | Walter Wartenberg (1928–1942) Walter Wartenberg war der Sohn von Werner und Lieselotte Wartenberg. 1938 wurde die Familie enteignet und zog nach Berlin. Spätestens 1939 wanderte Lieselotte Wartenberg mit ihrem Sohn nach Paris aus. Nach der deutschen Besetzung wurden sie verhaftet und im Durchgangslager Pithiviers interniert. Am 7. August 1942 wurde Walter Wartenberg ins KZ Auschwitz deportiert, wo er am 9. August ermordet wurde. | Hier wohnte WALTER WARTENBERG Jg. 1928 Flucht 1940 Frankreich deportiert 1942 ermordet in Auschwitz                                                                             | Walter Wartenberg                                   | Schleiermacherstraße 13      |
| Schlosserstraße 29 ·                                                               | 4. Apr. 2006                       | Hermann August Wollschläger (1895–1940) Hermann August Wollschläger stammte aus Schulitz und war Mitglied der Religionsgemeinschaft der Zeugen Jehovas. Aufgrund seiner Religionszugehörigkeit wurde er im Mai 1937 mit 22 Glaubensgenossen verurteilt und musste eine Gefängnisstrafe von zwei Jahren und drei Monaten absitzen. Anschließend wurde er zunächst im KZ Sachsenhausen und später im KZ Neuengamme interniert, wo er am 25. März 1940 starb. | Hier wohnte HERMANN AUGUST WOLLSCHLÄGER Zeuge Jehovas Jg. 1895 verhaftet 1937 KZ Neuengamme ermordet 25.3.1940                                                                  | Hermann August Wollschläger                         | Schlosserstraße 29           |
| Schopenhauerstraße 4 (ehemals Roonstraße 3) ·                                      | 16. Mai 2024                       | Christa Ruhmann (1941–1944) Christa war das achte Kind von Else Ruhmann und Max Bertram und wurde am 1. April 1941 – drei Jahre nach der Scheidung der Eltern – geboren. Schon am 29. Mai 1941 wurde sie in das städtische Kinderheim Adelheidsruh in der Roonstraße 3 (heute Schopenhauerstraße 4) gebracht. Die meisten anderen Kinder von Else befanden sich zu diesem Zeitpunkt in Bad Langensalza. Im August 1943 wurde die Einweisung in die Landesheilanstalt Uchtspringe in die Wege geleitet, da Christa nicht spreche, nicht spiele, nicht laufe, aber zeitweilig zu Wutanfällen neige und „nicht bildungsfähig“ sei. Dort kam sie am 15. Oktober 1943 an und man diagnostizierte bei ihr „angeborenen Schwachsinn schweren Grades“. Sie wurde kurz darauf in die ‚Kinderfachabteilung‘ überwiesen, wo man sie als „völlig idiotisch“ und „reinen Pflegefall“ einstufte. Christa starb am 1. Februar 1944 an „Bronchopneumonie und Kreislaufschwäche“. Dies entspricht den gängigen Mustern der Kinder-Euthanasie der Einrichtung, in der Kinder gezielt unterernährt und mit Überdosen von Luminal getötet wurden. Zum Zeitpunkt von Christas Tod leitete Hildegard Wesse die ‚Kinderfachabteilung‘. | Hier wohnte CHRISTA RUHMANN 11.4.1941 eingewiesen 29.5.1941 Kinderheim Halle ‚verlegt‘ 15.10.1943 ‚Heilanstalt‘ Uchtspringe ‚Kinderfachabteilung‘ ermordet 1.2.1944             | Christa Ruhmann                                     | Schopenhauerstraße 4         |
| Schwuchtstraße 6 (ehemals 17) ·                                                    | 25. Okt. 2013                      | Arnold Dan Japha (1877–1943) Arnold Japha wurde am 12. September 1877 als Sohn eines Großkaufmanns in Königsberg geboren. Er hatte einen Zwillingsbruder namens Erich sowie zwei weitere Brüder namens Georg und Felix. Arnold Japha legte 1896 in Königsberg das Abitur ab und studierte von 1898 bis 1900 Naturwissenschaften und Medizin in Freiburg und Königsberg. An der Universität Königsberg legte er 1901 das medizinische Staatsexamen ab und erhielt den Titel eines Dr. med. Im Anschluss diente er als Einjährig-Freiwilliger im Militärdienst. 1906/07 promovierte er in Königsberg zum Dr. phil. In den folgenden Jahren bekleidete er Assistenzstellen an den Zoologischen Instituten in Tübingen und Halle. 1910 habilitierte er sich in Halle und lehrte als Privatdozent. Daneben nahm er regelmäßig an Wehrübungen teil und wurde 1912 zum Stabsarzt befördert. Im Ersten Weltkrieg diente er als Stabs- und Bataillonsarzt und erhielt für seine Leistungen das Eiserne Kreuz I. und II. Klasse. 1921 wurde er Stadtarzt in Halle. 1923 wurde er zum außerordentlichen Professor für Anthropologie berufen. Nach der Machtergreifung der Nationalsozialisten wurde ihm im September 1933 zunächst die Vergütung für seine Lehrtätigkeit gestrichen, im Oktober wurde er beurlaubt und am 1. Mai 1935 schließlich zwangsweise in den Ruhestand versetzt. Zum Jahresende 1935 wurde ihm seine Professur entzogen. 1943 wurde ihm die Einweisung in ein Konzentrationslager angedroht, woraufhin er sich am 16. Mai 1943 selbst das Leben nahm. Die Verlegung des Stolpersteins war ursprünglich für den 26. Sep. 2013 geplant. Eine Neuvergabe der Hausnummern machte jedoch kurzfristig weitere Recherchen und somit eine Verschiebung des Termins nötig. Die Verlegung wurde schließlich am 25. Oktober nachgeholt. | Hier wohnte ARNOLD JAPHA Jg. 1877 vor der Deportation Flucht in den Tod 16.5.1943                                                                                               | Arnold Dan Japha                                    | Schwuchtstraße 6             |
| Seebener Straße 11 ·                                                               | 29. Mai 2007                       | Frieda Hirsch geb. Loewenthal (1878–1942) Frieda Hirsch geb. Loewenthal stammte aus Ueckermünde. Die Wohnung in der Seebener Straße mussten sie und ihr Mann Isidor aufgeben und in ein vermeintliches Altersheim in der Boelckestraße 24 (heute Dessauer Straße) umziehen. Dort starb Isidor Hirsch am 13. Mai 1942. Am 1. Juni 1942 wurde Frieda Hirsch deportiert und zwei Tage später im Vernichtungslager Sobibor ermordet. | Hier wohnte FRIEDA HIRSCH geb. Loewenthal Jg. 1878 deportiert 1942 Sobibor ermordet 3.6.1942                                                                                    | Frieda Hirsch geb. Loewenthal                       | Seebener Straße 11           |
| Seebener Straße 11 ·                                                               | 29. Mai 2007                       | Isidor Hirsch (1870–1942) Isidor Hirsch wurde in Briesen geboren. Die Wohnung in der Seebener Straße mussten und seine Frau Frieda aufgeben und in ein vermeintliches Altersheim in der Boelckestraße 24 (heute Dessauer Straße) umziehen. Dort starb Isidor Hirsch am 13. Mai 1942. | Hier wohnte ISIDOR HIRSCH Jg. 1870 vor der Deportation tot 13.5.1942 | Isidor Hirsch                                       | Seebener Straße 11           |
| Seebener Straße 177 ·                                                              | 12. Dez. 2006                      | Clara Graf geb. Pollak (1871–1942) Clara Graf geb. Pollak stammte aus Magdeburg. Sie und ihr Mann Eduard hatten vier Kinder: Curt, Gertrud, Elly und Irene. Clara Graf zog nach dem Tod ihres Mannes zu ihrer Tochter Irene in die Marienstraße 20. Am 19. September 1942 sollte sie nach Theresienstadt deportiert werden. Dem entzog sie sich einen Tag zuvor durch Suizid. | Hier wohnte CLARA GRAF geb. Pollak Jg. 1871 Flucht in den Tod vor Deportation 18.9.1942                                                                                         | Clara Graf geb. Pollak                              | Seebener Straße 177          |
| Seebener Straße 177 ·                                                              | 12. Dez. 2006                      | Eduard Graf (1868–1938) Eduard Graf stammte aus Halle und war Inhaber eines Betten-Fachgeschäfts. Als er dieses 1938 aufgeben musste, nahm er sich am 28. Dezember 1938 das Leben. | Hier wohnte EDUARD GRAF Jg. 1868 Flucht in den Tod nach Enteignung 28.12.1938                                                                                                   | Eduard Graf                                         | Seebener Straße 177          |
| Seebener Straße 177 ·                                                              | 12. Dez. 2006                      | Irene Schulze geb. Graf (1905–1943) Irene Schulze geb. Graf war die Tochter von Eduard und Clara Graf. Sie heiratete den Volkswirt Fritz Kurt Schulze. Irene Schulze nahm sich am 7. Oktober 1943 das Leben. Ihre Schwester Elly emigrierte nach Schweden, ihr Bruder Curt nach Chile. Ihre zweite Schwester Gertrud wurde im Februar 1945 nach Theresienstadt deportiert. Sie überlebte ihre Gefangenschaft. | Hier wohnte DR. IRENE SCHULZE geb. Graf Jg. 1905 Flucht in den Tod 7.10.1943 | Irene Schulze geb. Graf                             | Seebener Straße 177          |
| Sternstraße 11 ·                                                                   | 9. Juni 2005                       | Amalie Israel geb. Kanner (1891–ca. 1942) Amalie Israel geb. Kanner stammte aus Halle. Aus der Ehe mit Hirsch Israel gingen zwei Töchter namens Betty und Sadie hervor. Das Ehepaar betrieb in Halle zwei Textilwarengeschäfte. Im Rahmen der „Polenaktion“ wurden Hirsch und Amalie Israel am 29. Oktober 1938 über die polnische Grenze getrieben. In Polen ließen sie sich in Hirsch Israels Heimatstadt Debica nieder. 1942 verliert sich ihre Spur. Ihre beiden Töchter wanderten vor Kriegsbeginn nach Palästina aus. Am 16. Dezember 2005 wurden die Stolpersteine in der Sternstraße von Unbekannten mit Teer übergossen. | Hier wohnte AMALIE ISRAEL geb. Kanner Jg. 1891 vertrieben 28.10.1938 Polen tot 1942 bei Debica                                                                                  | Amalie Israel geb. Kanner                           | Sternstraße 11               |
| Sternstraße 11 ·                                                                   | 9. Juni 2005                       | Hirsch (Hermann) Israel (1885–ca. 1942) Hirsch Israel stammte aus Debica. Er und seine Frau Amalie betrieben in Halle zwei Textilwarengeschäfte. Im Rahmen der „Polenaktion“ wurden Hirsch und Amalie Israel am 29. Oktober 1938 über die polnische Grenze getrieben. In Polen ließen sie sich in Hirsch Israels Heimatstadt nieder. 1942 verliert sich ihre Spur. Am 16. Dezember 2005 wurden die Stolpersteine in der Sternstraße von Unbekannten mit Teer übergossen. | Hier wohnte HIRSCH ISRAEL Jg. 1885 vertrieben 28.10.1938 Polen tot 1942 bei Debica                                                                                              | Hirsch Israel                                       | Sternstraße 11               |
| Sternstraße 11 ·                                                                   | 9. Juni 2005                       | Gerda Padawer (1927–?) Gerda Padawer, Tochter von Shejndel (Jenny) Padawer geb. Geminder und Hermann (Chaim) Padawer, wurde im Rahmen der „Polenaktion“ zusammen mit ihren Eltern und ihrer Schwester am 29. Oktober 1938 über die polnische Grenze getrieben. In Polen ließ sich die Familie in Mielec nieder. Nach dem deutschen Einmarsch in Polen wurden Shejndel Padawer und ihre Töchter zunächst in ein nahe Mielec gelegenes Arbeitslager gebracht und 1944 ins KZ Stutthof deportiert, wo sie später starben. Am 16. Dezember 2005 wurden die Stolpersteine in der Sternstraße von Unbekannten mit Teer übergossen. | Hier wohnte GERDA PADAWER Jg. 1927 vertrieben 28.10.1938 Polen tot in Stutthof                                                                                                  | Gerda Padawer                                       | Sternstraße 11               |
| Sternstraße 11 ·                                                                   | 9. Juni 2005                       | Hella Padawer (1920–?) Hella Padawer, Tochter von Shejndel (Jenny) Padawer geb. Geminder und Hermann (Chaim) Padawer, wurde im Rahmen der „Polenaktion“ zusammen mit ihren Eltern und ihrer Schwester am 29. Oktober 1938 über die polnische Grenze getrieben. In Polen ließ sich die Familie in Mielec nieder. Nach dem deutschen Einmarsch in Polen wurden Shejndel Padawer und ihre Töchter zunächst in ein nahe Mielec gelegenes Arbeitslager gebracht und 1944 ins KZ Stutthof deportiert, wo sie später starben. Am 16. Dezember 2005 wurden die Stolpersteine in der Sternstraße von Unbekannten mit Teer übergossen. | Hier wohnte HELLA PADAWER Jg. 1920 vertrieben 28.10.1938 Polen tot in Stutthof                                                                                                  | Hella Padawer                                       | Sternstraße 11               |
| Sternstraße 11 ·                                                                   | 9. Juni 2005                       | Shejndel (Jenny) Padawer geb. Geminder (ca. 1900–?) Shejndel (Jenny) geb. Geminder wurde in Mielec geboren. Sie war verheiratet mit Hermann (Chaim) Padawer. Sie hatten zwei Töchter namens Gerda und Hella. Das Ehepaar Padawer betrieb einen Textilwarenhandel. Im Rahmen der „Polenaktion“ wurde die Familie am 29. Oktober 1938 über die polnische Grenze getrieben. In Polen ließen sie sich wieder in Mielec nieder. Nach dem deutschen Einmarsch in Polen wurden Shejndel Padawer und ihre Töchter zunächst in ein nahe Mielec gelegenes Arbeitslager gebracht und 1944 ins KZ Stutthof deportiert, wo sie später starben. Hermann Padawer überlebte den Krieg. Er heiratete später Helene Geminder, die Witwe von Shejndel Padawers ebenfalls ermordeten Bruder Yedidia Geminder (siehe Mühlweg 36). Am 16. Dezember 2005 wurden die Stolpersteine in der Sternstraße von Unbekannten mit Teer übergossen. | Hier wohnte JENNY PADAWER geb. Geminder vertrieben 28.10.1938 Polen tot in Stutthof                                                                                             | Jenny Padawer geb. Geminder                         | Sternstraße 11               |
| Südstraße 51 ·                                                                     | 10. Nov. 2015                      | Aron (Arno) Plasterek (1868–1944) Aron Plasterek stammte aus Posen. Er war mit der Nichtjüdin Else Plasterek verheiratet. 1929 kam in Halle der gemeinsame Sohn Heinz-Arno zur Welt. Die Ehe wurde später geschieden. Aron Plasterek lebte zuletzt in Berlin. Von dort aus wurde er am 10. Januar 1944 ins Ghetto Theresienstadt deportiert, wo er am 18. April den Tod fand. | Hier wohnte ARON PLASTEREK Jg. 1863 deportiert 1944 Theresienstadt ermordet 18.4.1944                                                                                           | Stolperstein für Aron Plasterek in Halle (Saale)    | Südstraße 51                 |
| Talamtstraße 6 ·                                                                   | 6. Mai 2004                        | Hermine Hirschfeld geb. Rose (1875–1945) Hermine Hirschfeld geb. Rose stammte aus Niederntudorf. Sie und ihr Mann Jacob René hatten vier Söhne namens Ludwig, Rolf, Fritz und Joachim Wolfgang. Hermine Hirschfeld wurde am 19. September 1942 nach Theresienstadt deportiert, wo sie am 4. Januar 1945 starb. Allen Söhnen gelang die Flucht auch Deutschland. Ludwig Hirschfeld emigrierte nach Schweden, Rolf Hirschfeld nach Bolivien, Fritz Hirschfeld nach England und Joachim Wolfgang Hirschfeld in die Schweiz. | Hier wohnte HERMINE HIRSCHFELD geb. Rose Jg. 1875 deportiert 1942 Theresienstadt tot 4.1.1945                                                                                   | Hermine Hirschfeld geb. Rose                        | Talamtstraße 6               |
| Talamtstraße 6 ·                                                                   | 6. Mai 2004                        | Jacob René Hirschfeld (1878–1942) Der aus Berlin stammende René Hirschfeld diente im Ersten Weltkrieg als Frontsoldat und arbeitete in Halle als Schneidermeister. Er wurde zunächst ins KZ Sachsenhausen gebracht und später nach Auschwitz deportiert, wo er am 2. November 1942 zu Tode kam. | Hier wohnte RENÉ HIRSCHFELD Jg. 1878 deportiert Sachsenhausen ermordet 2.11.1942 Auschwitz                                                                                      | Jacob René Hirschfeld                               | Talamtstraße 6               |
| Turmstraße 156 ·                                                                   | 10. Nov. 2015                      | Elise Cerf (1870–1942) Elise Cerf stammte aus Halle und betrieb hier ein Geschäft. Ihre Wohnung in der Turmstraße musste sie aufgeben und in ein vermeintliches Altersheim in der Boelckestraße 24 (heute Dessauer Straße) umziehen. Am 20. September 1942 wurde sie ins Ghetto Theresienstadt deportiert, wo sie am 19. Oktober 1942 starb. | Hier wohnte ELISE CERF Jg. 1870 deportiert 19.9.1942 Theresienstadt tot 19.10.1942                                                                                              | Stolperstein für Elise Cerf in Halle (Saale)        | Turmstraße 156               |
| Uhlandstraße 7 ·                                                                   | 25. Sep. 2022                      | Kurt Koch (1905–1976) Kurt Koch wurde am 22. November 1905 in Halle geboren. Er wuchs in der Glauchaer Straße 19, in der Jakobstraße und in der Torstraße auf. Als er 14 Jahre alt war, starb sein Vater, so dass er Arbeiter wurde. Im Jahr 1939 wurde er verhaftet und wegen „gleichgeschlechtlichen Handlungen“ nach § 175 zu 15 Monaten Haft verurteilt. Am 23. Dezember 1940, dem Tag der geplanten Haftentlassung, wurde er in „Schutzhaft“ genommen und kam daher ins Polizeigefängnis am Hallmarkt. Am 6. Februar 1941 wurde er in das KZ Buchenwald deportiert und mit dem Rosa Winkel versehen. Er musste Zwangsarbeit im Bahnbau und im Steinbruch leisten und wurde am 15. September 1942 in das KZ Groß-Rosen verlegt, wo er im Außenlager Dyhernfurth II in einer Kampfgasfabrik (Tabun, Sarin) arbeiten musste. Als die Rote Armee nahte, wurden die Inhaftierten auf einen Todesmarsch in Richtung Westen geschickt und so kam Koch Mitte Februar 1945 in das KZ Mittelbau bei Nordhausen sowie einen Monat später in die Boelcke-Kaserne, die zu diesem Zeitpunkt als „Kranken- und Sterbelager des Mittelbau-Komplexes“ diente. Nach der Befreiung kehrte er nach Halle zurück, war zeitweise verheiratet und starb am 12. Januar 1976 im Alter von 70 Jahren. | Hier wohnte KURT KOCH Jg. 1905 verhaftet 1939 1939 verurteilt § 175 Gefängnishaft Seit 1941 in mehreren KZ 1945 in Nordhausen Boelcke-Kaserne befreit                           | Kurt Koch                                           |                              |
| Uhlandstraße 10 ·                                                                  | 12. Dez. 2006                      | Sofia Loewenthal geb. Meyerfeld (1880–1942) Die Krankenschwester Sofia Loewenthal geb. Meyerfeld stammte aus Spangenberg und kam mit ihrer Schwester Rosalie Meyerfeld bei Johanna Ziegelroth unter. Die Wohnung in der Uhlandstraße mussten die drei Frauen später verlassen und in ein „Judenhaus“ in der Hindenburgstraße 34 (heute Magdeburger Straße 7) umziehen. Am 1. Juni 1942 wurden Rosalie Meyerfeld und Sofia Loewenthal deportiert und zwei Tage später im Vernichtungslager Sobibor ermordet. | Hier wohnte SOFIA LOEWENTHAL geb. MEYERFELD Jg. 1880 deportiert 1942 Lublin ermordet 3.6.1942 Sobibor                                                                           | Sofia Loewenthal geb. Meyerfeld                     | Uhlandstraße 10              |
| Uhlandstraße 10 ·                                                                  | 12. Dez. 2006                      | Rosalie Meyerfeld (1876–1942) Rosalie Meyerfeld stammte wie ihre Schwester Sofia Loewenthal geb. Meyerfeld aus Spangenberg und arbeitete ebenfalls als Krankenschwester. Beide kamen in Halle bei Johanna Ziegelroth unter. Die Wohnung in der Uhlandstraße mussten die drei Frauen später verlassen und in ein „Judenhaus“ in der Hindenburgstraße 34 (heute Magdeburger Straße 7) umziehen. Am 1. Juni 1942 wurden Rosalie Meyerfeld und Sofia Loewenthal deportiert und zwei Tage später im Vernichtungslager Sobibor ermordet. | Hier wohnte ROSALIE MEYERFELD Jg. 1876 deportiert 1942 Lublin ermordet 3.6.1942 Sobibor                                                                                         | Rosalie Meyerfeld                                   | Uhlandstraße 10              |
| Uhlandstraße 10 ·                                                                  | 12. Dez. 2006                      | Johanna Ziegelroth geb. Oppenheimer (1864–1943) Johanna Ziegelroth wurde in Heiligenstadt geboren und arbeitete in Halle als Krankenschwester. Sie war die Schwester des Gemeindearztes der jüdischen Gemeinde Halle Gustav Oppenheimer. Gemeinsam mit dessen Frau Emilie (siehe Händelstraße 3) unterstützte sie ihren Bruder bei seinem Einsatz für finanziell schlecht gestellte Familien und leitete das von ihm gegründete Kinderferienheim in der Dölauer Heide. Johanna Ziegelroth nahm die beiden Krankenschwestern Rosalie Meyerfeld und deren Schwester Sofia Loewenthal in ihrer Wohnung auf. Die Wohnung in der Uhlandstraße mussten die drei Frauen später verlassen und in ein „Judenhaus“ in der Hindenburgstraße 34 (heute Magdeburger Straße 7) umziehen. Johanna Ziegelroth musste am 19. Mai 1941 weiter in ein vermeintliches Altersheim in der Boelckestraße 24 (heute Dessauer Straße) umziehen. Sie wurde am 19. September 1942 nach Theresienstadt deportiert, wo sie am 22. Januar 1943 starb. | Hier wohnte JOHANNA ZIEGELROTH geb. Oppenheimer Jg. 1864 deportiert 1942 Theresienstadt tot 22.1.1943                                                                           | Johanna Ziegelroth geb. Oppenheimer                 | Uhlandstraße 10              |
| Universitätsring 6 ·                                                               | 15. Okt. 2011                      | Rosa Landau geb. Sadger (1873–1944) Rosa Landau geb. Sadger stammte aus Krakau. Sie und ihr Mann Salomon hatten zwei Töchter namens Anneliese und Grete. Ein Sohn starb bereits sehr jung. Salomon und Rosa Landau zogen später zu ihrer Tochter Grete nach Berlin, Anneliese Landau emigrierte in die Vereinigten Staaten. Am 3. Oktober 1942 wurden Salomon und Rosa Landau nach Theresienstadt deportiert. Rosa Salomon starb dort am 21. Dezember 1944. | Hier wohnte ROSA LANDAU geb. Sadger Jg. 1873 deportiert 3.10.1942 Theresienstadt tot 21.12.1944                                                                                 | Rosa Landau geb. Sadger                             | Universitätsring 6           |
| Universitätsring 6 ·                                                               | 15. Okt. 2011                      | Salomon Landau (1864–1943) Salomon Landau stammte aus Neu Sandez und betrieb in Halle ein Großgeschäft für Eier. Er und seine Frau Rosa zogen später zu ihrer Tochter Grete nach Berlin. Am 3. Oktober 1942 wurden Salomon und Rosa Landau nach Theresienstadt deportiert. Salomon Landau starb dort am 13. Juni 1943. | Hier wohnte SALOMON LANDAU Jg. 1864 deportiert 3.10.1942 Theresienstadt tot 13.6.1943                                                                                           | Salomon Landau                                      | Universitätsring 6           |
| Universitätsring 6 ·                                                               | 15. Okt. 2011                      | Grete Paechter geb. Landau (1898–1941) Grete Landau, Tochter von Salomon und Rosa Landau heiratete den Juristen Curt Julius Paechter und zog mit ihm nach Berlin. Mit ihm hatte sie drei Kinder. Nach der Reichspogromnacht wurde Curt Julius Paechter verhaftet. Grete Paechters Kinder konnten nach England ausreisen. Grete Paechter nahm ihre Eltern bei sich auf und wurde später zur Zwangsarbeit verpflichtet. In deren Folge zog sie sich eine Blinddarmentzündung zu, an der sie am 31. Dezember 1941 starb. Curt Julius Paechter war in Theresienstadt und im KZ Bergen-Belsen interniert. Er starb wenige Monate nach seiner Befreiung am 31. Dezember 1945 an den Folgen seiner Inhaftierung. | Hier wohnte GRETE PAECHTER geb. Landau Jg. 1898 Zwangsarbeit Berlin tot 31.13.1941                                                                                              | Grete Paechter geb. Landau                          | Universitätsring 6           |
| Universitätsring 15 ·                                                              | 11. Okt. 2014                      | Clara Radlauer geb. Krayn (1879–1942) Clara Radlauer stammte aus Pudewitz und war verwitwet. Sie musste ihre Wohnung am Universitätsring verlassen und in das „Judenhaus“ in der Forsterstraße 13 umziehen. Am 1. Juni 1942 wurde sie deportiert und zwei Tage später im Vernichtungslager Sobibor ermordet. | Hier wohnte CLARA RADLAUER geb. Krayn Jg. 1879 deportiert 1.6.1942 Sobibor ermordet 3.6.1942                                                                                    | Clara Radlauer geb. Krayn                           | Universitätsring 15          |
| Universitätsring 19–20 ·                                                           | 12. Dez. 2006                      | Cuno Helft (1873–1942) Cuno Helft wurde in Bleicherode geboren. Er war in Halle Teilhaber zweier Kaufhäuser. In erster Ehe war er mit Ida geb. Elsberg verheiratet. Mit ihr hatte er zwei Söhne namens Hans und Gerhard. Ida Helft starb 1935. Cuno Helft verkaufte daraufhin sein Haus am Universitätsring und zog in eine Wohnung am Mühlweg 21. Diese musste er aber bald verlassen und in ein „Judenhaus“ in der Händelstraße 26 umziehen. Später musste er nochmals in die Forsterstraße 13 umziehen. Dort heiratete er die geschiedene Lucie Stern geb. Heinemann (siehe Albert-Schweitzer-Straße 54). Kurz darauf wurden beide am 1. Juni 1942 deportiert und zwei Tage später im Vernichtungslager Sobibor ermordet. Cuno Helfts Söhne aus erster Ehe überlebten den Krieg. Hans Helft emigrierte nach Chile, Gerhard Helft nach Argentinien. | Hier wohnte CUNO HELFT Jg. 1873 deportiert 1942 Lublin ermordet 3.6.1942 Sobibor                                                                                                | Cuno Helft                                          | Universitätsring 19–20       |
| Weidenplan 7/8 ·                                                                   | 28. Juni 2021                      | Wilhelm Willinger (1879–1943) Wilhelm Willinger stammte aus Myslowitz, arbeitete als Dekorateur in Karlsruhe und Hannover und als Chefdekorateur und Kaufmann in Düsseldorf. Er kam 1935 nach Halle und lebte zunächst in der Albrechtstraße (heute Puschkinstraße) 11, bevor er in ein Zimmer am Weidenplan umzog. Er wurde in der Reichspogromnacht in das KZ Buchenwald gebracht, aber einen Monat später wieder freigelassen. Er zog mit Frau und Kind in die Hindenburgstraße 8 (heute Magdeburger Straße, Gebäude 1945 zerstört), wurde aber am 28. Januar 1942 in das hallesche Polizeigefängnis gebracht und am 1. Februar 1943 nach Auschwitz deportiert, wo er am 7. Februar 1943 mit 68 Jahren an angeblicher „Altersschwäche“ starb. | Hier wohnte WILHELM WILLINGER Jg. 1879 Schutzhaft 1938 Buchenwald deportiert 1942 Auschwitz ermordet 7.2.1943                                                                   | Wilhelm Willinger                                   | abgerissen                   |
| Weidenplan 9 ·                                                                     | 28. Nov. 2019                      | Simon Schwarz (1866–1940) Simon Schwarz stammte aus Köln und arbeitete in Halle als Privatgelehrter. Am 1. Oktober 1940 wurde er als Patient in die Landesheilanstalt Altscherbitz eingewiesen. Dort starb er bereits am 6. Oktober 1940, angeblich an seniler Demenz und Marasmus. | Hier wohnte SIMON SCHWARZ Jg. 1866 ‚eingewiesen‘ 1.10.1940 Heilanstalt Altscherbitz ermordet 6.10.1940                                                                          | Simon Schwarz                                       | abgerissen                   |
| Wielandstraße 12 ·                                                                 | 15. Okt. 2011                      | Seraphine Lavoipiere geb. Davidsohn (1871–1943) Seraphine Lavoipiere stammte aus Schrimm und besaß als Witwe eine Wohnung in der Wielandstraße 12. Diese musste sie nach der Machtergreifung der Nationalsozialisten verlassen und in ein vermeintliches Altersheim in der Boelckestraße 24 (heute Dessauer Straße) umziehen. Am 20. September 1942 wurde sie ins Ghetto Theresienstadt deportiert, wo sie am 3. Februar 1943 starb. | Hier wohnte SERAPHINE LAVOIPIERE geb. Davidsohn Jg. 1871 deportiert 1942 Theresienstadt tot 3.2.1943                                                                            | Seraphine Lavoipiere geb. Davidsohn                 | Wielandstraße 12             |
| Willy-Brandt-Straße 8 (ehemals Lindenstraße) ·                                     | 11. Okt. 2014                      | Minna Simon geb. Mahnhardt (1886–1943) Minna geb. Mahnhardt war keine gebürtige Jüdin, wurde aber nach ihrer Heirat mit Siegfried Simon als Mitglied der jüdischen Gemeinde geführt. Das Ehepaar hatte sechs Kinder, von denen vier Deutschland verlassen konnten. Siegfried Simon starb 1936. Mit ihrem Sohn Erich und ihrer Tochter Martha zog Minna Simon später in das „Judenhaus“ in der Forsterstraße 13. Dort starb die schwer zuckerkranke Frau am 27. Februar 1943. | Hier wohnte MINNA SIMON geb. Mahnhardt Jg. 1886 Zwangsumzug ‘Judenhaus’ vor Deportation tot 9.2.1943                                                                            | Minna Simon geb. Mahnhardt                          | Willy-Brandt-Straße 8        |
| Willy-Brandt-Straße 8 (ehemals Lindenstraße) ·                                     | 11. Okt. 2014                      | Martha Simon (1907–1944) Martha Simon war die Tochter von Minna Simon. Sie und ihr Bruder Erich waren in Halle bei ihrer kranken Mutter geblieben, wo die Familie später in das „Judenhaus“ in der Forsterstraße 13 umziehen musste. Anfang März 1943 wurden Martha und Erich Simon zunächst ins Ghetto Theresienstadt und von dort am 4. Oktober 1944 weiter nach Auschwitz deportiert, wo sie den Tod fanden. | Hier wohnte MARTHA SIMON Jg. 1907 deportiert 1943 Theresienstadt 1944 Auschwitz ermordet                                                                                        | Martha Simon                                        | Willy-Brandt-Straße 8        |
| Willy-Brandt-Straße 8 (ehemals Lindenstraße) ·                                     | 11. Okt. 2014                      | Erich Simon (1923–1944) Erich Simon war der Sohn von Minna Simon. Er und seine Schwester Martha waren in Halle bei ihrer kranken Mutter geblieben, wo die Familie später in das „Judenhaus“ in der Forsterstraße 13 umziehen musste. Anfang März 1943 wurden Martha und Erich Simon zunächst ins Ghetto Theresienstadt und von dort am 4. Oktober 1944 weiter nach Auschwitz deportiert, wo sie den Tod fanden. | Hier wohnte ERICH SIMON Jg. 1923 deportiert 1943 Theresienstadt 1944 Auschwitz ermordet                                                                                         | Erich Simon                                         | Willy-Brandt-Straße 8        |
| Willy-Brandt-Straße 47 (ehemals Lindenstraße) ·                                    | 11. März 2025                      | Franz Peters (1888–1933) Otto Franz Peters wurde am 18. Dezember 1888 in Giebichenstein geboren, wurde Maurer und trat im Jahr 1907 in die SPD ein. Er heiratete 1911 die Tochter von Adolf Albrecht, mit der er in die Rosenstraße 3 umzog. Die Geburt des ersten Kindes führte zum Umzug in die Blumenthalstraße 23. Nach dem Ersten Weltkrieg wurde er von 1918 bis 1922 Mitglied der USPD. Er zog 1924 mit seiner Familie in die Königstraße 56 um, wurde SPD-Bezirkssekretär, später SPD-Bezirksvorsitzender (1927–1933) und SPD-Fraktionsvorsitzender in der halleschen Stadtverordnetenversammlung (1929–1933). Peters war zudem Mitglied des Provinziallandtages der preußischen Provinz Sachsen, Mitglied des Provinzialrates (1920–1933) und des Reichstags (1924–1933). Für die Leipziger Volkszeitung war er verantwortlicher Redakteur für den Bereich Halle-Merseburg. Mit dem Aufstieg der Nationalsozialisten geriet er immer mehr unter Druck und bekam zeitweise Polizeischutz. Er erkrankte schwer und zog 1932 in die Nähe Familie Albrecht – in die Lindenstraße 47 – um. Er gehörte zu den Abgeordneten, die gegen das Ermächtigungsgesetz vom 24. März 1933 stimmten. Kurz – am 10. Mai 1933 – darauf kam es zu einer nächtlichen Hausdurchsuchung. Er wurde wegen Beleidigung von NSDAP und Rudolf Jordan festgenommen und im Roten Ochsen inhaftiert. Sein Zustand verschlechterte sich, so dass er entlassen und in eine Universitätsklinik verlegt wurde. Im Juni 1933 konnte er das Krankenhaus verlassen, litt aber weiterhin an Herzklappenentzündung, Herzmuskel- und Kreislaufschwäche und verstarb am 11. August 1933 mit nur 44 Jahren. Er wurde in der Familiengrabstätte der Familie Albrecht auf dem Südfriedhof bestattet. | Hier wohnte FRANZ PETERS Jg. 1888 Mitglied der SPD verhaftet 10.5.1933 Strafanstalt Roter Ochse entlassen tot 11.8.1933                                                         | Franz Peters                                        | Willy-Brandt-Straße 47       |
| Willy-Brandt-Straße/Turmstraße (ehemals Lindenstraße 54) ·                         | 11. Okt. 2014                      | Adolf Kohn (1868–1942) Adolf Kohn wurde in Ebelsbach geboren. Seine Wohnung in der Lindenstraße musste er aufgeben und in ein Judenhaus in der Forsterstraße 13 umziehen. Vermutlich im Wissen um die bevorstehende Deportation nahm er sich am 23. April 1942 das Leben. | Hier wohnte ADOLF KOHN Jg. 1868 Zwangsumzug 1940 ‘Judenhaus’ tot 23.4.1942 vor Deportation                                                                                      | Adolf Kohn                                          | überbaut                     |
| Willy-Brandt-Straße 70 (ehemals Lindenstraße) ·                                    | 17. Mai 2008                       | Max Jovishoff (1876–1938) Max Jovishoff wurde in Hattingen geboren und besaß in Halle eine Papierfabrik. Er war verheiratet mit Mathilde geb. Gumberz (oder Grünsperz). Aus der Ehe gingen der Sohn Hans und die Tochter Martha (siehe Falkenweg 7) hervor. Max Jovishoff starb am 13. Oktober 1938 im Gefängnis. Als offizielle Todesursache wurde „Suizid“ angegeben. Seiner Frau und seinem Sohn gelang die Flucht in die Vereinigten Staaten. Seine Tochter wurde nach Auschwitz deportiert und starb wahrscheinlich auf einem Todesmarsch. | Hier wohnte MAX JOVISHOFF Jg. 1876 verhaftet Polizeigefängnis Halle tot 13.10.1938                                                                                              | Max Jovishoff                                       | Willy-Brandt-Straße 70       |
| Wörmlitzer Straße 108 ·                                                            | 3. Nov. 2012                       | Alfred Goldmann (1860–1943) Alfred Goldmann stammte aus Altewalde und arbeitete als Kaufmann. Er und seine Frau Jenny mussten ihre Wohnung in der Wörmlitzer Straße aufgeben und in das „Judenhaus“ Am Steintor 18 sowie am 23. Mai 1941 weiter in ein vermeintliches Altersheim in der Boelckestraße 24 (heute Dessauer Straße) umziehen. Am 27. Februar 1943 wurde Alfred Goldmann nach Theresienstadt deportiert, wo er am 14. April 1943 starb. | Hier wohnte ALFRED GOLDMANN Jg. 1860 interniert 1941 Sammellager Halle deportiert 1943 Theresienstadt tot 14.4.1943                                                             | Alfred Goldmann                                     | Wörmlitzer Straße 108        |
| Wörmlitzer Straße 108 ·                                                            | 3. Nov. 2012                       | Jenny Goldmann geb. Marcuse (1863–1942) Jenny Goldmann geb. Marcuse stammte aus Stargard. Nachdem sie ihre Wohhung aufgeben mussten, zogen sie und ihr Mann in das „Judenhaus“ Am Steintor 18 sowie am 23. Mai 1941 weiter in ein vermeintliches Altersheim in der Boelckestraße 24 (heute Dessauer Straße). Dort starb Jenny Goldmann am 5. Juni 1942. | Hier wohnte JENNY GOLDMANN geb. Marcuse Jg. 1863 interniert 1941 Sammellager Halle tot 5.6.1942                                                                                 | Jenny Goldmann geb. Marcuse                         | Wörmlitzer Straße 108        |

### Geplante Stolpersteine
| Adresse                                            | Verlege- datum | Person | Bild des Hauses |
| -------------------------------------------------- | -------------- | --- | --------------- |
| Ernst-Toller-Straße (ehemals Landwehrstraße 23)    |                | Familie Mendel Max Mendel (1871–1942) starb im KZ Theresienstadt, Arthur Mendel (Sohn von Max; 1901–1944) in Auschwitz. Karola Mendel (Tochter von Max; verh. Sanders; 1907–2002) emigrierte 1939 in die USA, Hans Mendel (Sohn von Max) konnte sich in Holland versteckt überleben. |                 |
| Feuerbachstraße 74 (ehemals Kurfürstenstraße 74)   |                | Minna Frankenberg (1872–1961) Minna Frankenberg (geb. Gassenheimer) wurde 1872 in Themar geboren, überlebte als einziges Familienmitglied den Holocaust im Ghetto Theresienstadt und kehrte nach Halle zurück. |                 |
| Kirchnerstraße 20                                  |                | Jakob Friedmann (1870–1943) Jakob Friedmann stammte aus Bauerbach und betrieb in Halle einen Schuhwarengroßhandel. Er war verheiratet mit Klara geb. Frank. Das Paar hatte eine Tochter namens Ruth und einen Sohn namens Heinz Hermann. Am 6. September 1938 starb Klara Friedmann. Jakob Friedmanns Kinder emigrierten zusammen mit Ruths Ehemann und ihrem Sohn am 1. Januar 1939 nach Shanghai. Jakob Friedmann blieb in Halle. Er verlor sein Geschäft und musste seine Wohnung in der Kirchnerstraße aufgeben. Er zog zunächst in das „Judenhaus“ Am Steintor 18 und am 24. Mai 1941 in ein vermeintliches Altersheim in der Boelckestraße 24 (heute Dessauer Straße). Am 20. September 1942 wurde er ins Ghetto Theresienstadt deportiert, wo er am 18. Februar 1943 starb. | abgerissen      |
| Meckelstraße 1                                     |                | Erich Peters | überbaut        |
| Rudolf-Breitscheid-Straße (ehemals Königstraße 20) |                | Ernestine Frank (1875–1943) Ernestine Frank wurde am 16. Januar 1875 in Bad Kissingen geboren und am 19. September 1942 über Leipzig nach Theresienstadt deportiert, wo sie am 17. September 1943 starb. |                 |